# Giết mổ lợn

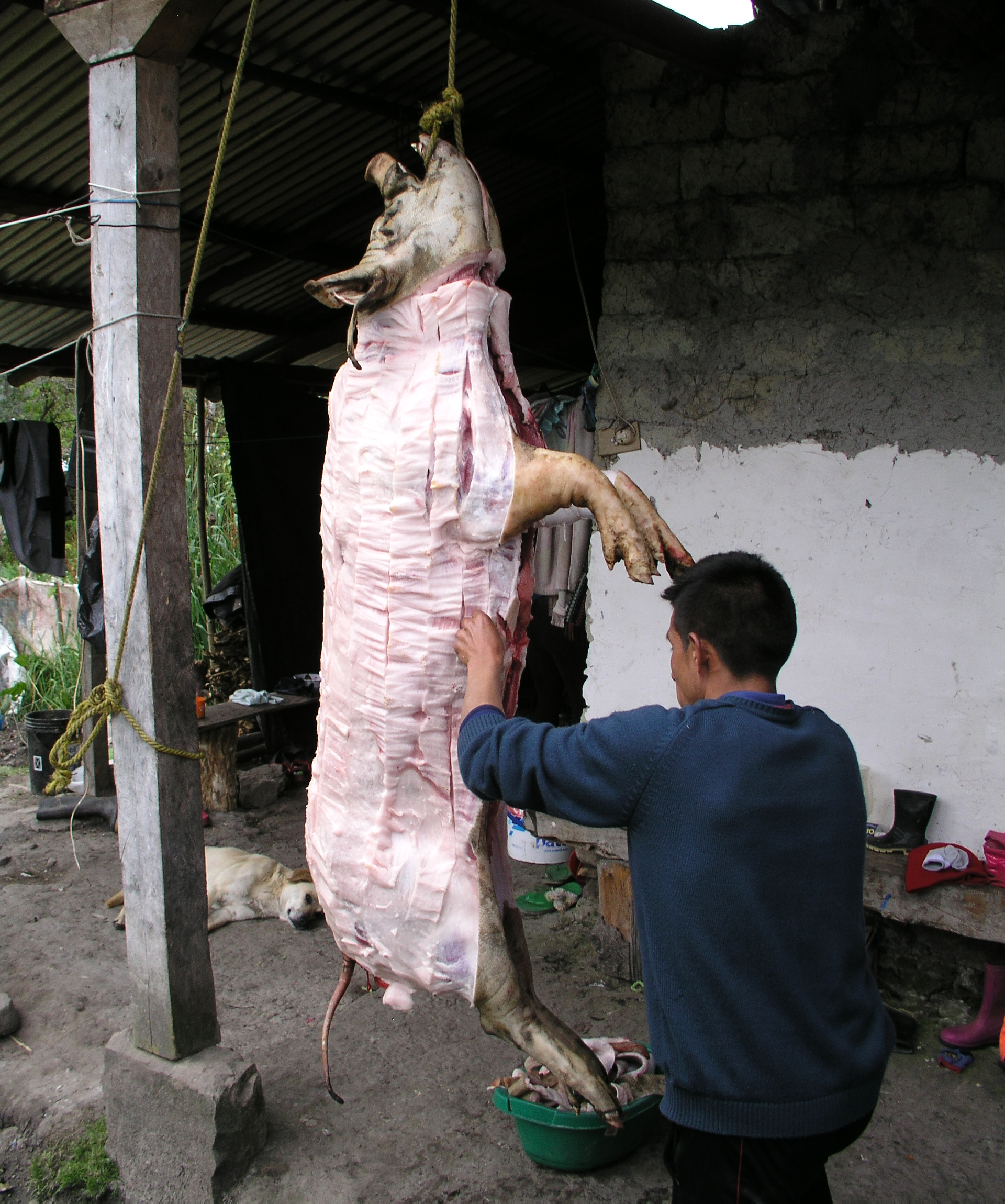
Giết mổ lợn ở Peru

Giết mổ lợn hay gọn đơn giản là mổ lợn, hạ heo là công việc giết chết và mổ xẻ để moi nội tạng, ruột, cắt, xẻo, lột da, chặt, phanh thành từng khúc thịt lợn, tảng thịt để lấy thành phẩm đối với một con lợn nói chung mà thường là lợn nhà. Giết mổ lợn có vai trò quan trọng trong hoạt động chăn nuôi đến khâu chế biến và tiêu dùng, xuất phát từ việc tiêu thụ thịt lợn đứng hàng đầu thế giới do đó đây là một công việc quan trọng trong nông nghiệp cũng như trong truyền thống ở một số nước châu Âu. Người giết mổ lợn còn được gọi là người hạ heo hay đồ tể.

## Tổng quan
Giết mổ lợn là một hoạt động cần thiết để có được thịt lợn, công việc này gần như một phần của chăn nuôi lợn truyền thống và chuyên sâu. Lợn được giết mổ ở các lứa tuổi khác nhau. Nói chung có thể được chia thành lợn con hay còn gọi là heo sữa trong đó có 1,5 đến 3 tháng tuổi, lợn vỗ béo để lấy thịt dành cho thịt lợn và thịt xông khói và cuối cùng là lợn lớn hơn, chẳng hạn như lợn nái, lợn xề (heo cái) và lợn đực thiến. Thịt thu được từ lợn con được chia thành thịt nạc hoặc tách mỡ. Heo đực thường được thiến một tháng trước khi giết mổ. Chất lượng thịt được xác định trên khối lượng và độ dày của thịt ở mặt sau.
Giết mổ lợn là một truyền thống được biết đến ở nhiều nước châu Âu như Croatia, Serbia, Hungary, Ba Lan, Cộng hòa Séc, Slovakia, Hy Lạp, Ý, Moldova, Romania, Slovenia, Bồ Đào Nha, Tây Ban Nha, Ukraina và những nơi khác, chẳng hạn như Việt Nam. Hạ heo cũng đã tồn tại ở Hoa Kỳ trong các trang trại gia đình quy mô nhỏ đầu những năm 1900. Trong lịch sử, giết mổ lợn là một thương mại cha truyền con nối. Ngày nay, giết mổ ban đầu thường được thực hiện bởi một người bán thịt chuyên nghiệp.
Thịt lợn sau khi mổ có cơ chế tự phân giải trong 6 tiếng đầu theo chiều hướng tốt đó là việc lượng đường chuyển hóa thành axit lactic, nucleo protein thành bixantin (cho mùi thơm) và axit photphoric, axit glutamic được giải phóng ra thể tự do từ albumin. Giai đoạn phân giải này làm cho thịt vừa axit hơn, tạo điều kiện ức chế phát triển của vi sinh vật gây thối, vừa làm cho thịt có mùi vị thơm ngon và dễ tiêu hóa hơn. Đây được gọi là quá trình thịt chín muồi do đó nên để thịt ở trạng thái bình thường sau 6 tiếng mới bắt đầu chế biến hoặc bảo quản lạnh.

## Quy trình

### Chuẩn bị

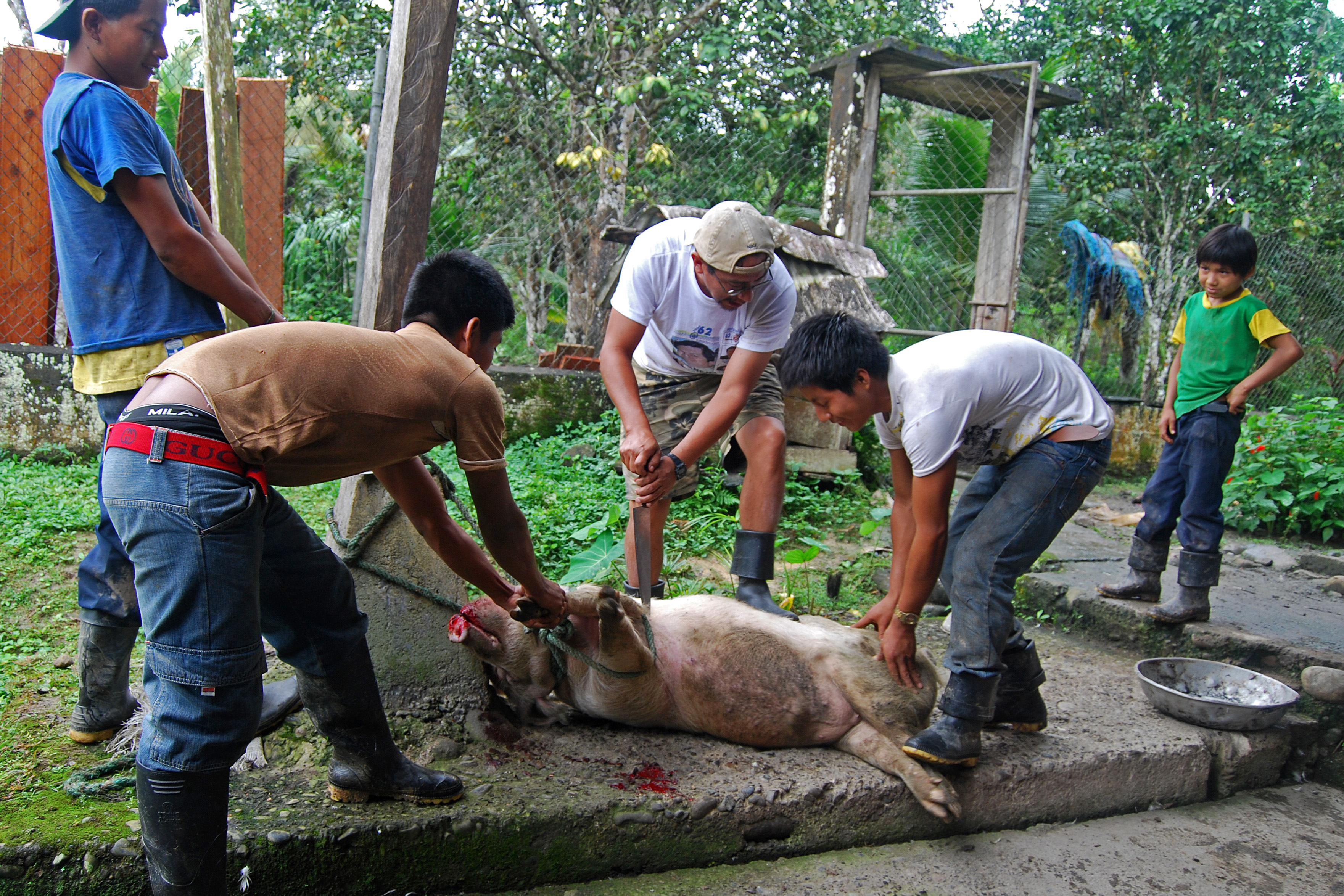
Một cảnh giết mổ heo

Trong thời hiện đại, hầu hết các gia đình ở châu Âu có thể đủ khả năng để giết mổ, nhưng đó cũng là một sự phong phú của thịt chế biến sẵn tại các cửa hàng, vì vậy phương pháp truyền thống giết mổ ngày càng trở nên nhiều hơn. Giết mổ đòi hỏi rất nhiều chuẩn bị, bao gồm máng, nước sôi, thùng gỗ lớn hoặc thau chậu để trữ thịt, nồi, dao nhọn, dao phay, cần một con dao chọc tiết, lưỡi dài 2 gang tay, rộng bản 15 centimet, lưỡi cong hơn sống, mũi nhọn.

### Hạ sát

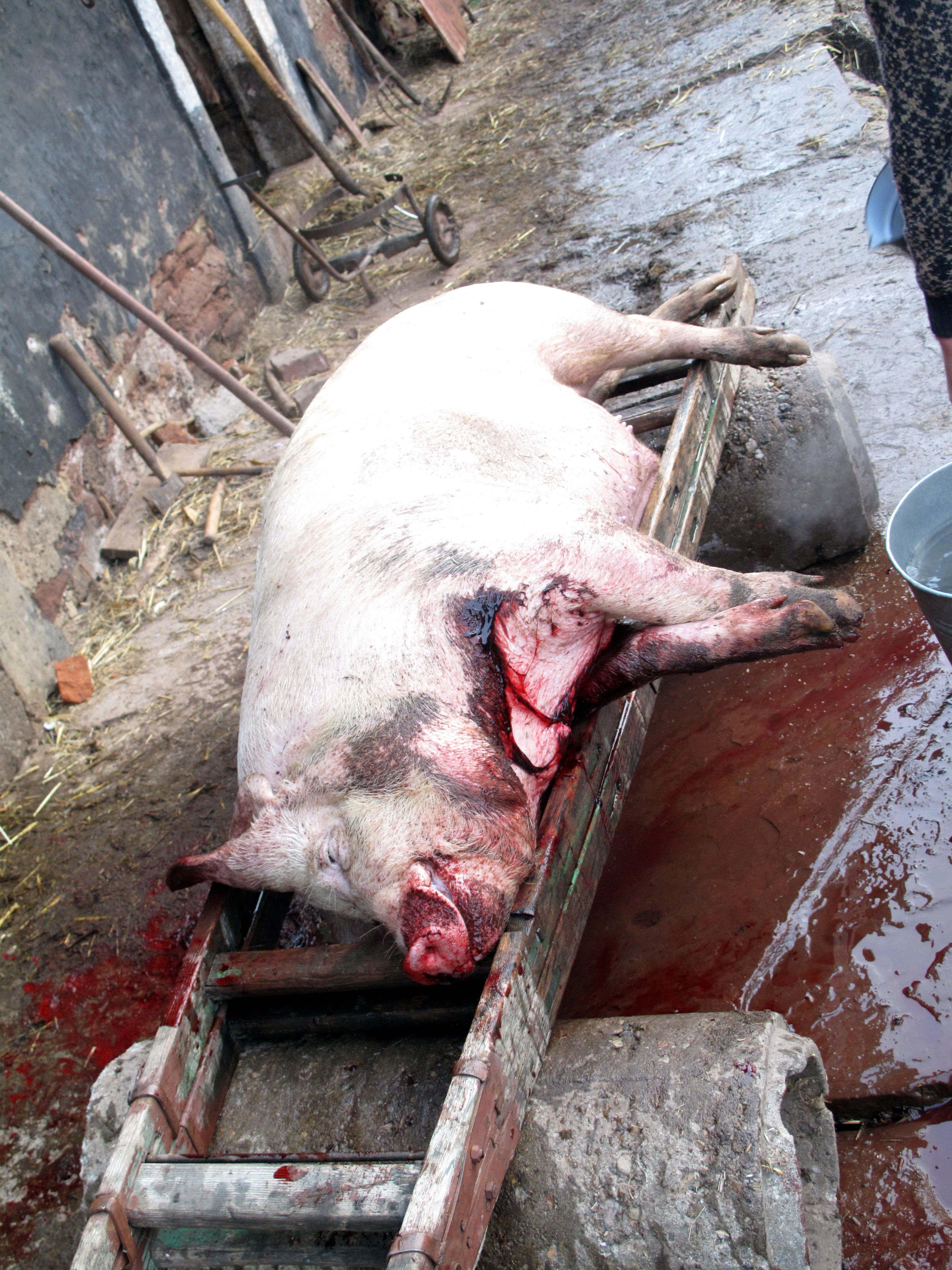
Một con heo bị chọc tiết

Trước khi giết mổ, lợn đầu tiên được làm cho bất tỉnh nhân sự bằng việc sử dụng một trong những phương tiện sau đây: đập đầu cho đến chết, chọc tiết cho máu ra đến chết, làm cho ngạt thở chết. Sau đó chúng được treo trên một móc sắt hoặc trói bốn chân bằng một cái cọc, sau đó được thọc và xẻ mạnh ở những chỗ hiểm, thường là thông qua động mạch cảnh và tĩnh mạch cảnh tức làm chảy máu bằng cách cắt cổ họng. Sau khi máu huyết tiết đã xổ ra hết, cái xác được ngâm trong nước sôi để giúp cho việc cạo lông, sau đó được hoàn thành bằng cách sử dụng các thiết bị cắt kéo.
Chọc tiết là khâu quan trọng để giết nhanh một con lợn. Đặt heo nằm ngửa lên một mặt phẳng đầu dốc xuống 30 độ. Một người sẽ giữ lợn, đè xuống, một người cầm dao rồi đè nhẹ mõm nó xuống. Tay cầm dao thọc vào chính giữa cổ, đưa lưỡi dao ngập hết vào hơi lách sang trái một chút. Mũi dao vừa vặn cắt đứt động mạch trái, hơi nghiêng con heo sang một bên và đè lưỡi dao sang bên đó, nơi có đặt chậu hứng tiết. Đợi chừng 1 phút, máu chảy ra hết, con heo ngất đi, thì hơi rút mũi dao ra, rồi chọc thẳng chính giữa, trúng tim cho máu trong tim ra hết, và khi tim bị vỡ thì heo chết thật.

### Mổ và moi
Theo truyền thống, con heo được giết mổ với một con dao và sau đó đặt trong một bàn gỗ hoặc một máng kim loại và dội bằng nước sôi để cạo lông bằng một con dao hoặc dao cạo và sau đó nó được rửa sạch một lần nữa bằng nước nóng. Nước nóng quá khó cạo lông, vì da heo sẽ bị chín giữ chặt lông lại. Cạo lông rất dễ, nhất là những mảng da rộng, chỉ quét lưỡi dao qua, là trắng nõn.
Lợn sau đó được xé toang ruột, người ta banh xác lợn ra và thường được rạch đôi từ bụng để các cơ quan nội tạng bung và lòi ra ngoài, người giết lợn thường được lấy ra, và cơ thể được cắt thành hai nửa. Nửa còn lại được rửa sạch để loại bỏ máu còn đọng lại, vi khuẩn. Khuấy máu để ngăn ngừa đông máu của lợn. Máu thu được sẽ được tiếp tục sử dụng làm huyết.
Người ta cũng dùng cách đặt heo nằm ngửa. Người mổ đứng dạng chân hai bên con heo, một tay cầm một chân trước, tay cầm dao rạch từ cổ qua ngưc, qua bụng, xuống hậu môn. Đưa dao đúng độ sâu, không chọc vào tim gan ruột heo, mà chỉ đứt khung ngực và thành bụng. Tay cầm cuống họng, gồm khí quản và thực quản, lột lên. Khi lột đến cơ hoành, đáy khoang ngực, thì tay cầm dao đưa mũi dao cắt một vòng đứt cơ hoành. Sau đó thì lôi hết dạ dày, gan và ruột ra. Cầm khúc ruột già gần hậu môn để tay cầm dao cắt vòng quanh hậu môn, đuôi, rồi chặt đứt xương sống đuôi. Bộ lòng và đuôi dính liền một cụm, tách khỏi phần thịt heo.

### Thành phẩm
Cắt đầu heo, ngay sát mang tai, sau quai hàm. Con heo còn lại chỉ còn thịt. Một tay cầm chân trước, tay cầm dao nhọn, chém mũi dao vào gần chính giữa xương sống, mỗi nhát chém đi được vài centimet chẻ đôi xương sống ra, hở tuỷ bên trong nhưng không chém vào tuỷ. Rạch mũi dao cắt đứt thịt và da lưng heo nơi đã chém bổ xương sống. Tiếp tục chém bổ xương sống và cắt thịt da lưng cho đến khấu đuôi nơi đã cắt đứt đuôi, thì con heo bị chia làm 2 mảnh phải trái. Tay cầm tuỷ con heo nơi cổ, và lột tuỷ ra khỏi xương sống, cũng có thể cắt ra đùi sau, vai trước, và sườn. Sau đó, ruột của lợn (lòng lợn) được loại bỏ ra khỏi mình con lợn. Sau khi thịt nó được cắt thành miếng, thịt từ lợn sau đó được tiếp tục xử lý thành các sản phẩm ăn được. Phần lớn các chất béo được cắt thành miếng nhỏ. Mỡ của nó được xào để sản xuất ra tóp mỡ.

## Trong văn hóa
Nhà hoạt động quyền động vật Croatia coi quá trình giết mổ truyền thống là một hành động độc ác, tàn nhẫn và lỗi thời. Họ cũng đặt câu hỏi nếu quyền lợi động vật châu Âu và tiêu chuẩn vệ sinh đang thực sự gặp nhau hay là không, vì chưa có đủ sự giám sát có sẵn trong cơ sở giết mổ trên toàn quốc. Nông dân hầu như không được đào tạo về các tiêu chuẩn mới mà họ có để áp dụng. 

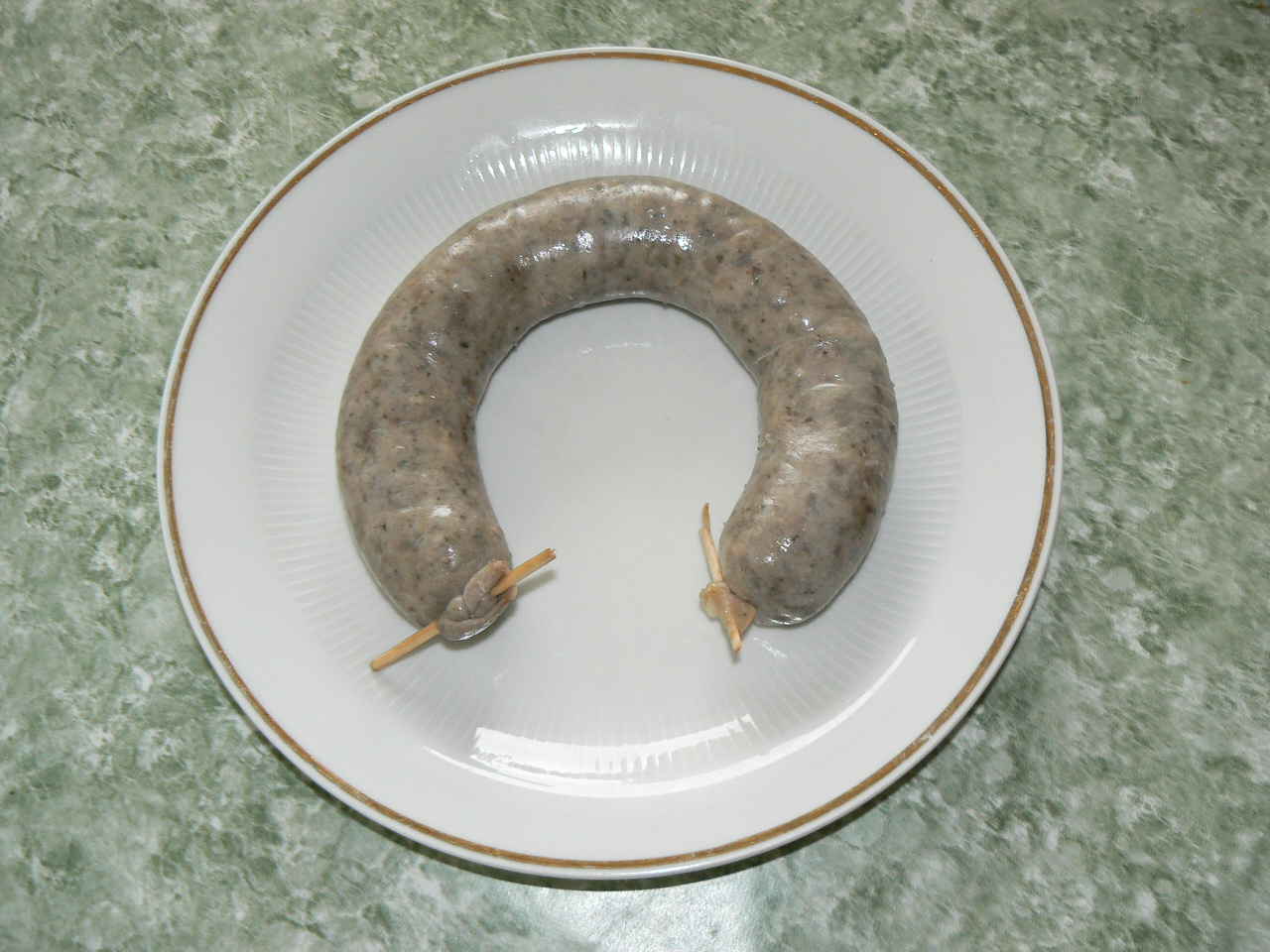
Một thành phẩm từ giết mổ lợn

Jitrnice tức giết mổ lợn một phần truyền thống của ẩm thực quốc gia Séc. Ở một số nước giết mổ lợn truyền thống là một sự kiện đặc biệt. Lợn được giết mổ tại Cộng hòa Séc đã thường xảy ra trong những tháng mùa đông, khi nhiệt độ thấp làm cho nó dễ dàng hơn để lưu trữ thịt tươi và các sản phẩm thịt lợn. Chuẩn bị cho sự kiện này kéo dài trong nhiều ngày và liên quan đến một loạt các nghi lễ mà sự kiện chính nó được đi kèm với việc tạo ra các món ăn truyền thống như jitrnice, tlačenka và škvarky.
Sau khi giết mổ, những người đàn ông trẻ tuổi của làng sẽ tới thăm hàng xóm và người thân mang quà từ thịt và huyết tươi. Giết mổ lợn đã kết thúc với những gì được gọi là một karmina, một lễ kỷ niệm đặc biệt được tổ chức tại các hộ gia đình nơi giết mổ đã diễn ra. Khách mời, đôi khi mặc quần áo và mặt nạ, sẽ tham gia trong các tiệc tùng và uống rượu. Trong quá khứ, các cuộc tàn sát lợn truyền thống thường kết thúc vào ngày Thứ Tư.
Giết lợn theo kiểu truyền thống (Zabíjačka) vẫn còn diễn ra ở nơi công cộng tại lễ kỷ niệm Mardi Gras ở nhiều thị trấn và làng Séc. Tuy nhiên, giết mổ lợn là một truyền thống dần biến mất. Trong thời kỳ cộng sản nắm quyền nó đã rẻ hơn và mọi người ưa thích để nâng cao và giết mổ lợn tại nhà. Kể từ đó chăn nuôi lợn và giết mổ đã trở nên ít phổ biến ở các làng Séc và thị trấn. Nó cũng tuỳ thuộc vào quy định của Liên minh châu Âu.
Giết mổ lợn trong nước truyền thống là một chủ đề yêu thích của các họa sĩ nổi tiếng Czech Josef Lada. Trong vở kịch Prase (Hợi, 1987), Václav Havel sẽ cố gắng để mua một con lợn cho một zabíjačka bởi người dân địa phương, với khó khăn bởi vì như một bất đồng chính kiến, ông được coi là sự nghi ngờ chính trị. Năm 1968, Jiří Šebánek, người sáng lập của Nhà hát Jara Cimrman, đã viết vở kịch The Pig giết mổ tại nhà với tựa đề Nhà vệ sinh kinh dị.
Ở Slovakia, giết mổ lợn (zabíjačka, zakáľačka, bravčovina, svinský kar, karmina) là một phần thiết yếu của truyền thống mùa đông từ đầu thời Trung Cổ. Giết mổ lợn được coi là một sự kiện quan trọng trong xã hội làng xã và cơ hội cho các gia đình để có thể đến với nhau. Thời gian truyền thống giết mổ lợn thường bắt đầu vào ngày 21 tháng Mười Hai, ngày lễ thánh Thomas. Có một tầm quan trọng đặc biệt gắn liền với huyền thoại và nông dân tin rằng thịt của một con lợn giết mổ có sự chứng giám của Thánh Thomas thì ngày sẽ kéo dài hơn.
Trong quá khứ đã có một số phong tục truyền thống kết hợp với các cơ sở giết mổ lợn. Sau khi giết mổ, các cô gái của hộ gia đình sẽ thu thập các xương và tản ra xung quanh sân cho việc cầu duyên tình yêu bằng cách thức bỏ bùa. Họ tin rằng khi một con chó giật lấy khúc xương đầu tiên thì chính cô gái đã ném khúc xương sẽ là người đầu tiên kết hôn.

## Hình ảnh
Cận cảnh cach thức giết mổ một con lợn ở Việt Nam

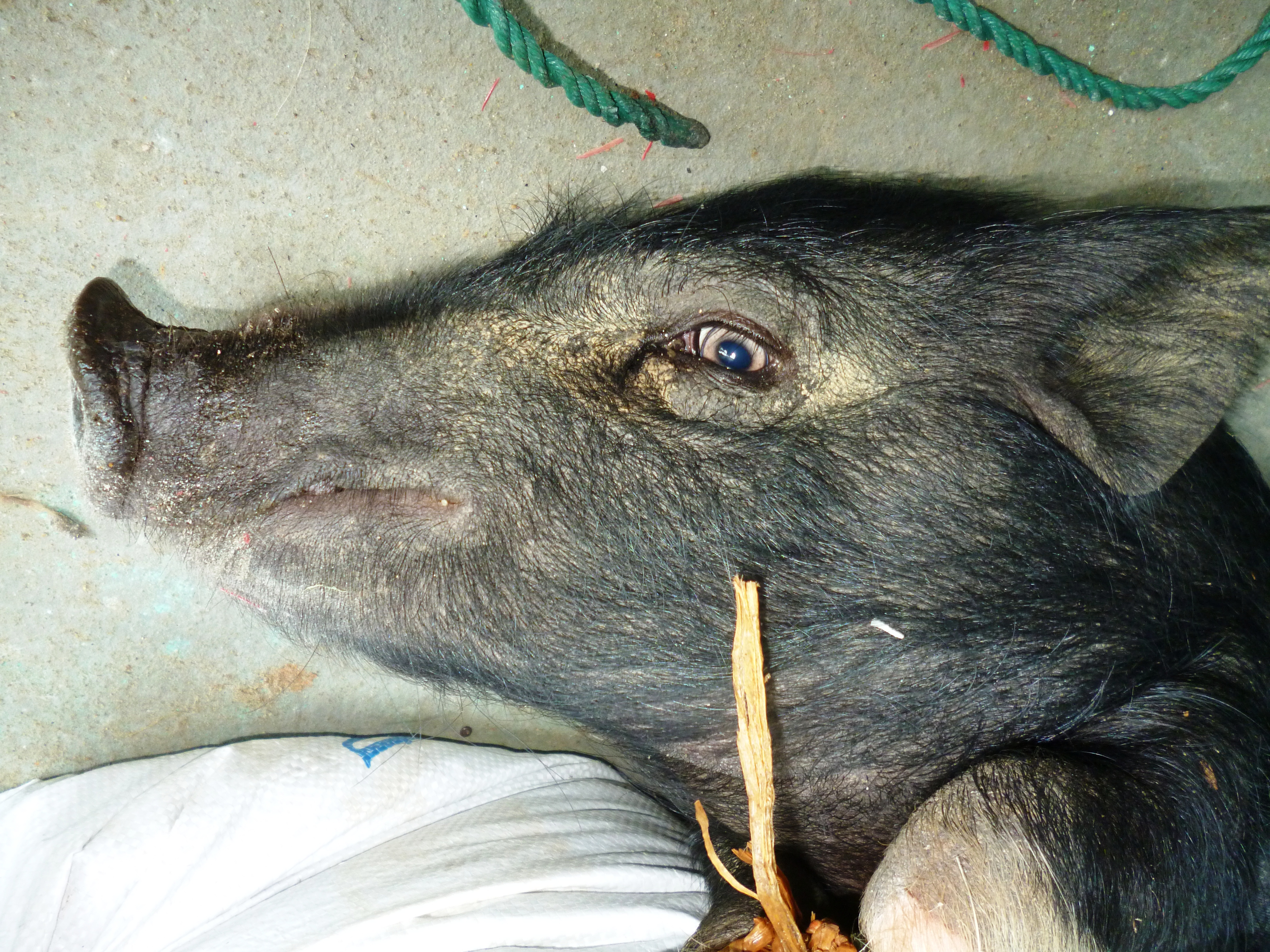
Một con lợn chuẩn bị giết mổ, đây là con lợn mọi, giống lợn đặc sản ở một số địa phương
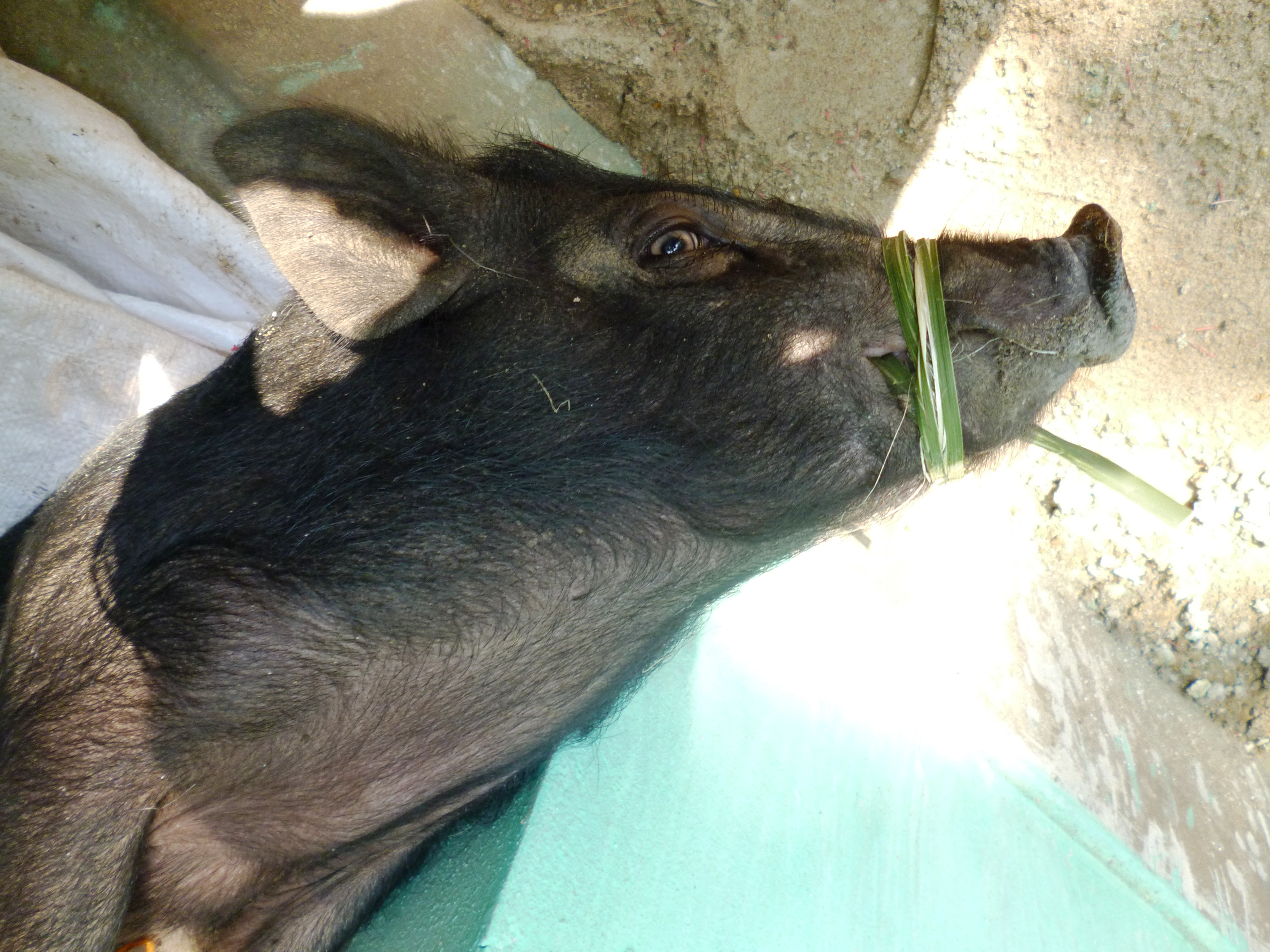
Buộc chặt mõm lợn bằng lạt để phòng việc chúng cắn khi bị thọc huyết
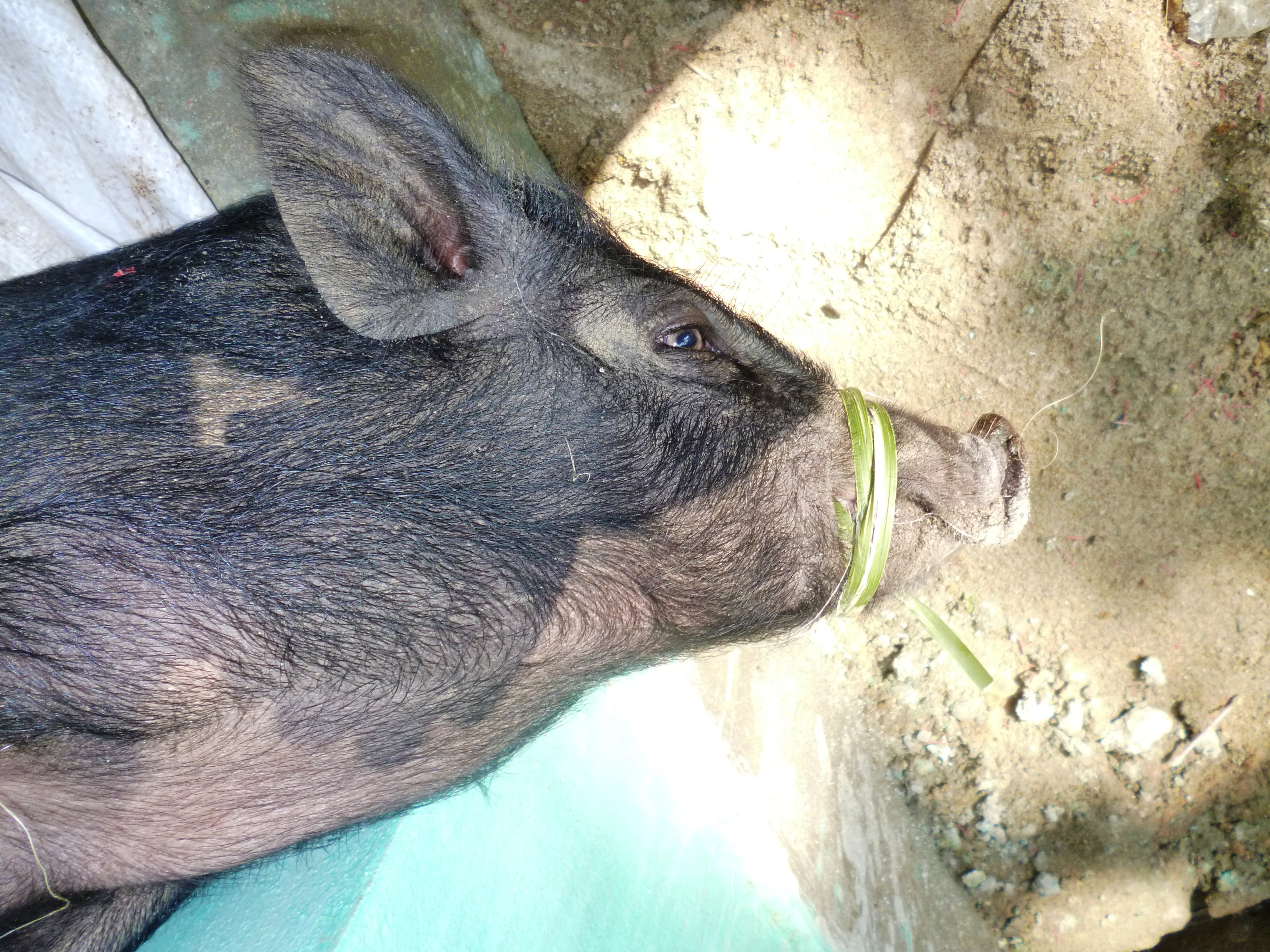
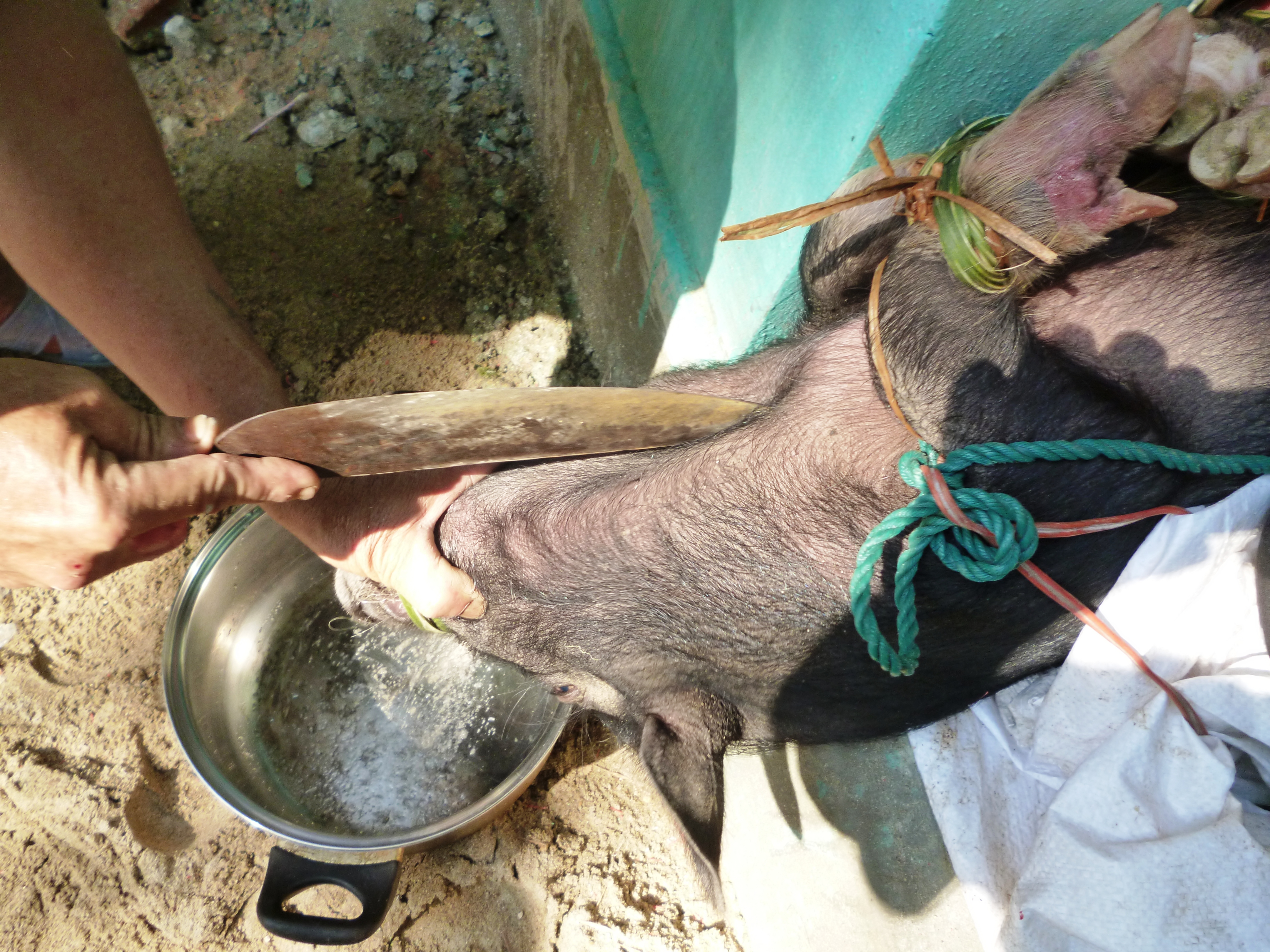
Nhắm giao phay vào động mạch con lợn
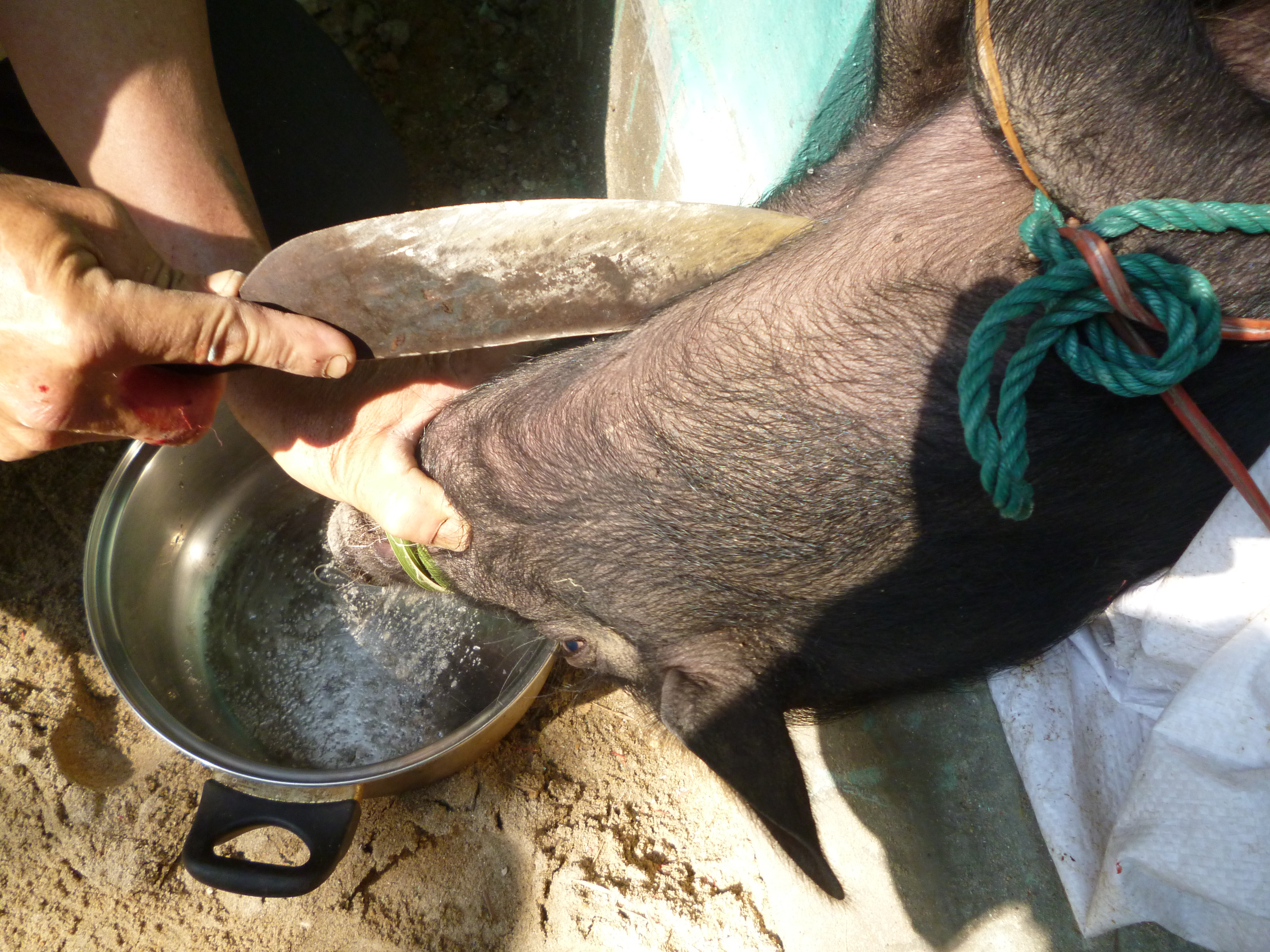
Ấn sâu giao mổ vào cổ để từ từ hạ sát con vật
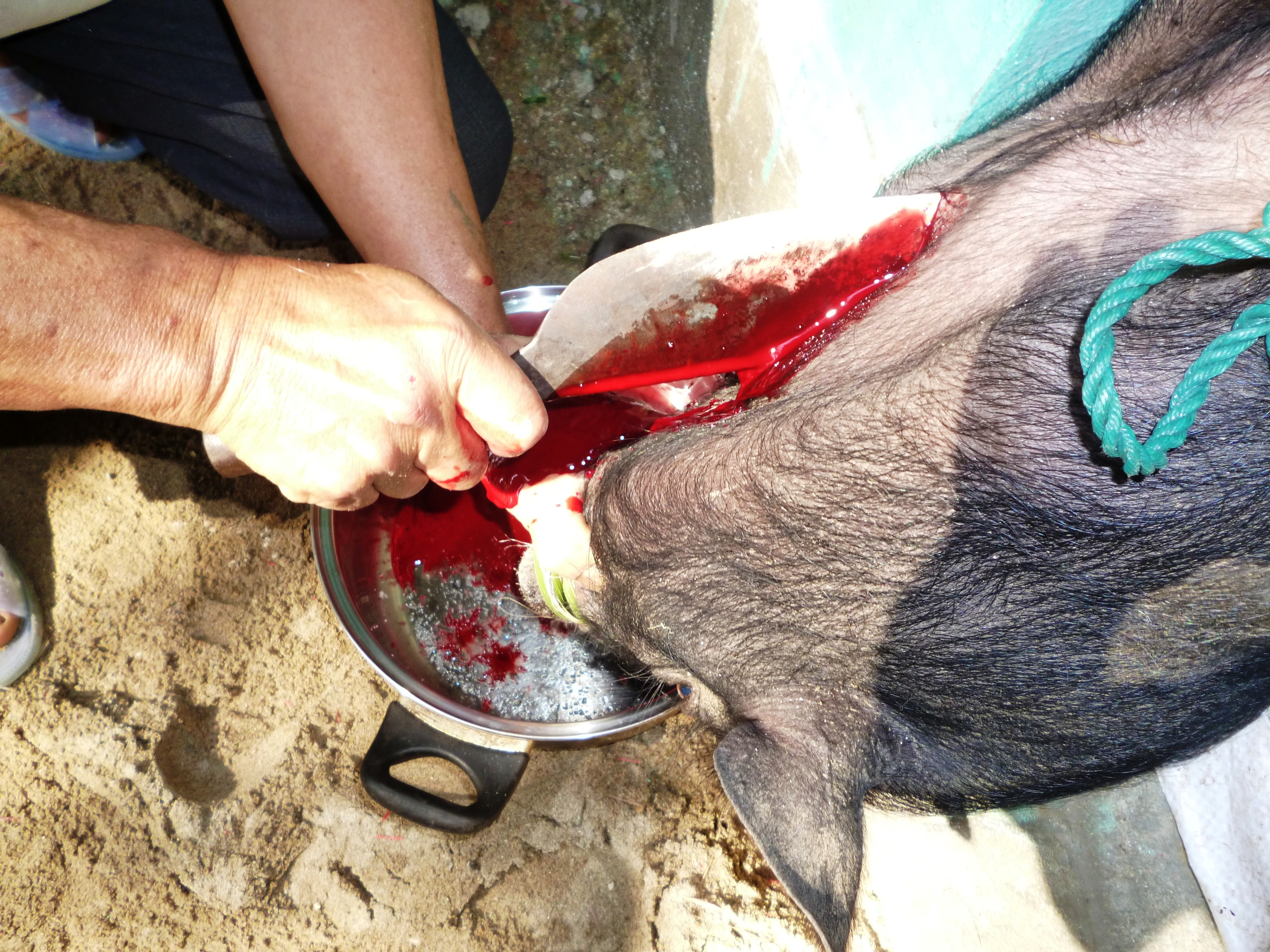
Thọc huyết con lợn
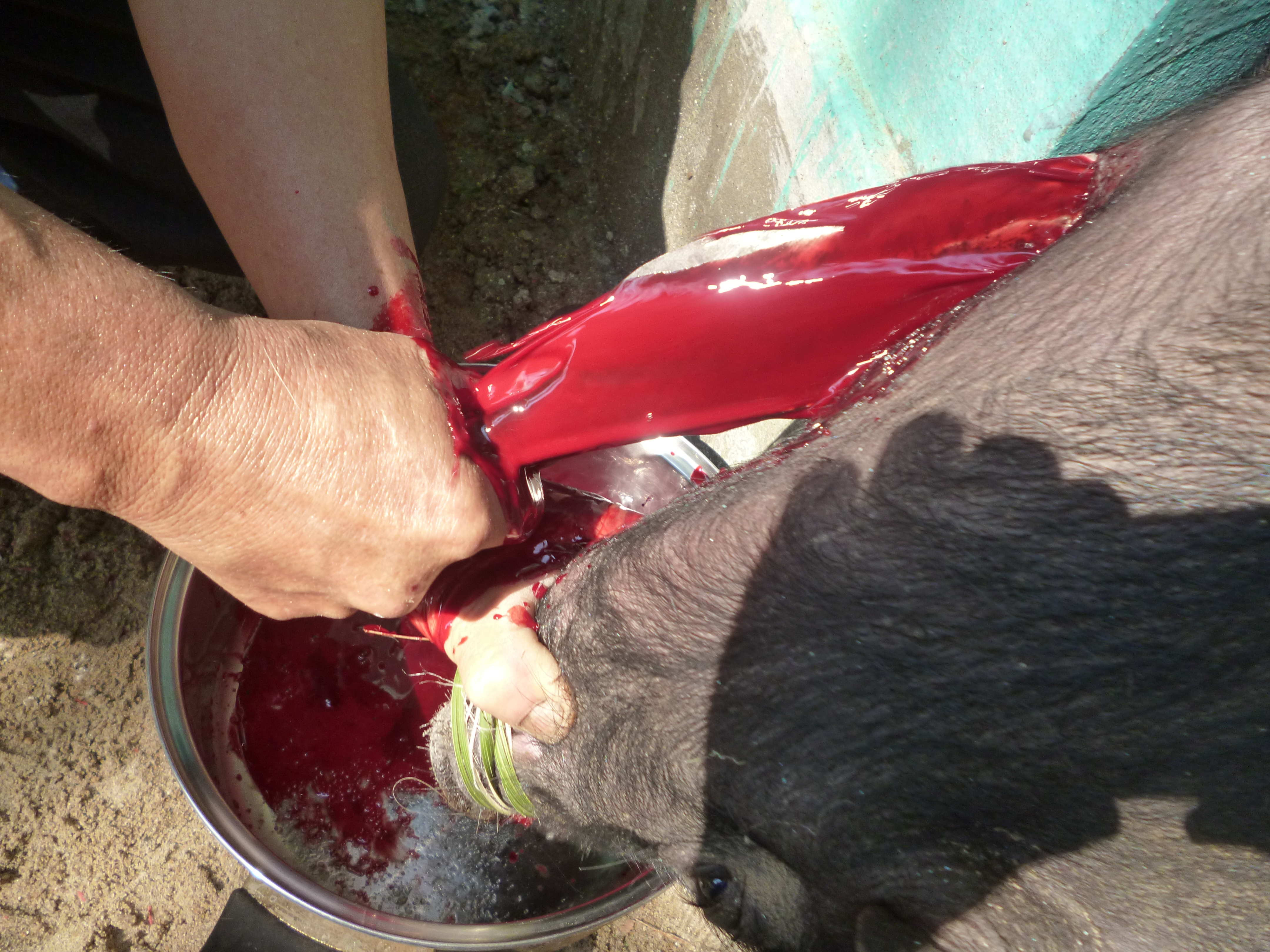
Thọc huyết cho con lợn chảy máu đến chết
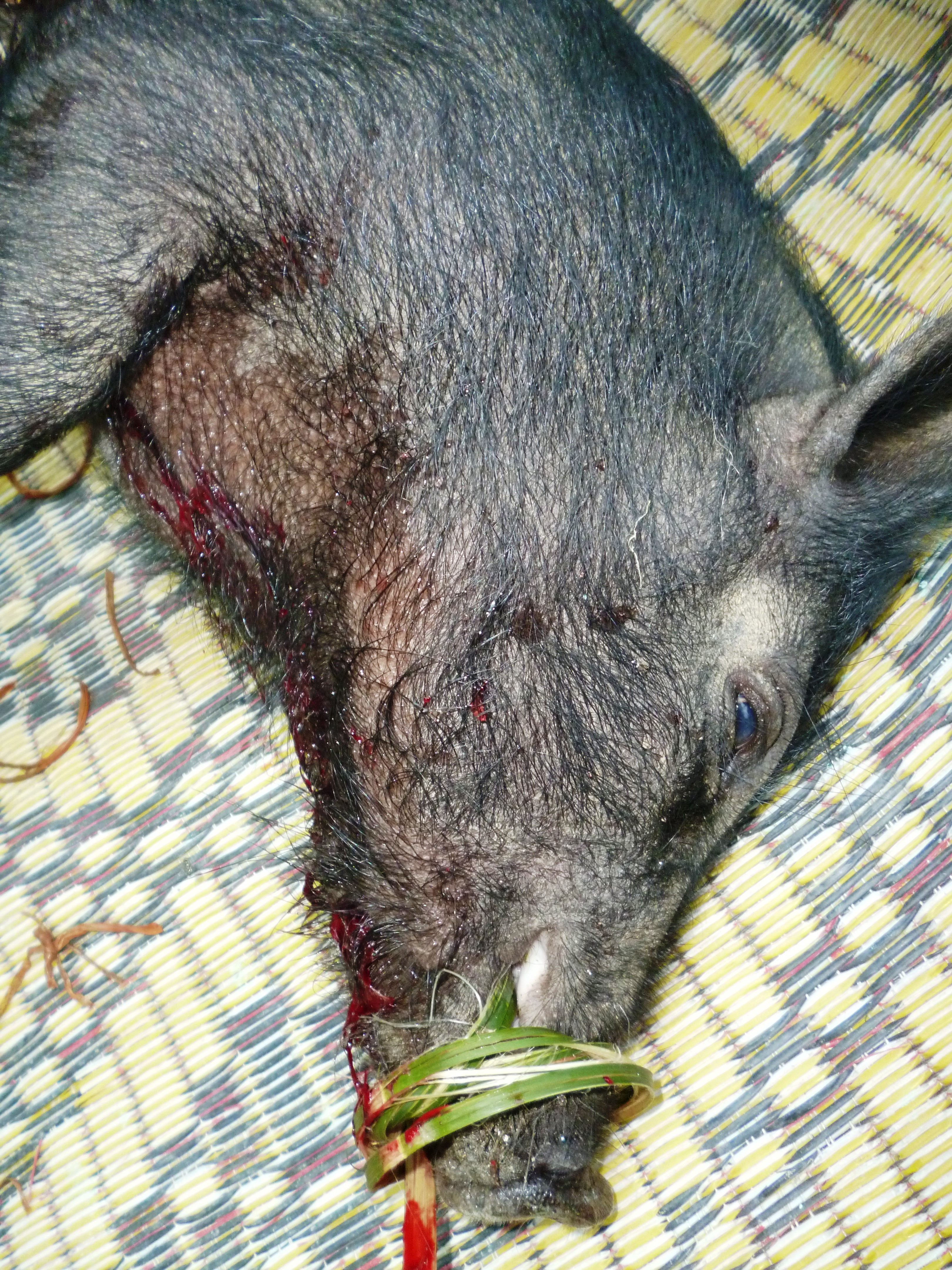
Con vật đã chết
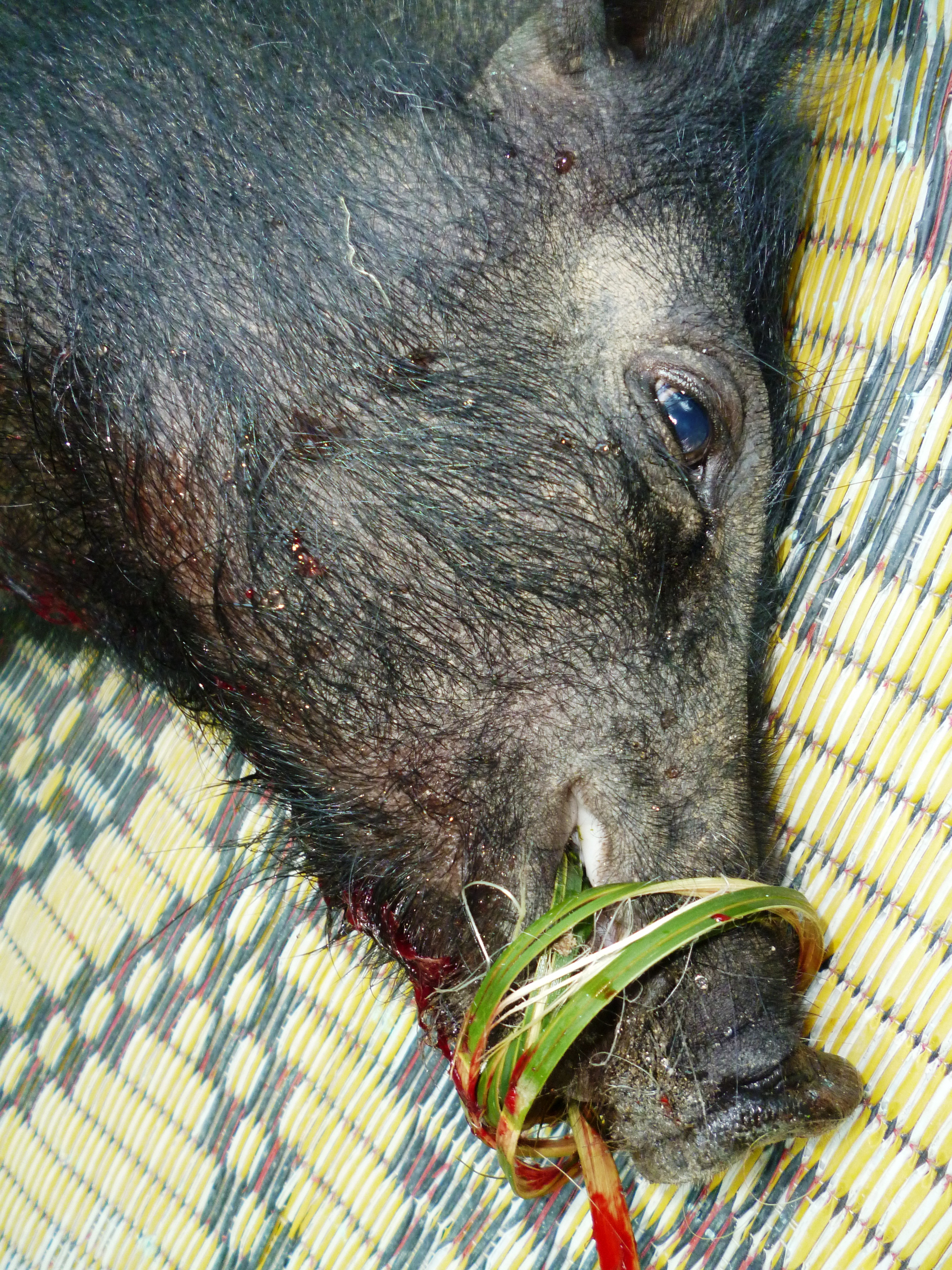
Được nới lạt ở mõm ra
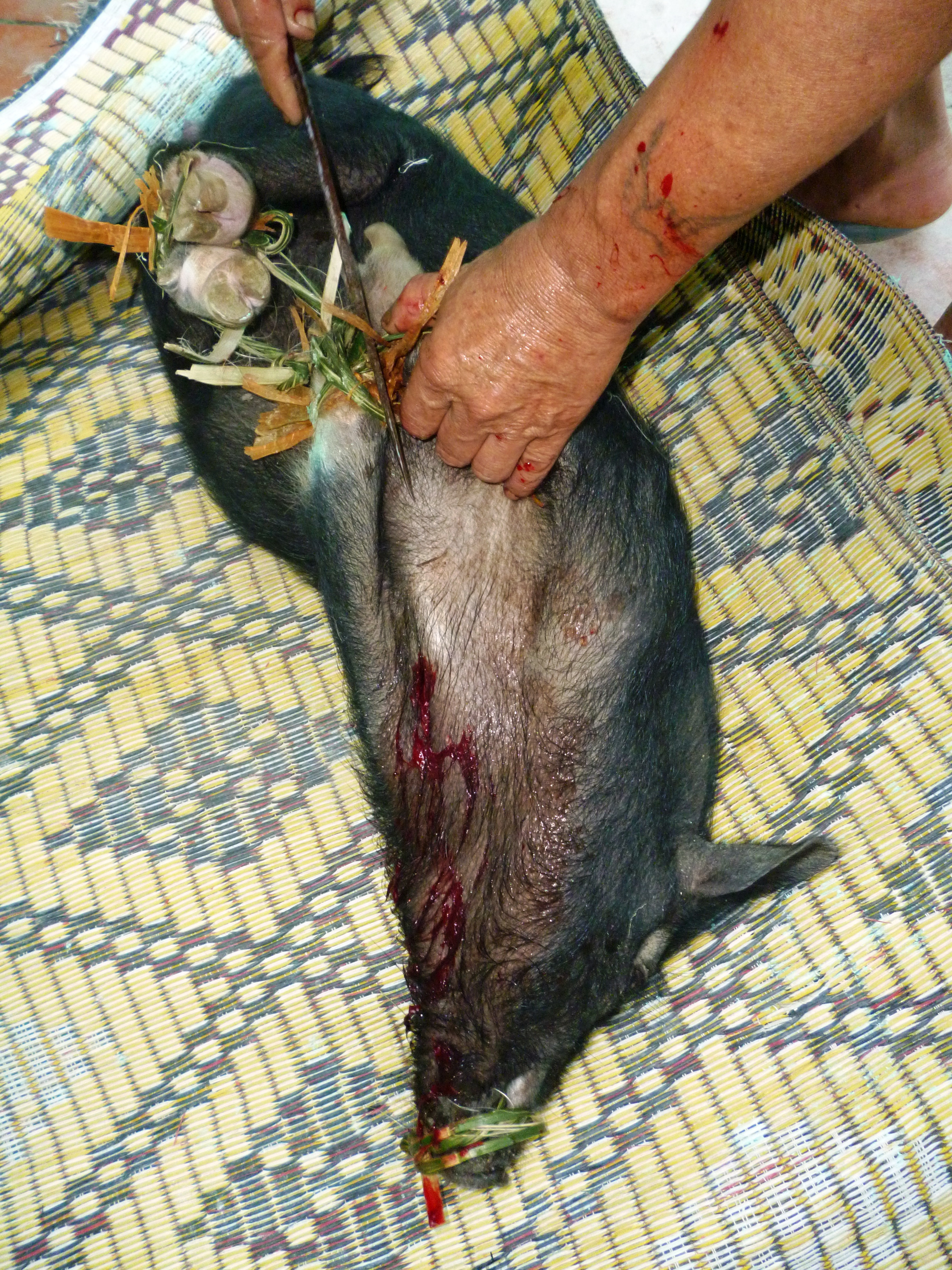
Cắt trói cho con vật
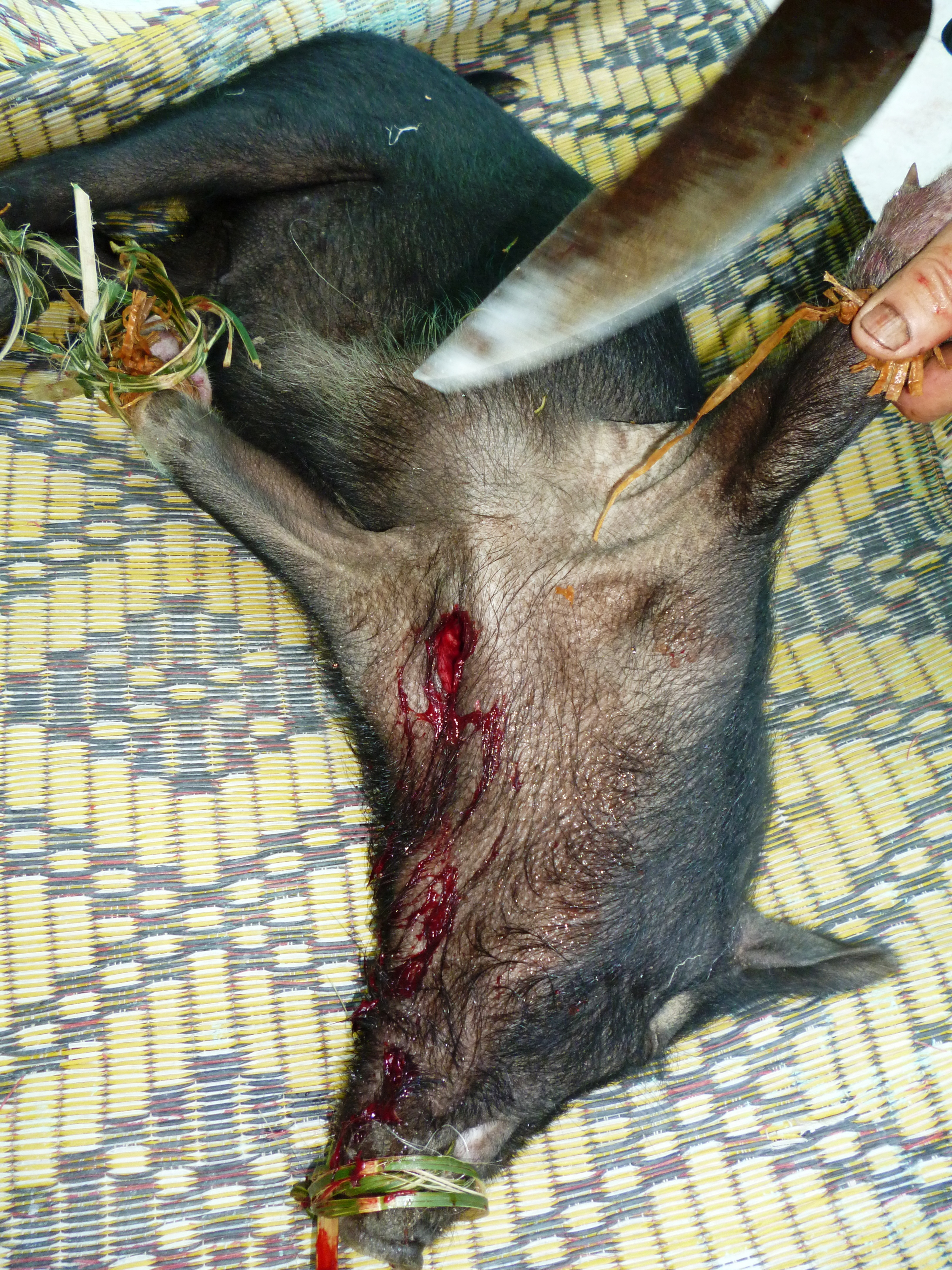
Cắt trói cho con lợn
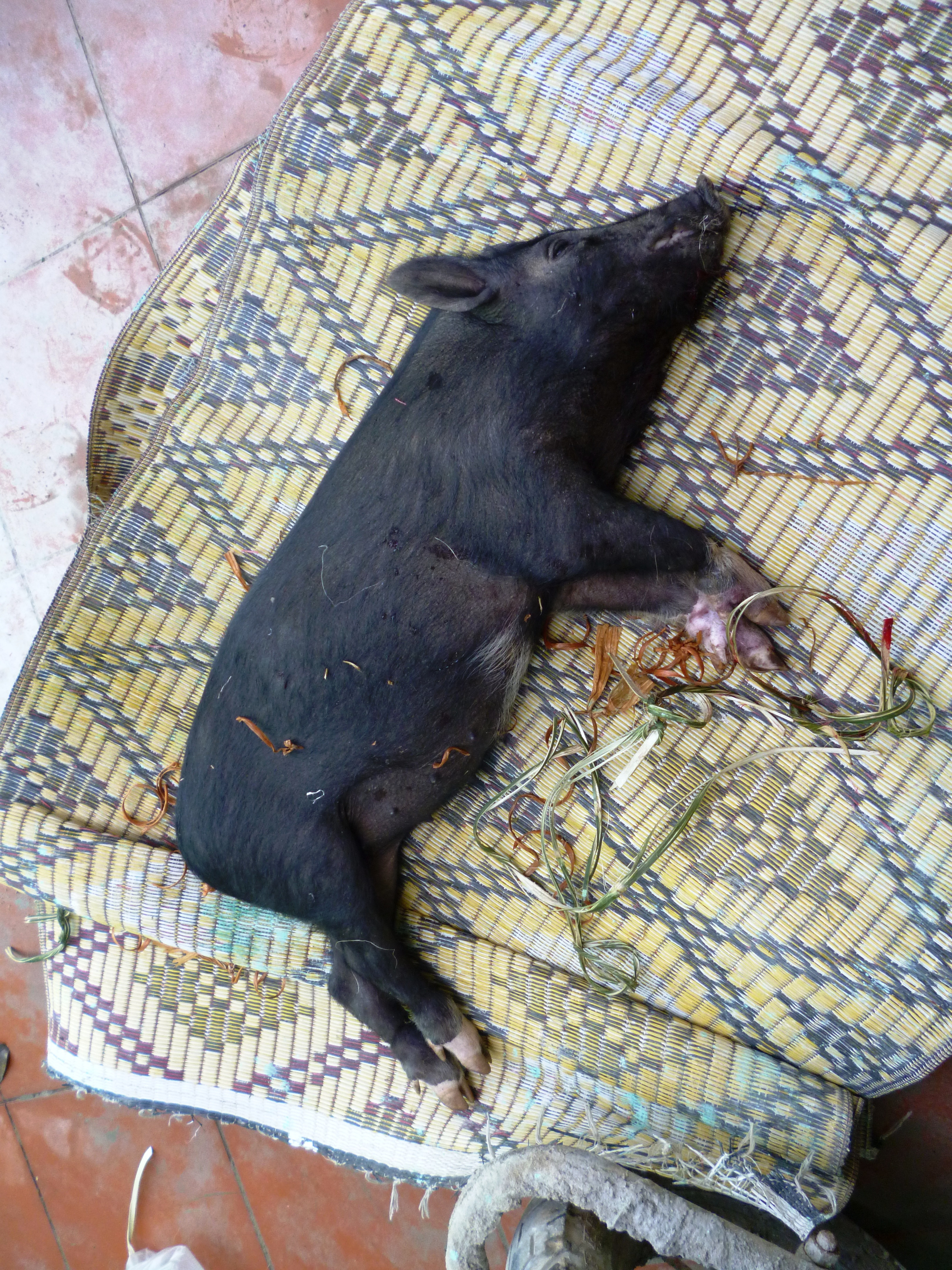
Xác con lợn
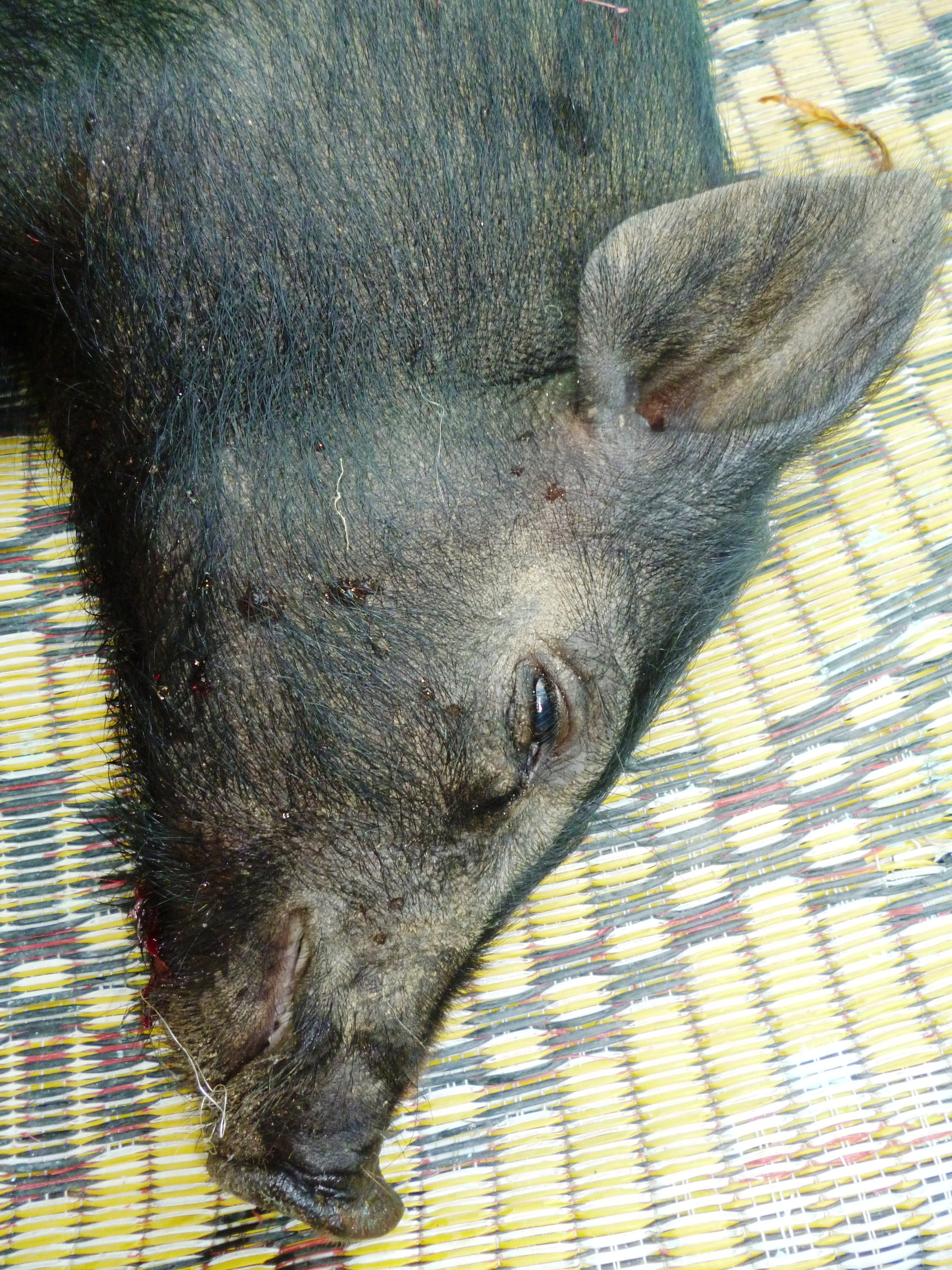
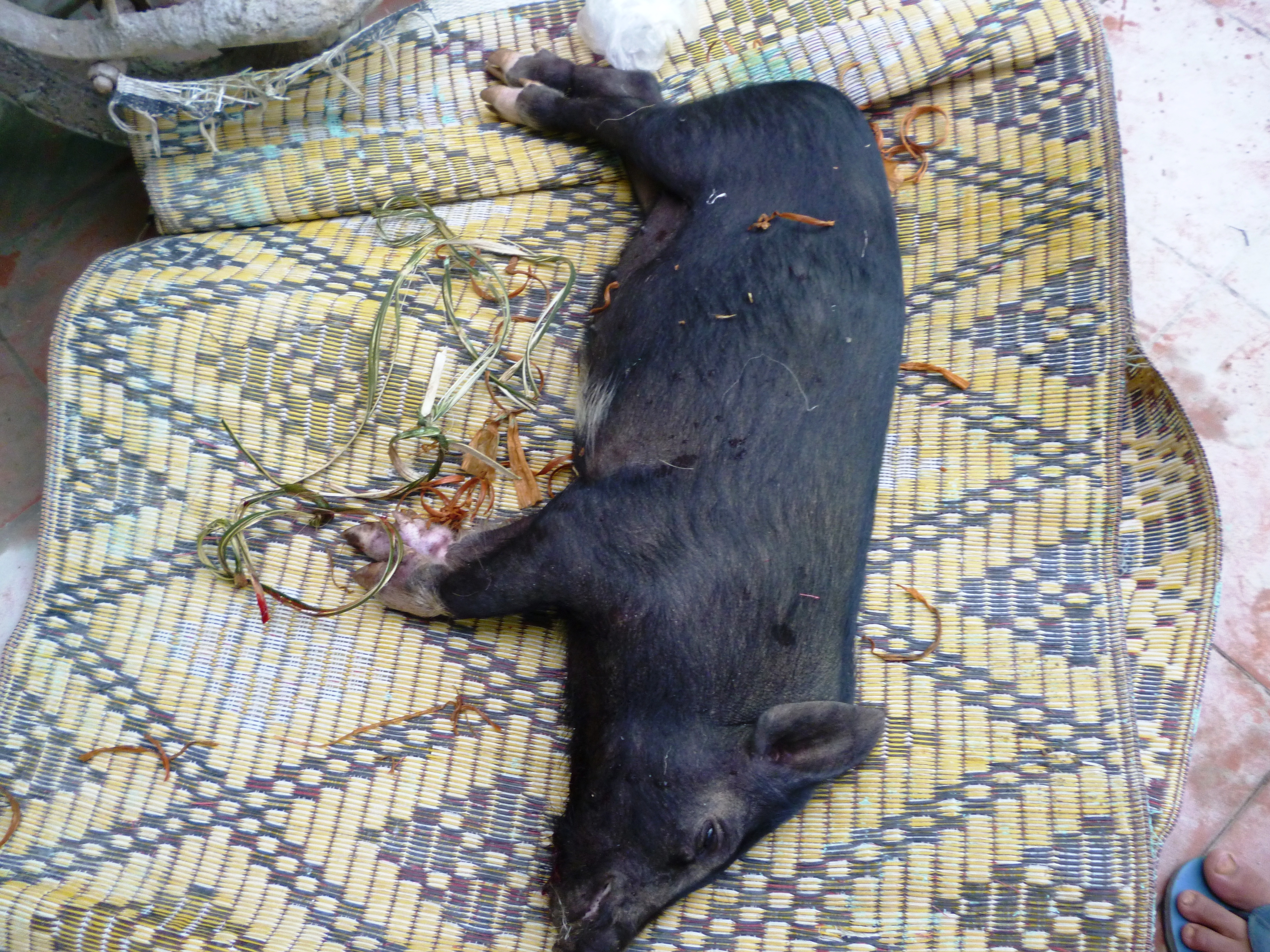
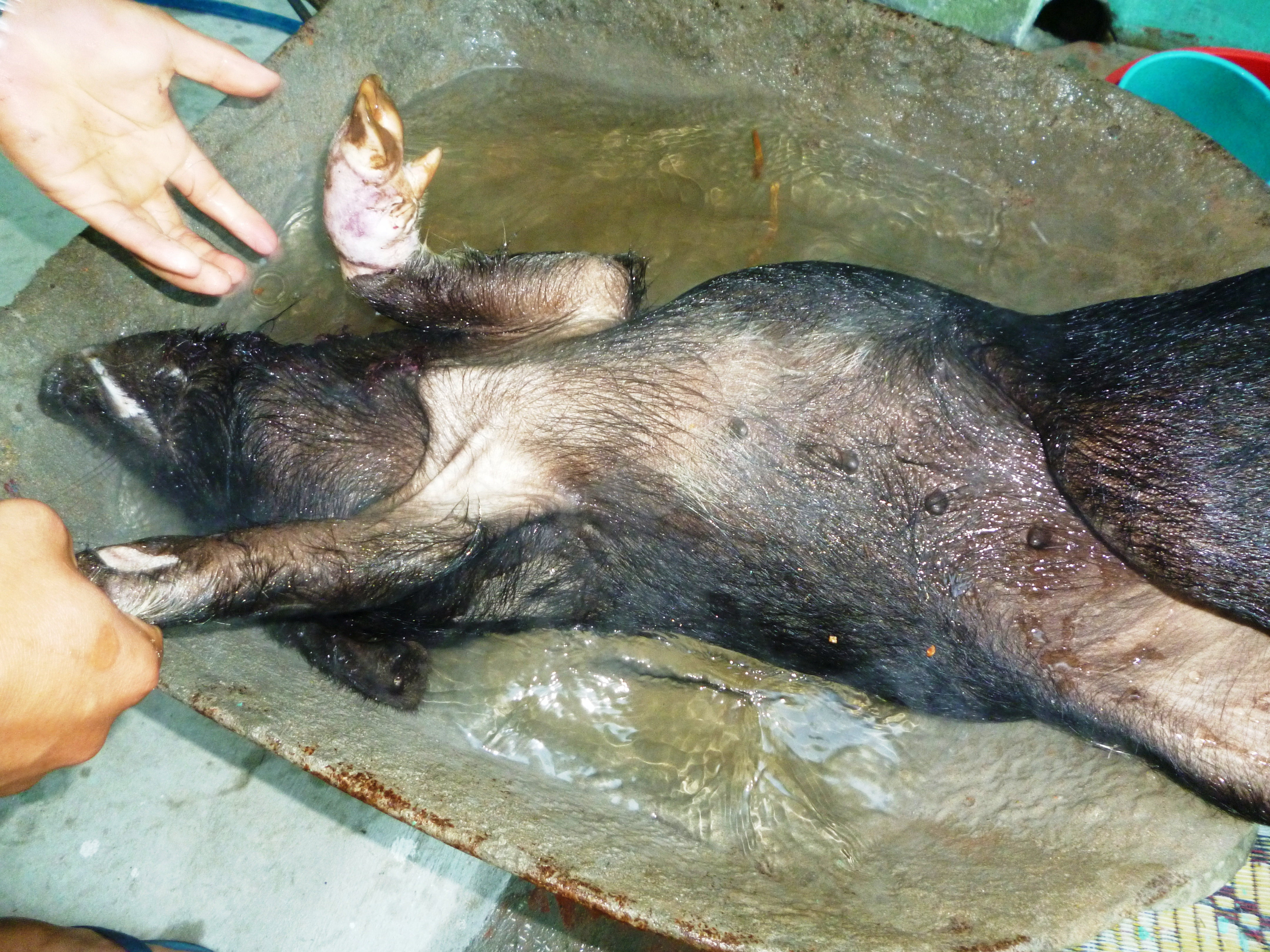
Trụng nước sôi cho lông mềm ra
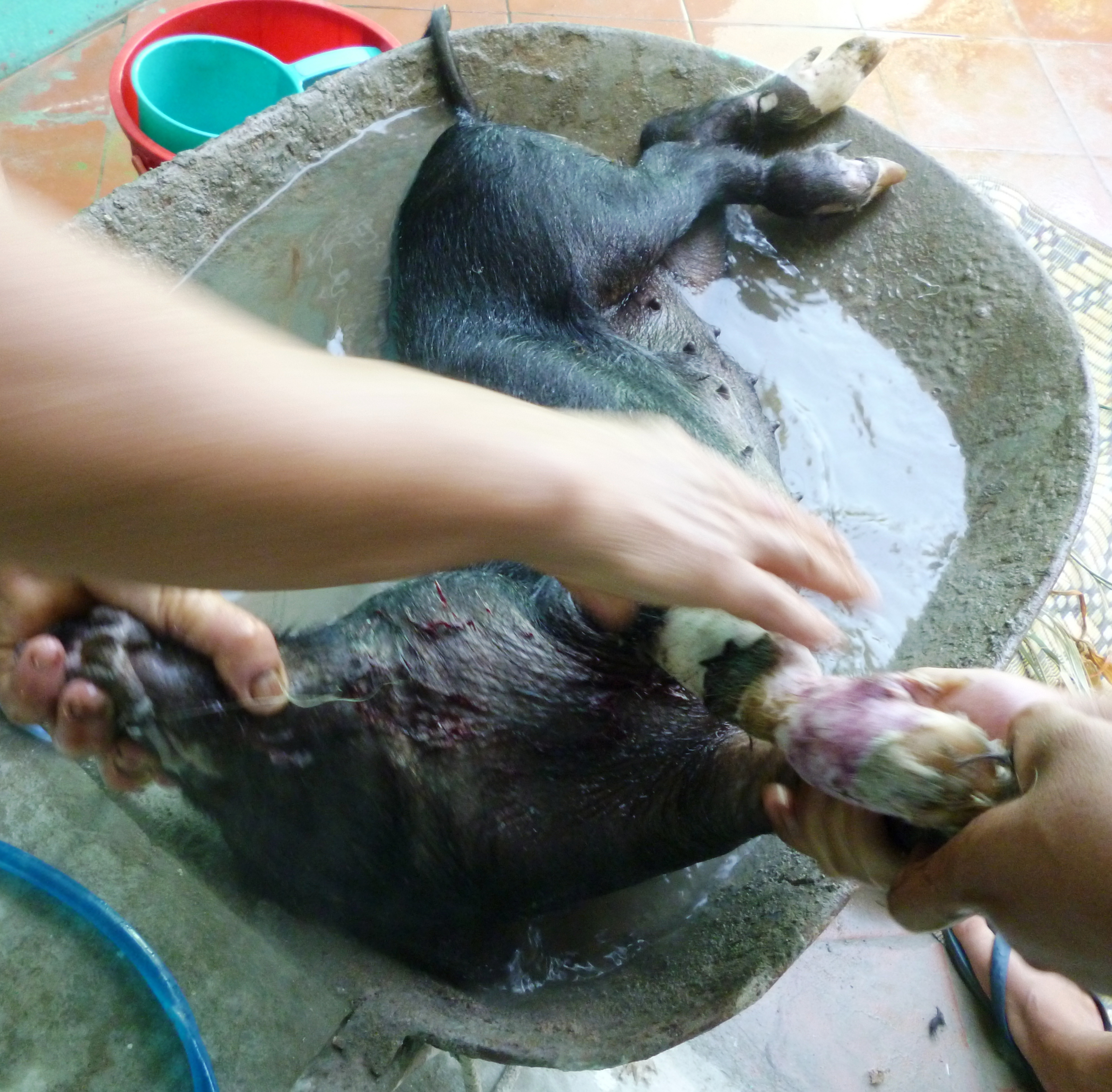
Dụng cụ hành nghề đơn giản chỉ bằng một cái xe rùa (kút kít)
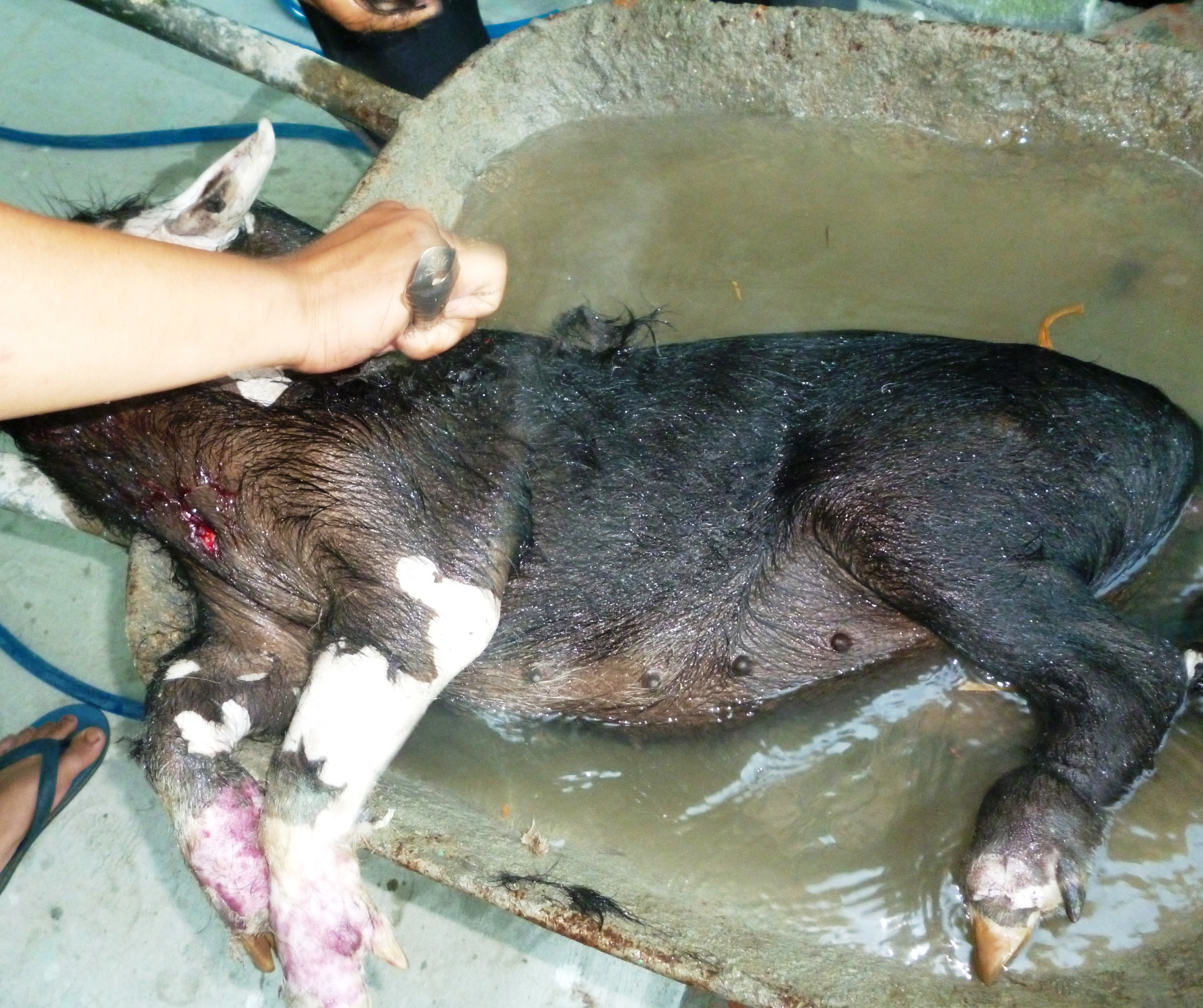
Cạo lớp lông ngoài của con vật
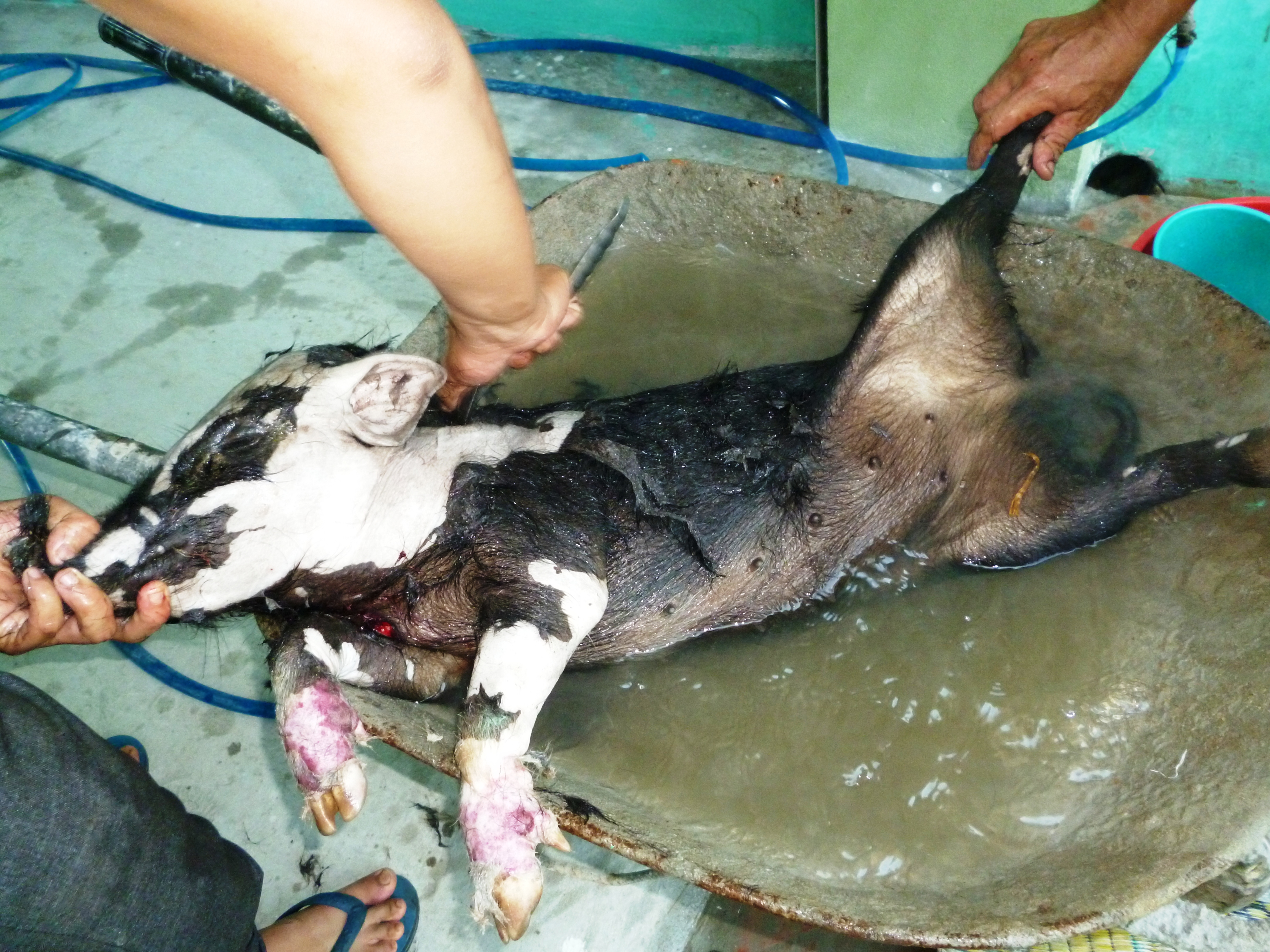
Vừa trụng vừa cạo
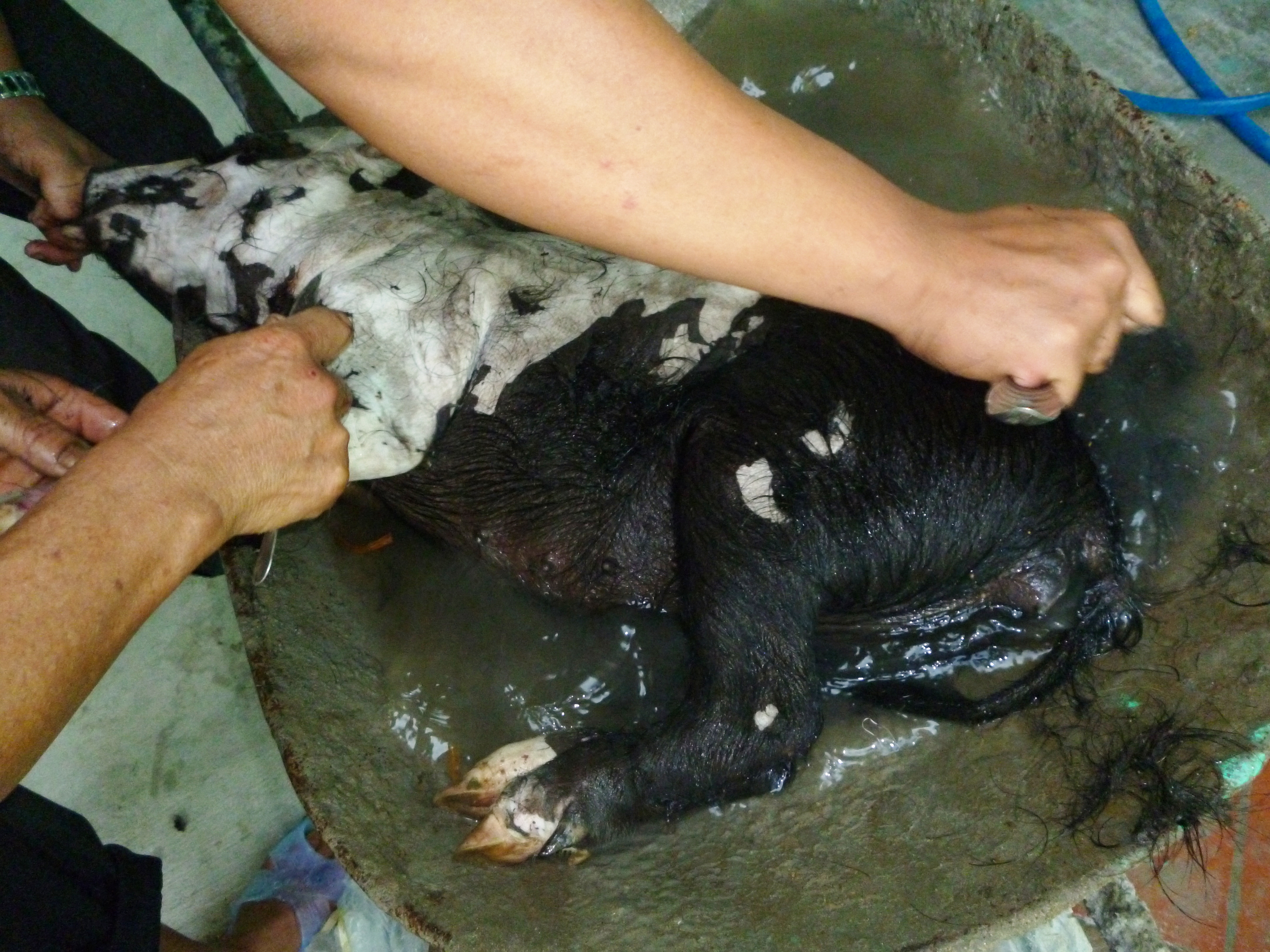
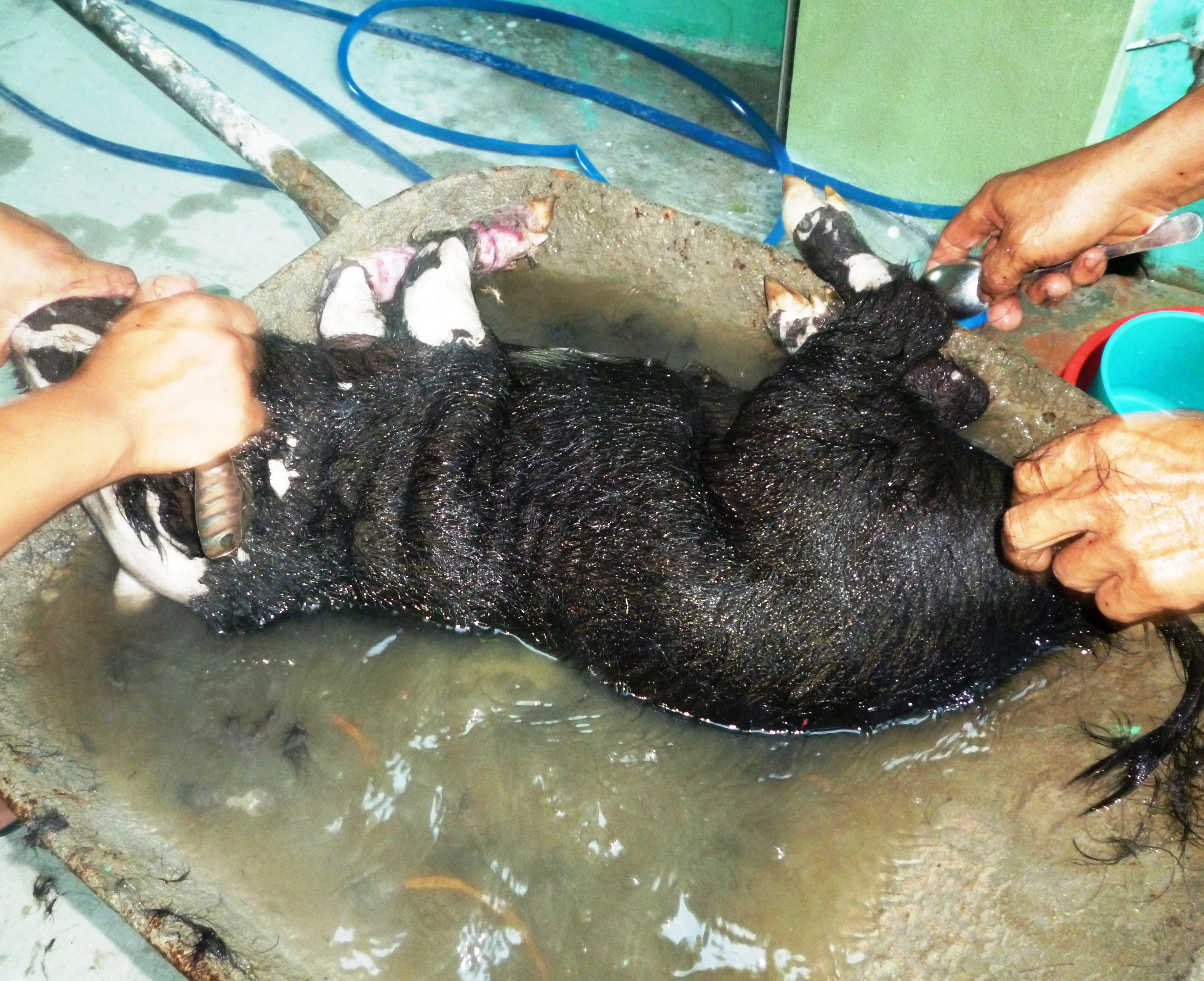
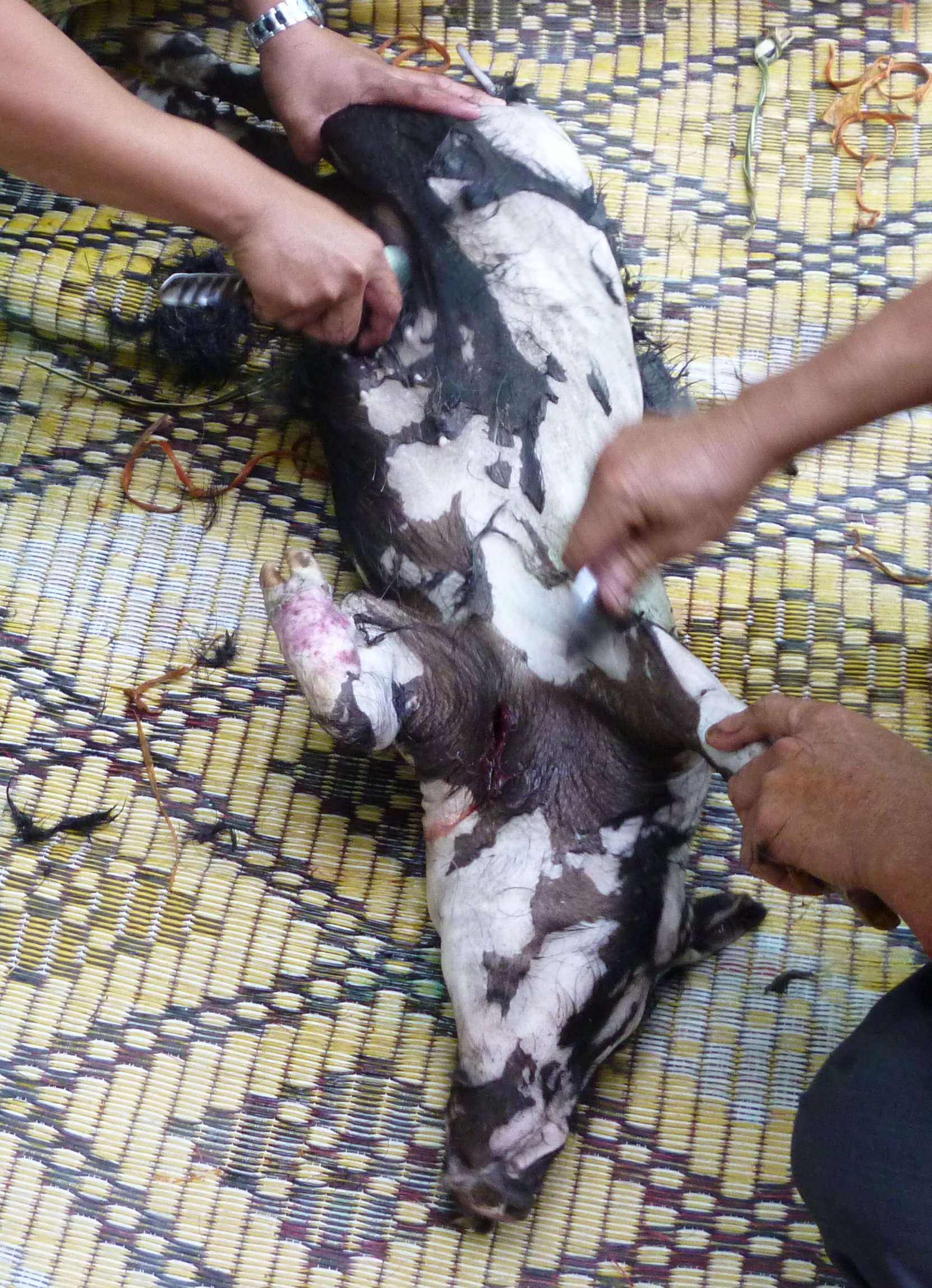
Cạo lông lợn trên tấm chiếu
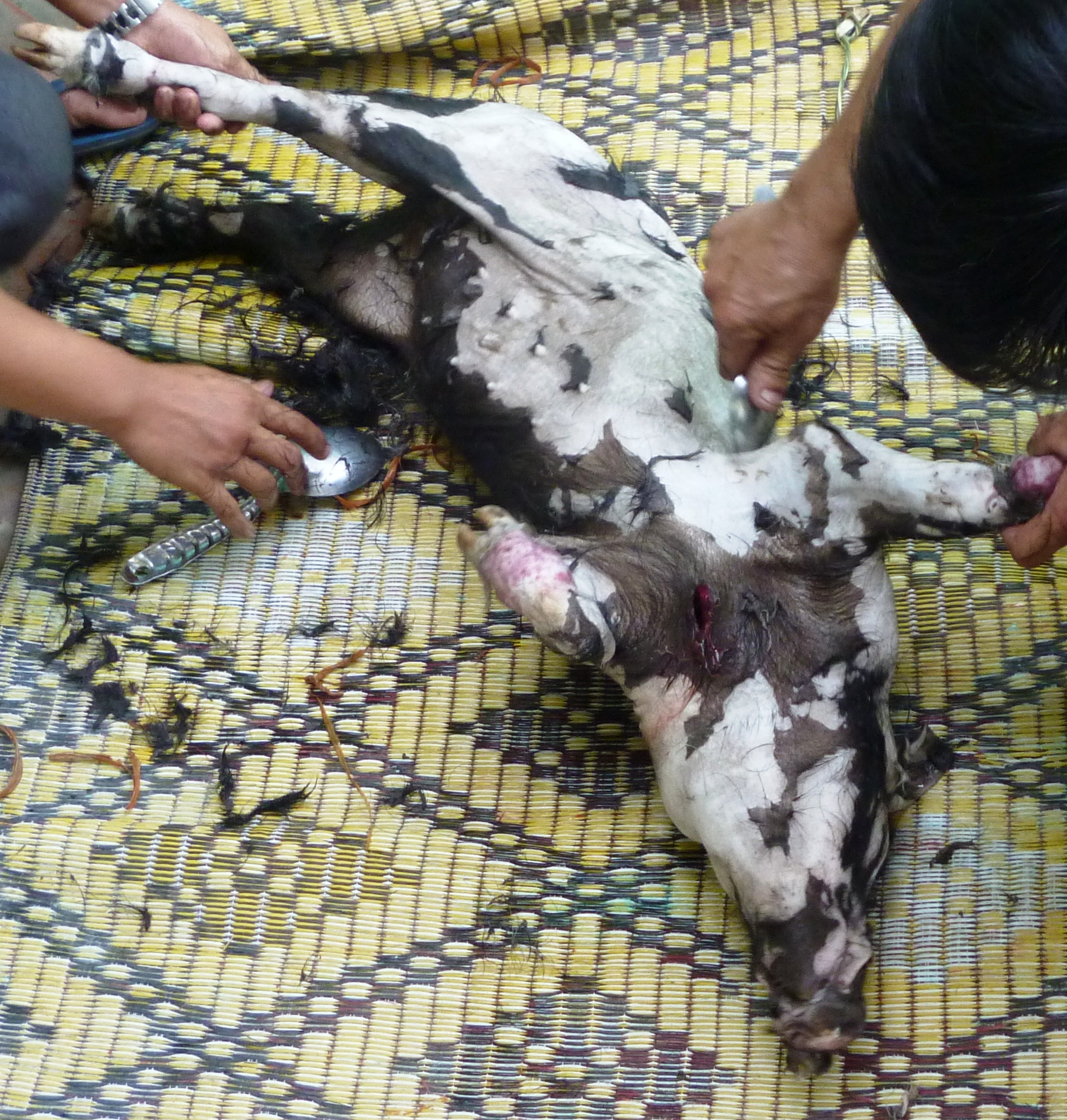
Dụng cụ cạo lông đơn giản, chỉ cần bằng những chiếc thìa
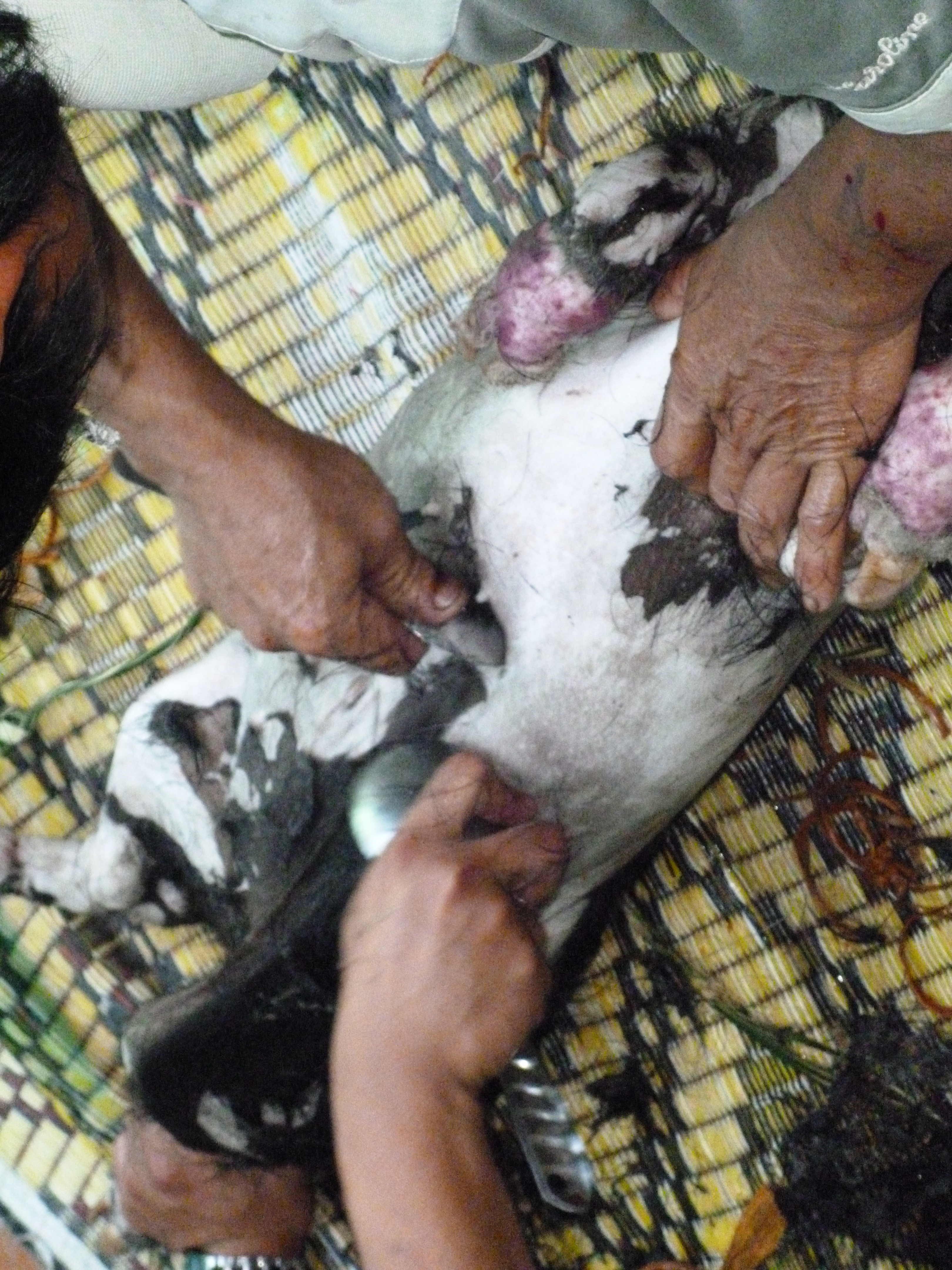
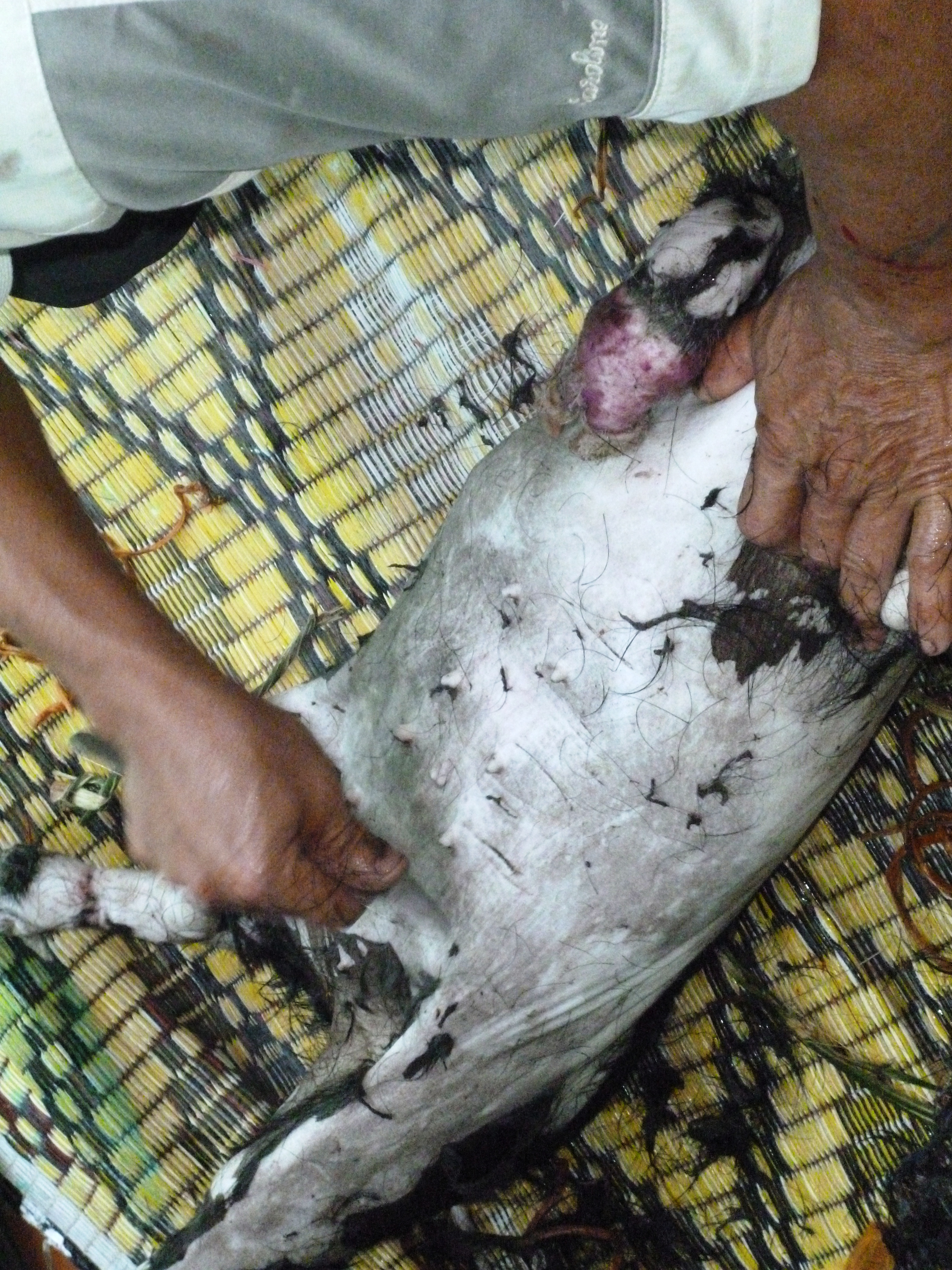
Con lợn lông lá đã gần như được cạo sạch

Hình ảnh về giết mổ lợn ở châu Âu:

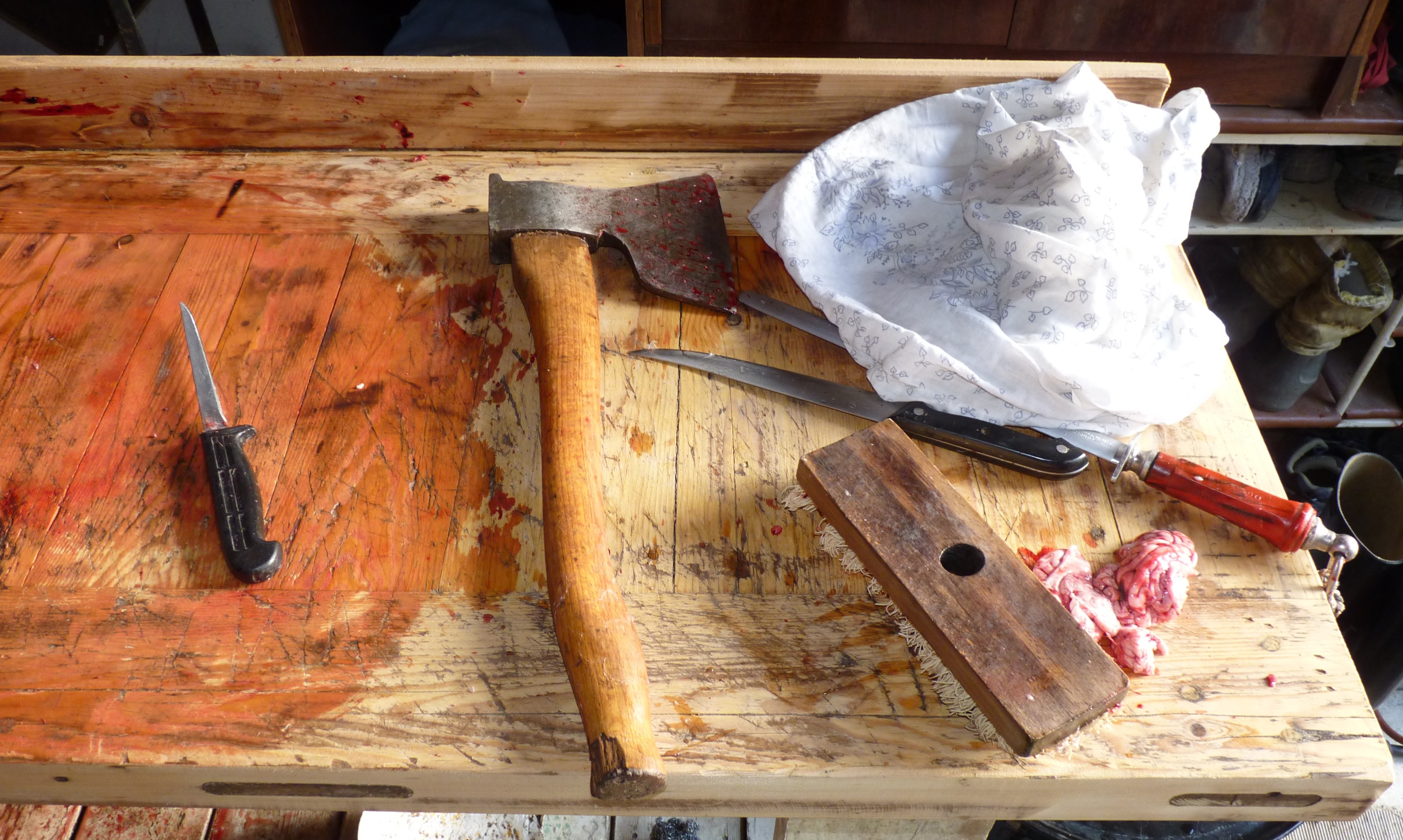
Đồ nghề tác nghiệp
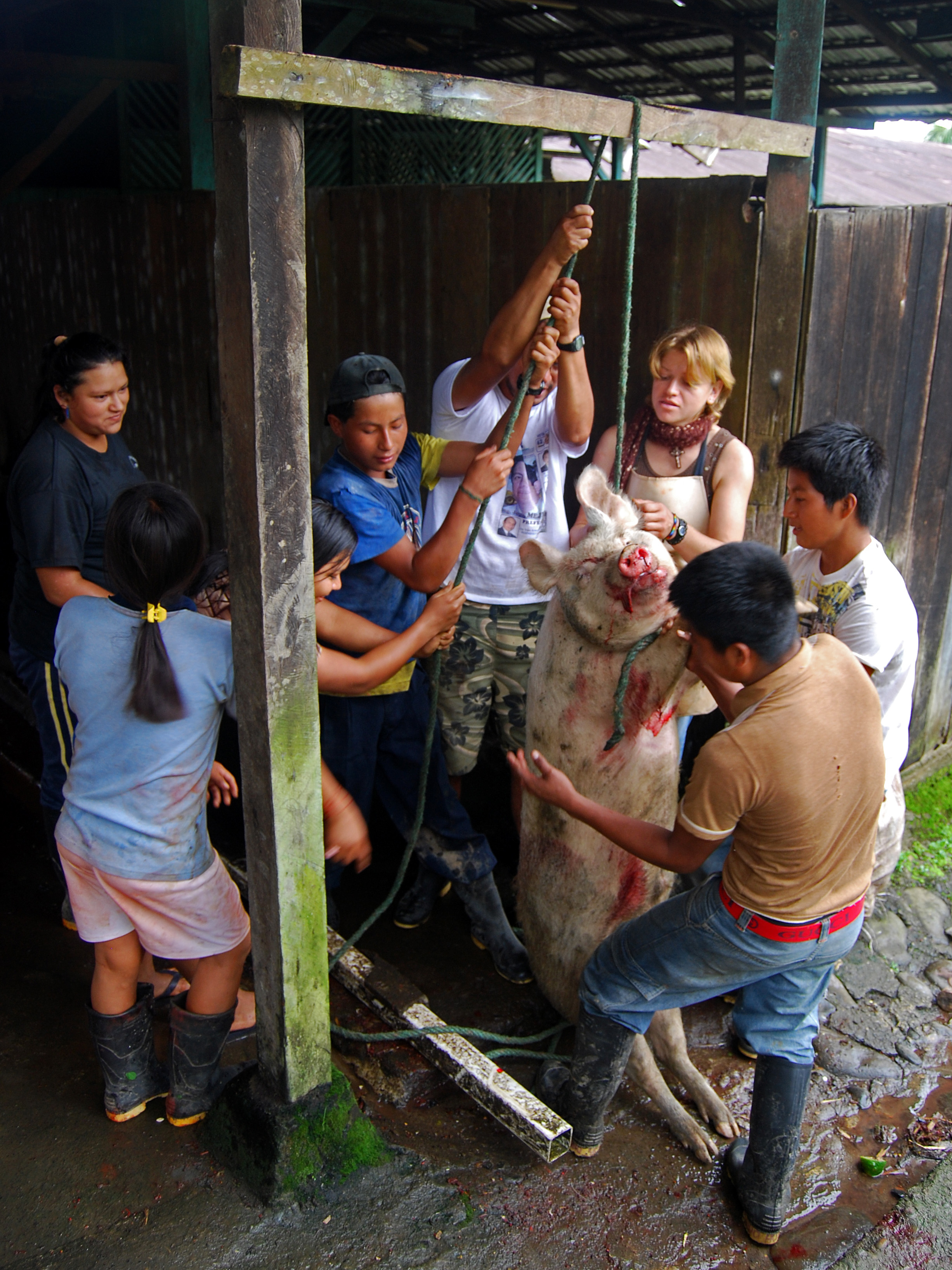
Hạ sát lợn
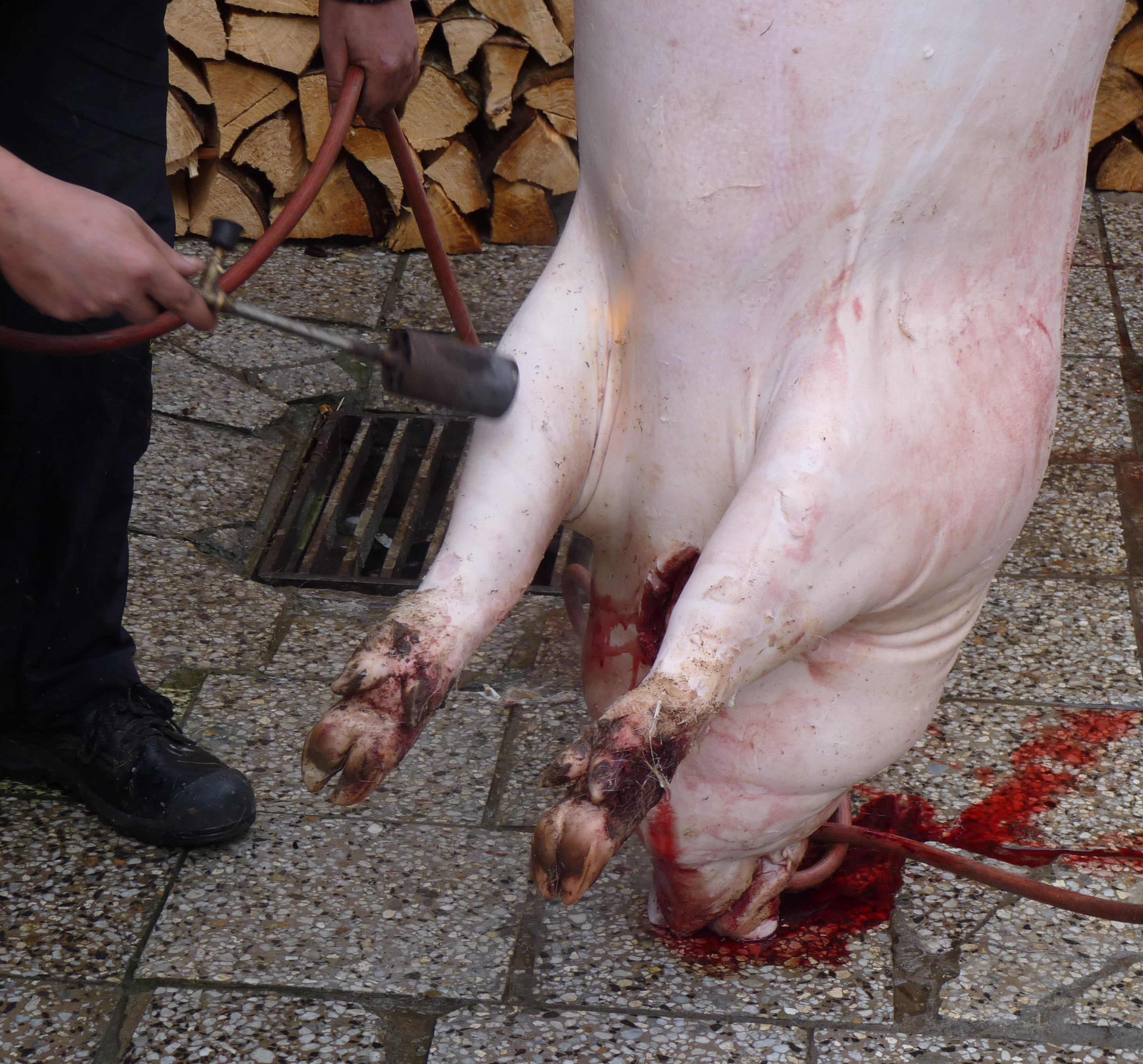
Lấy huyết
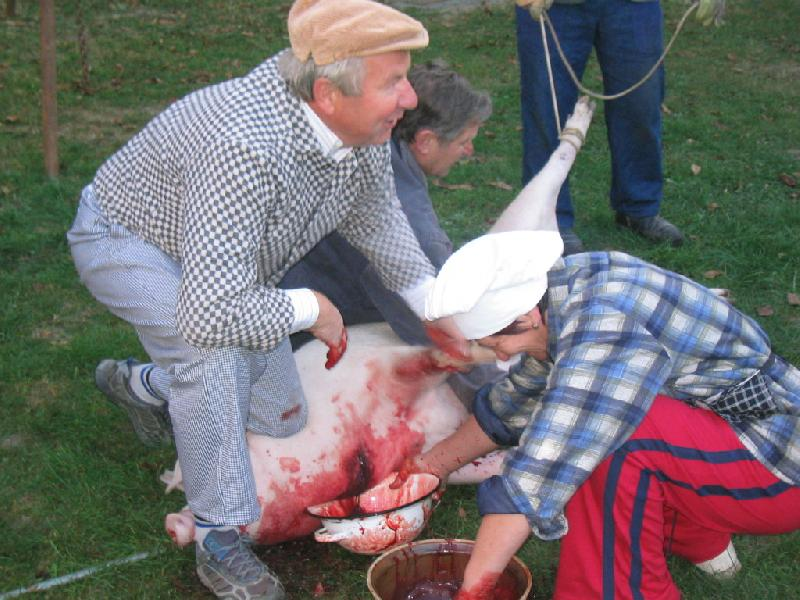
Lấy huyết
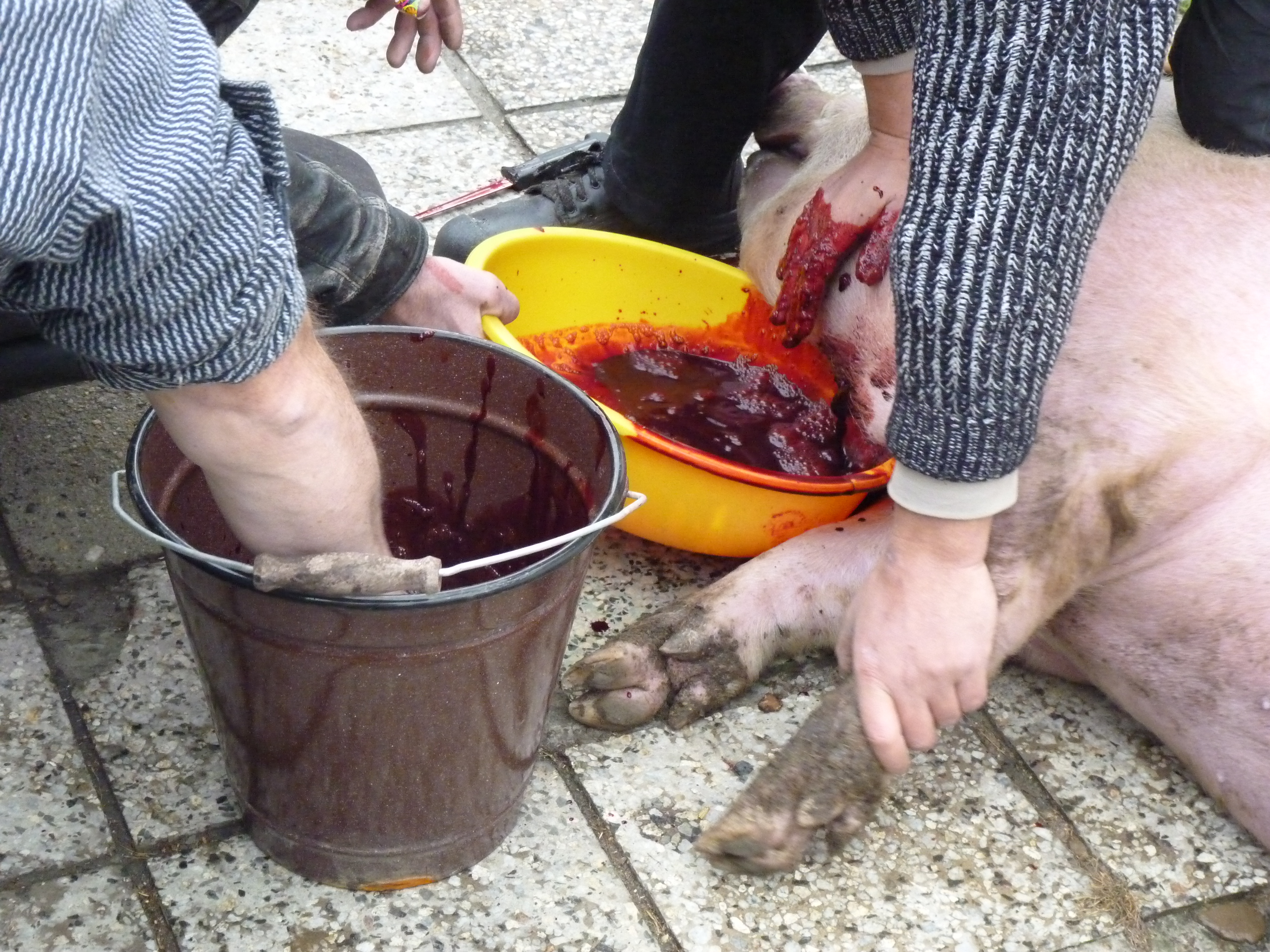
Lấy huyết
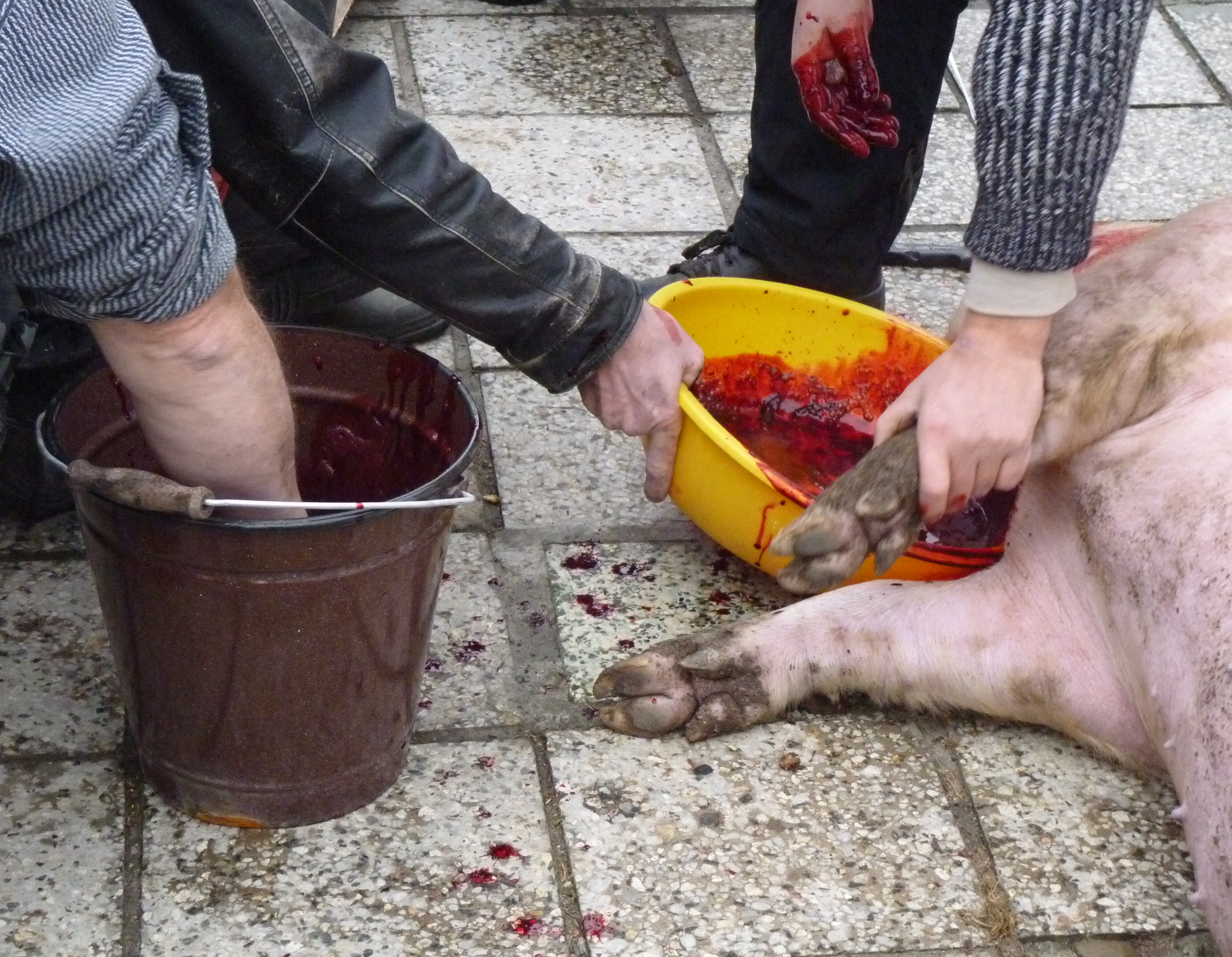
Lấy huyết
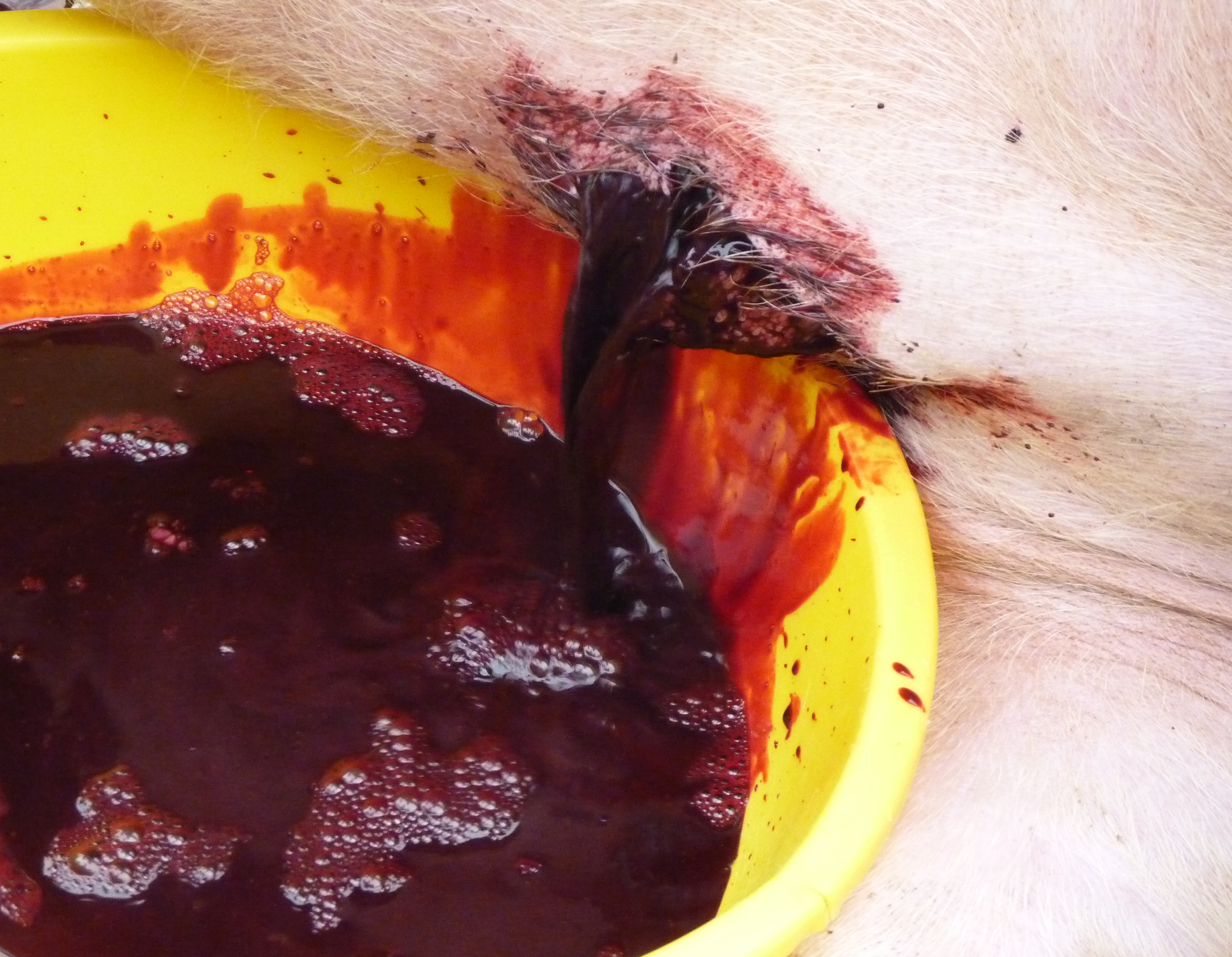
Hứng huyết lợn bằng xô
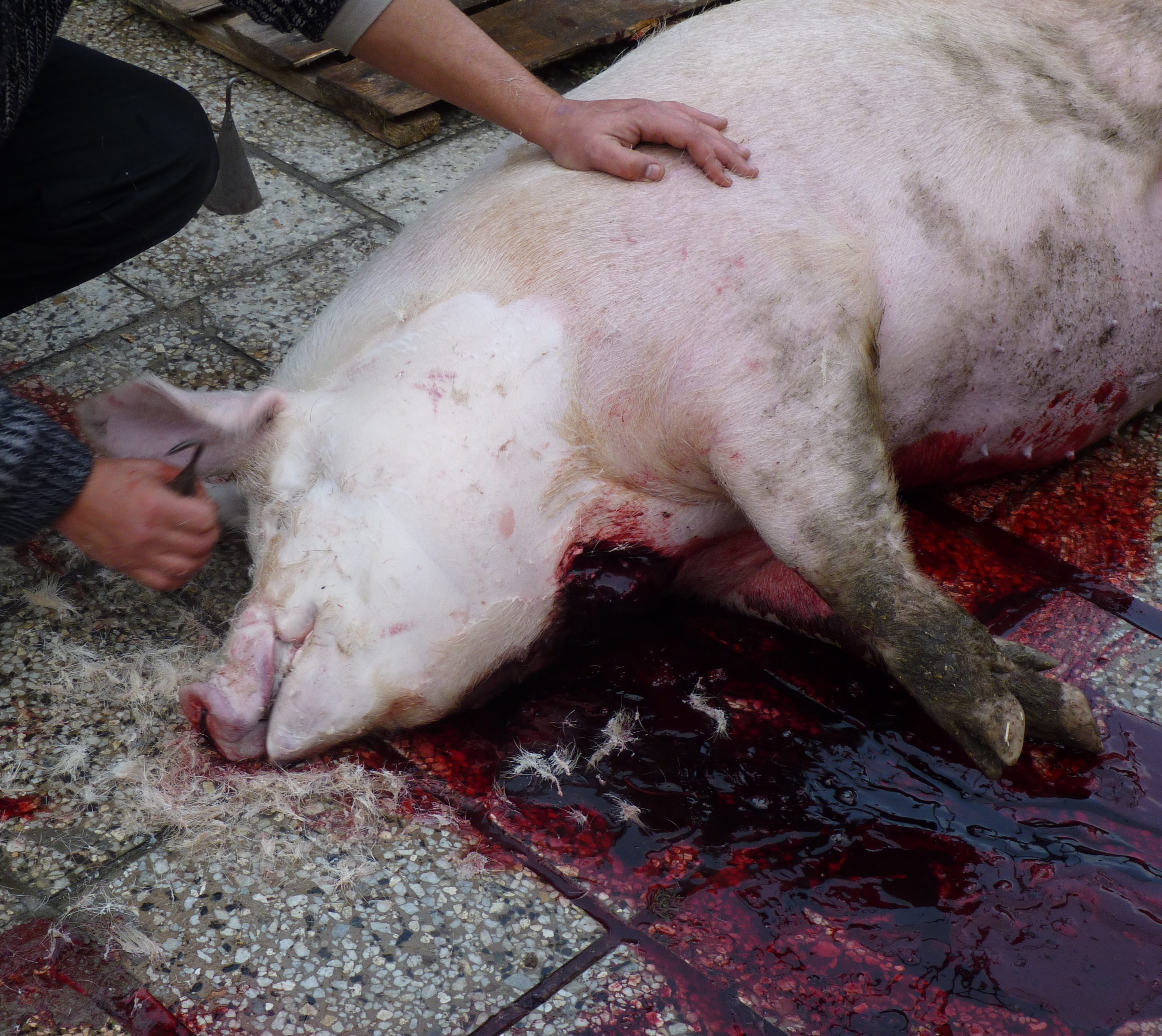
Hoàn tất quá trình lấy huyết
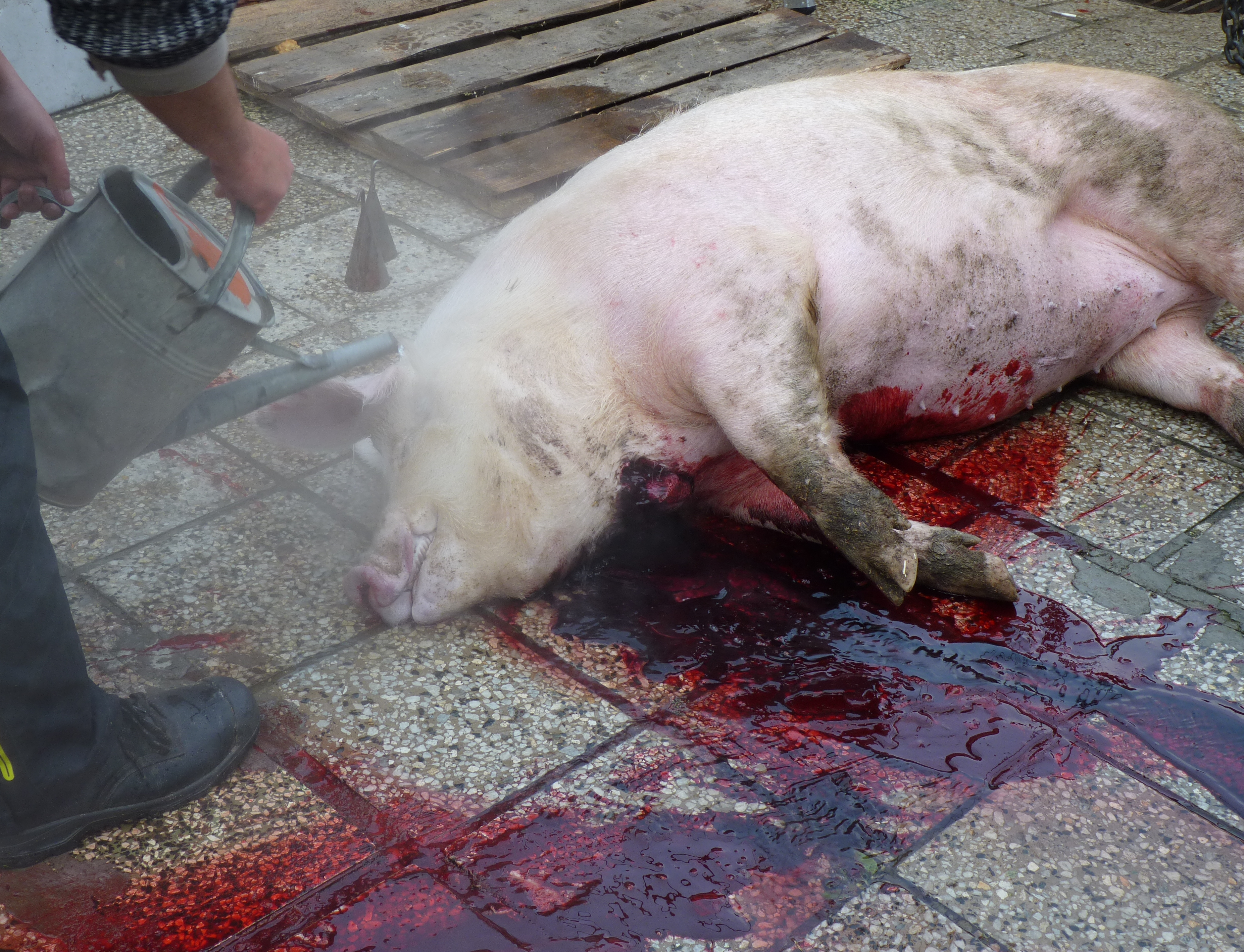
Tưới nước sôi
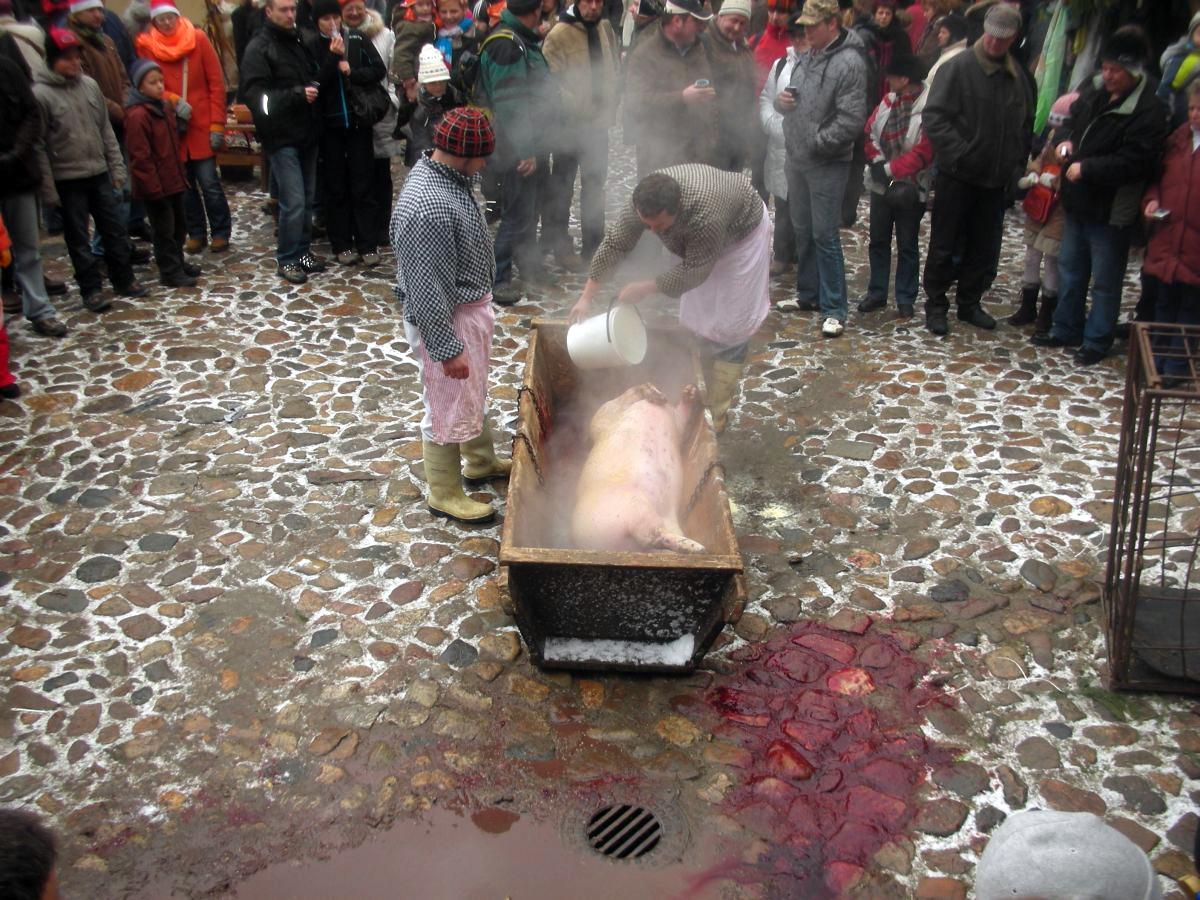
Trụng nước sôi để cạo lông
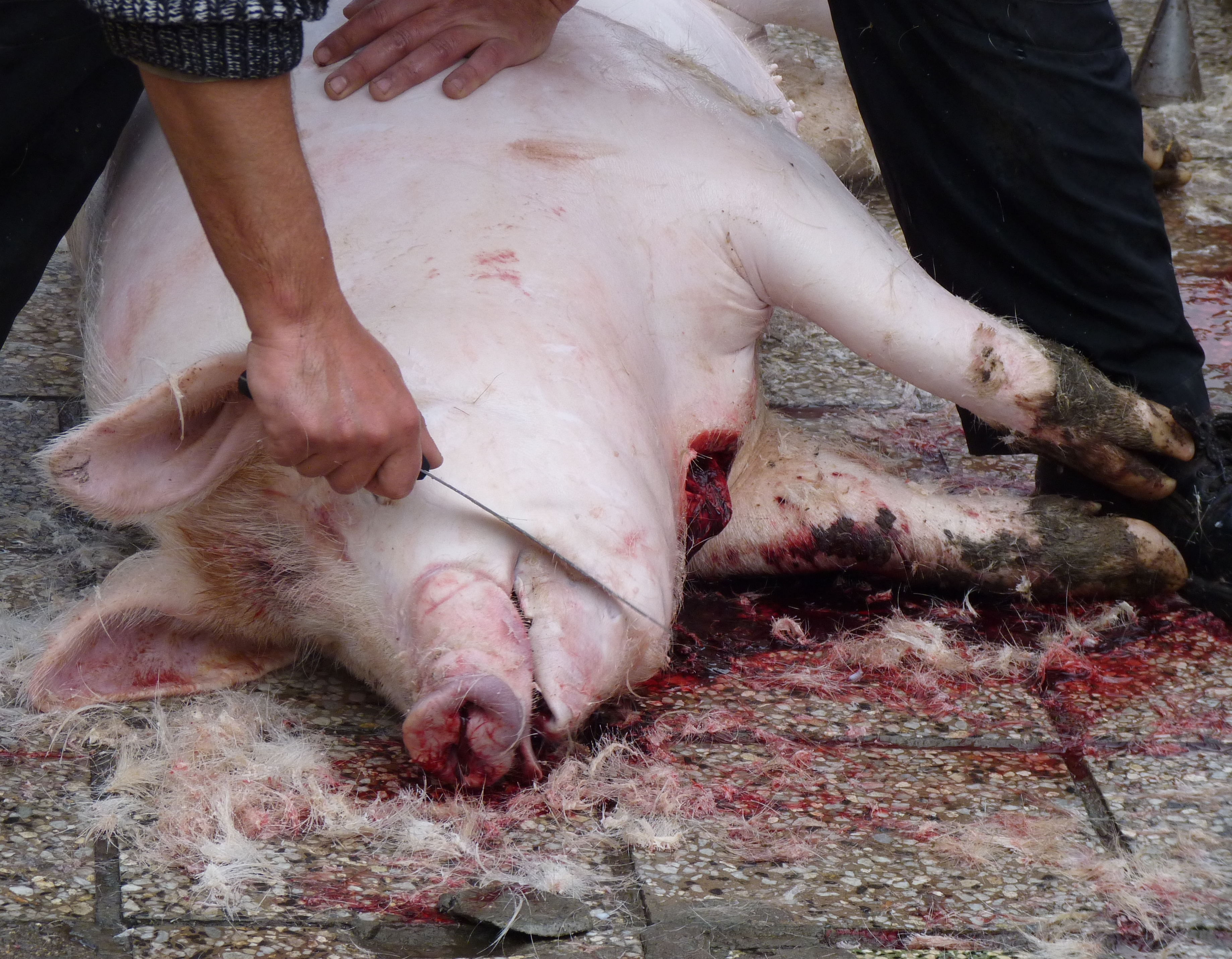
Cạo lông heo
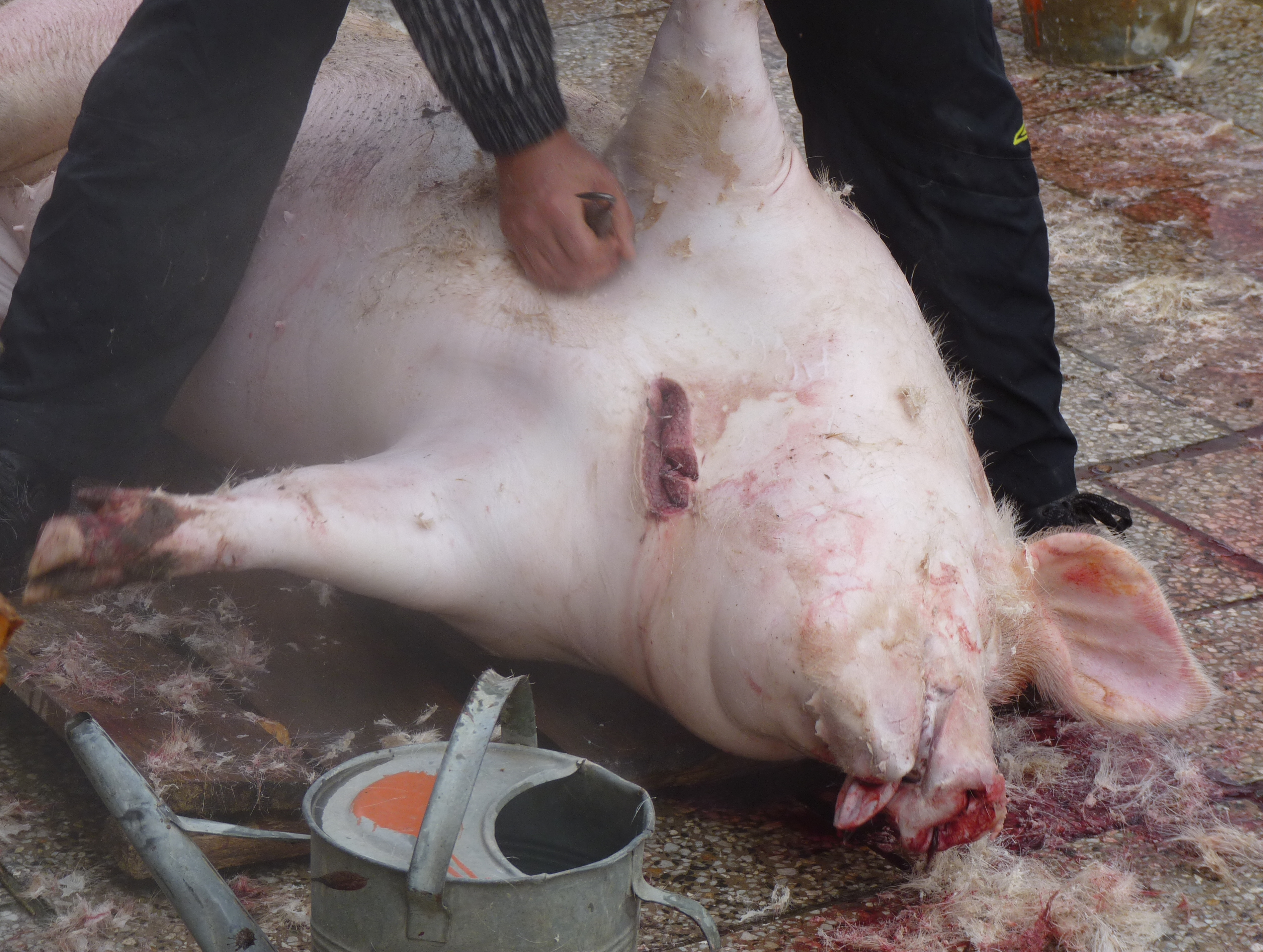
Cạo lông
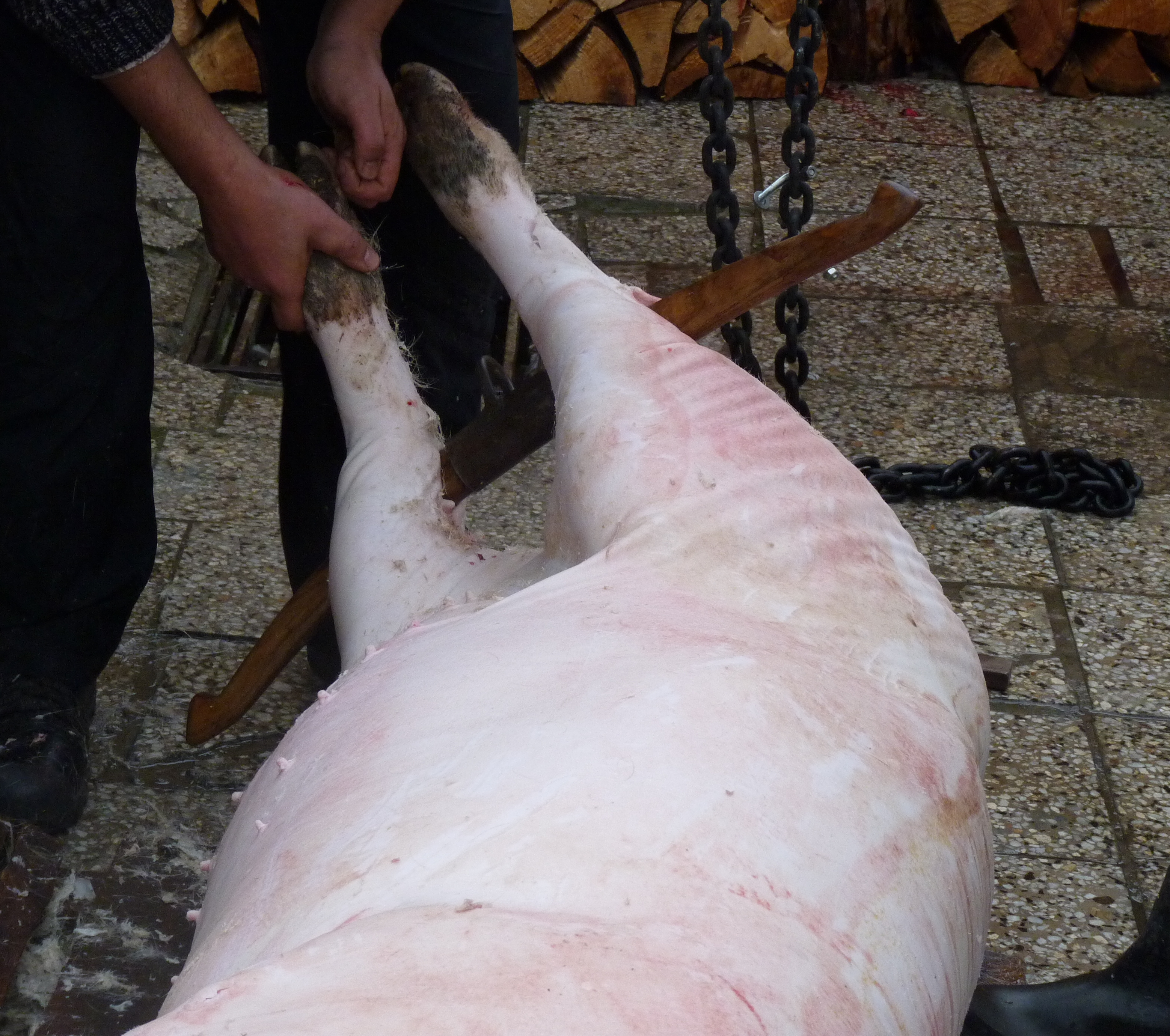
Cạo lông
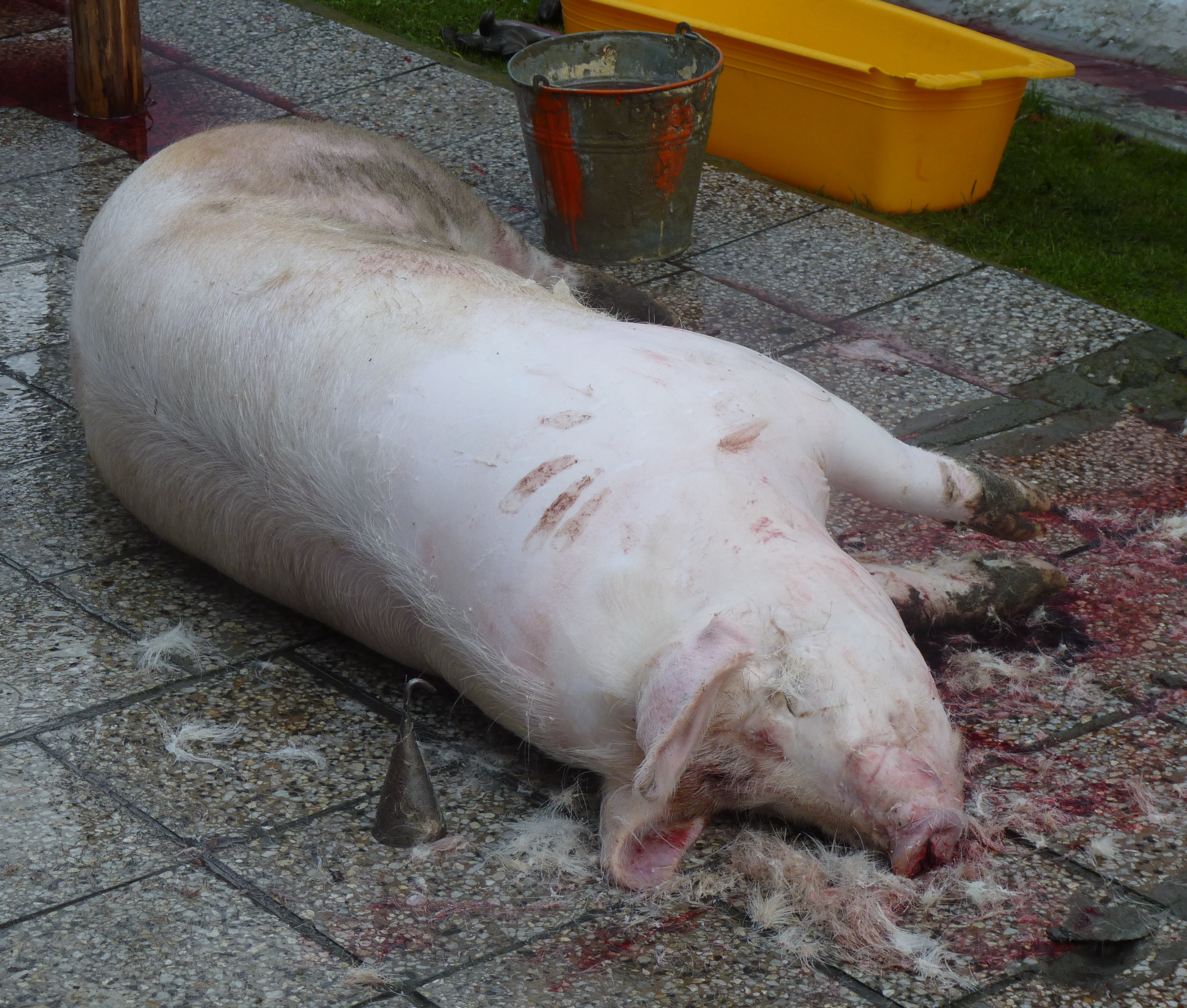
Cạo lông
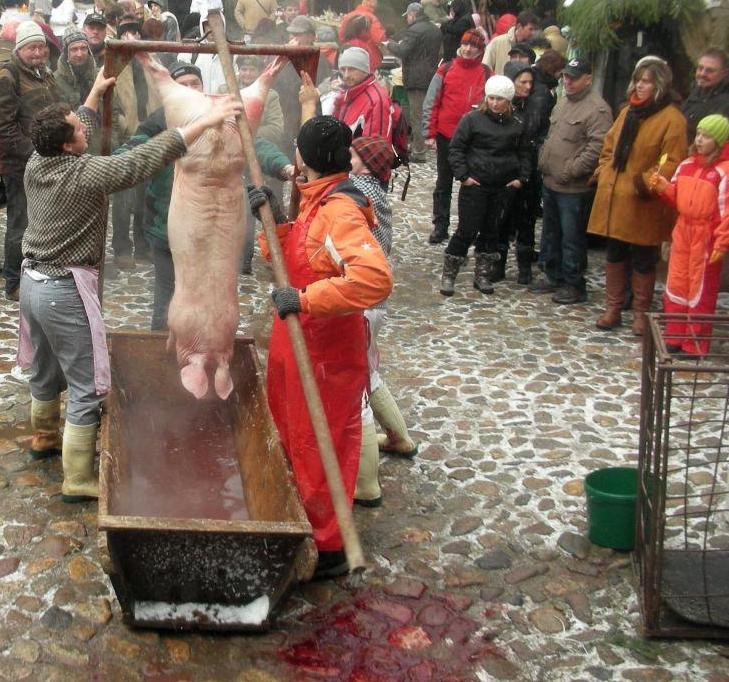
Trung xong thì treo lên
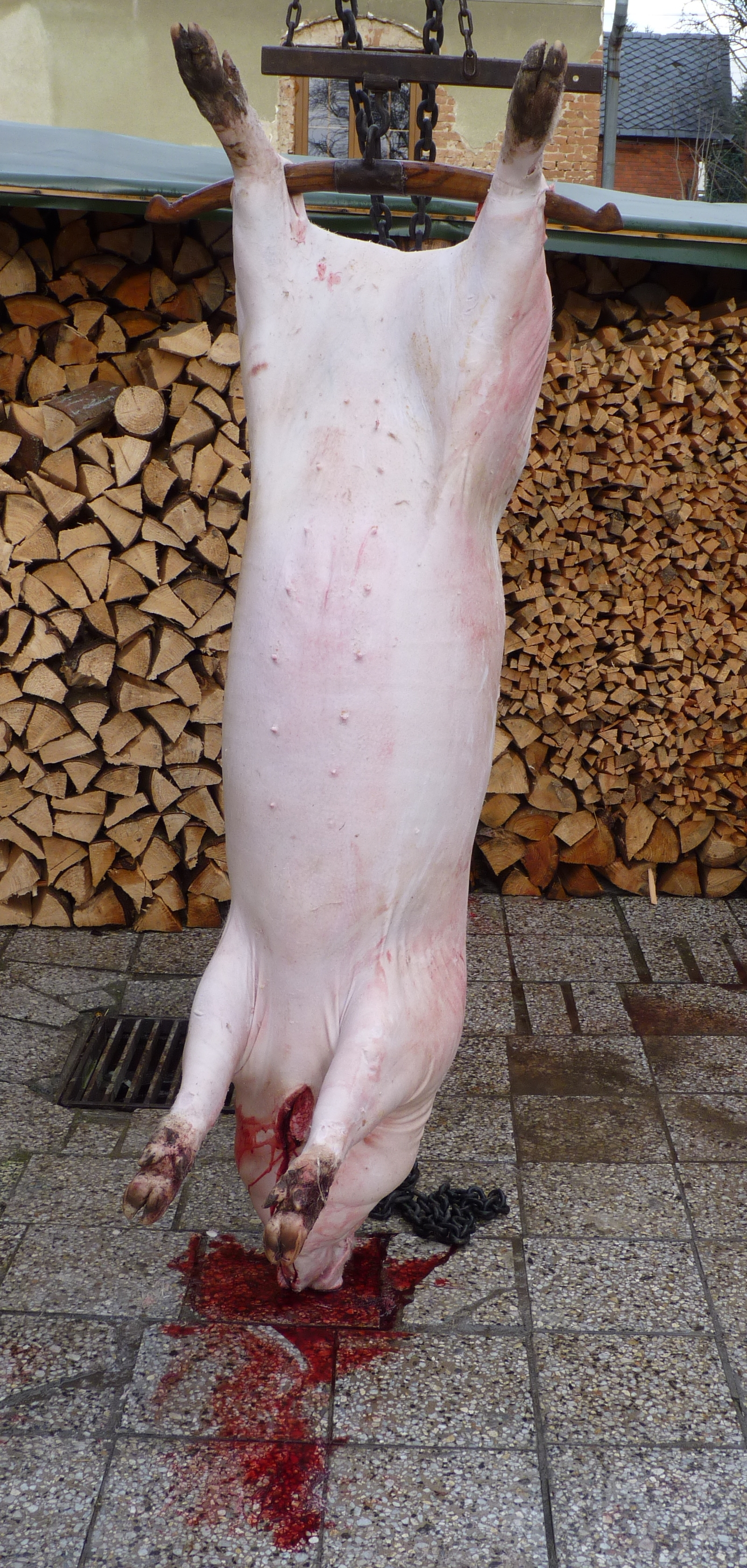
Treo lợn lên để mổ bụng
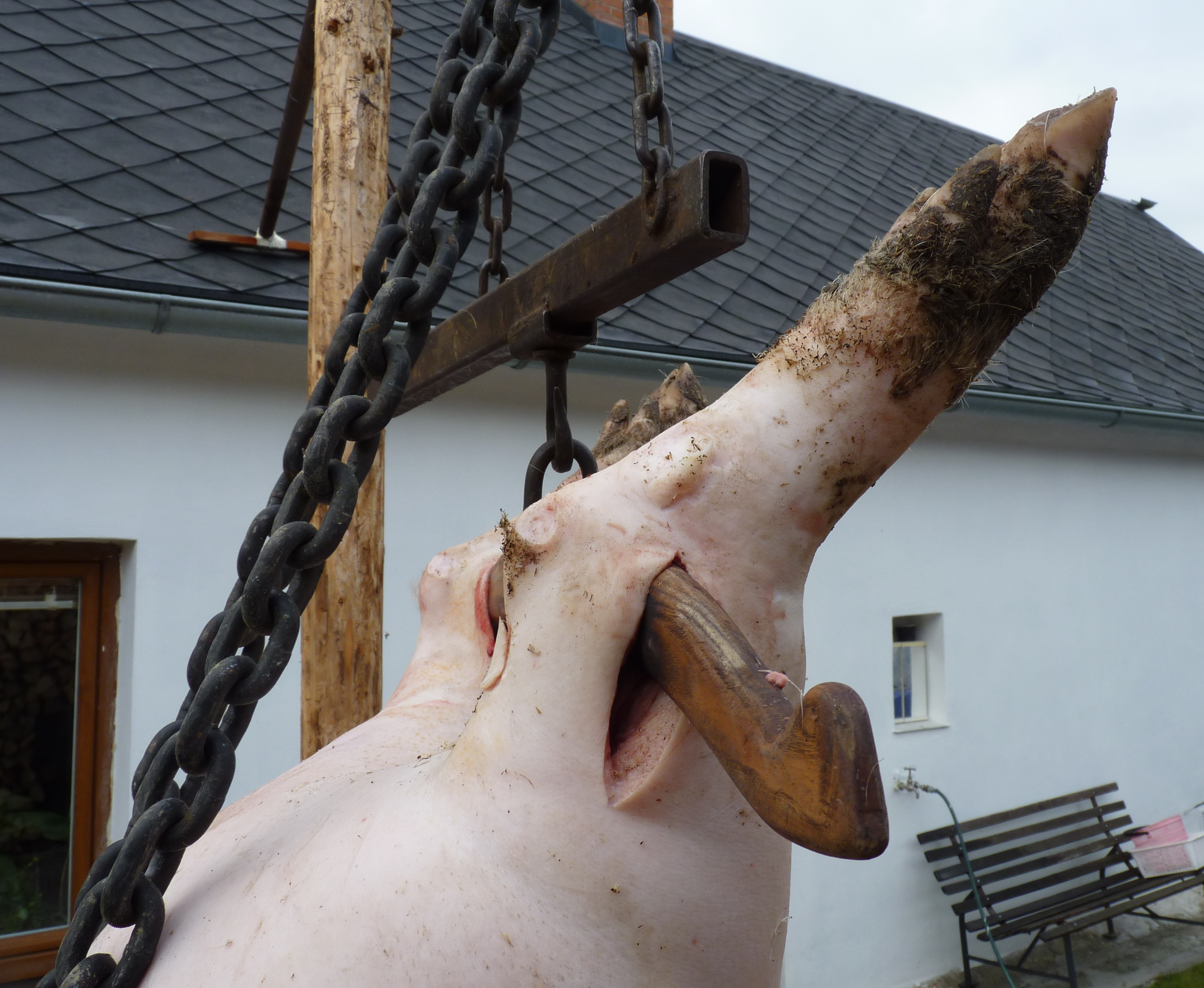
Móc chân lợn
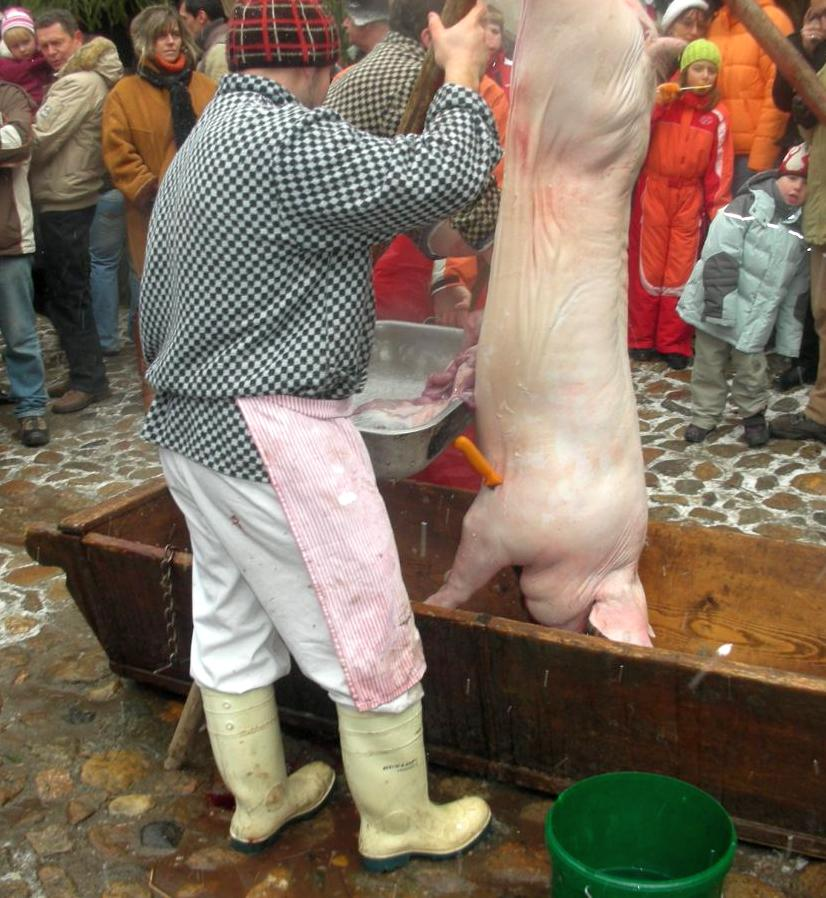
Phanh bụng, moi ruột
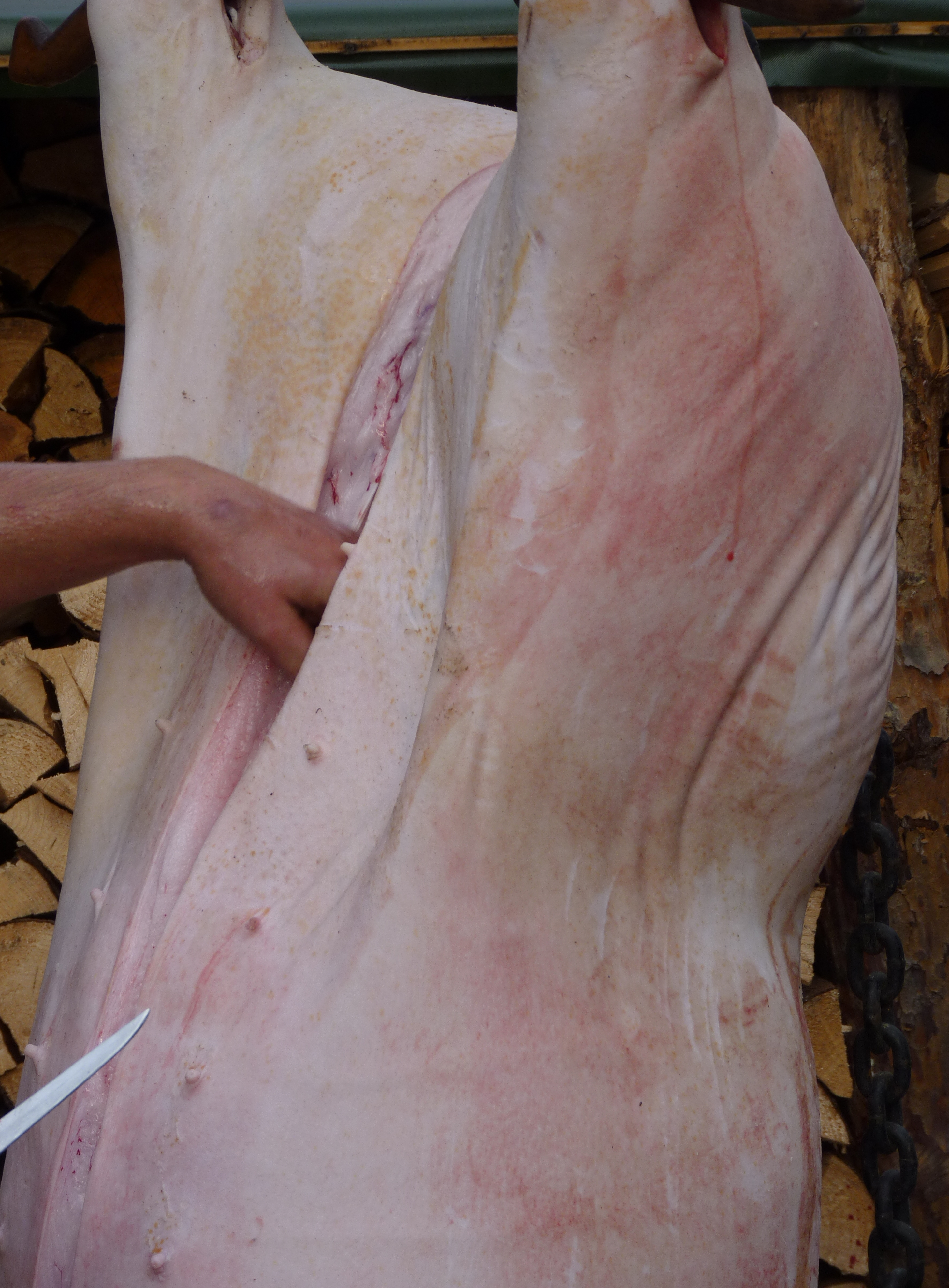
Phanh bụng
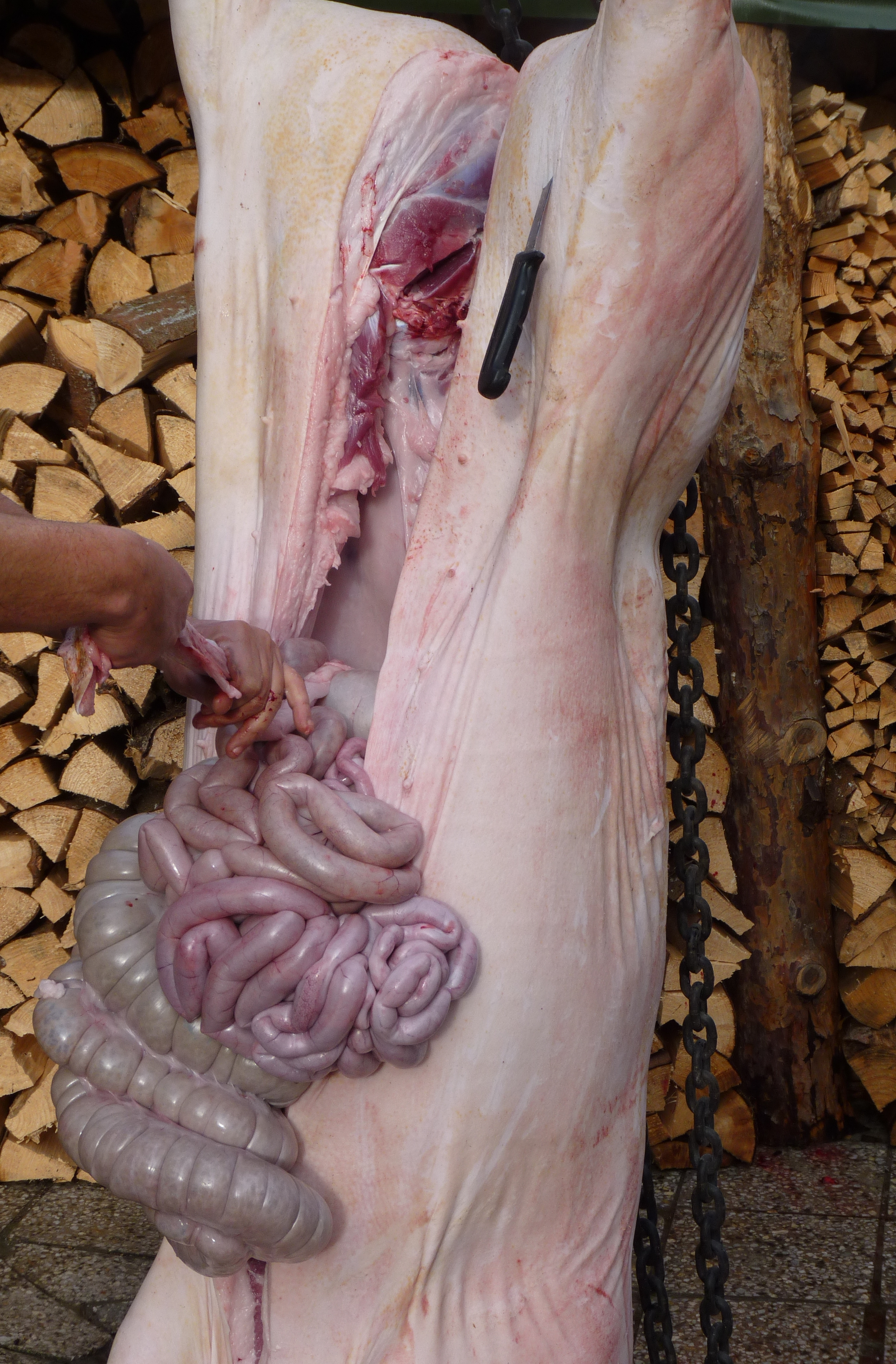
Moi lấy nội tạng lợn
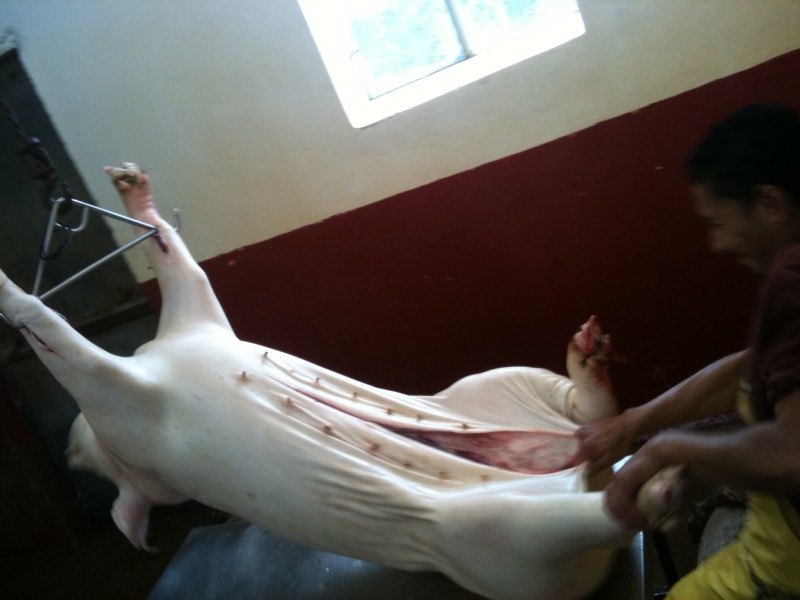
Moi ruột
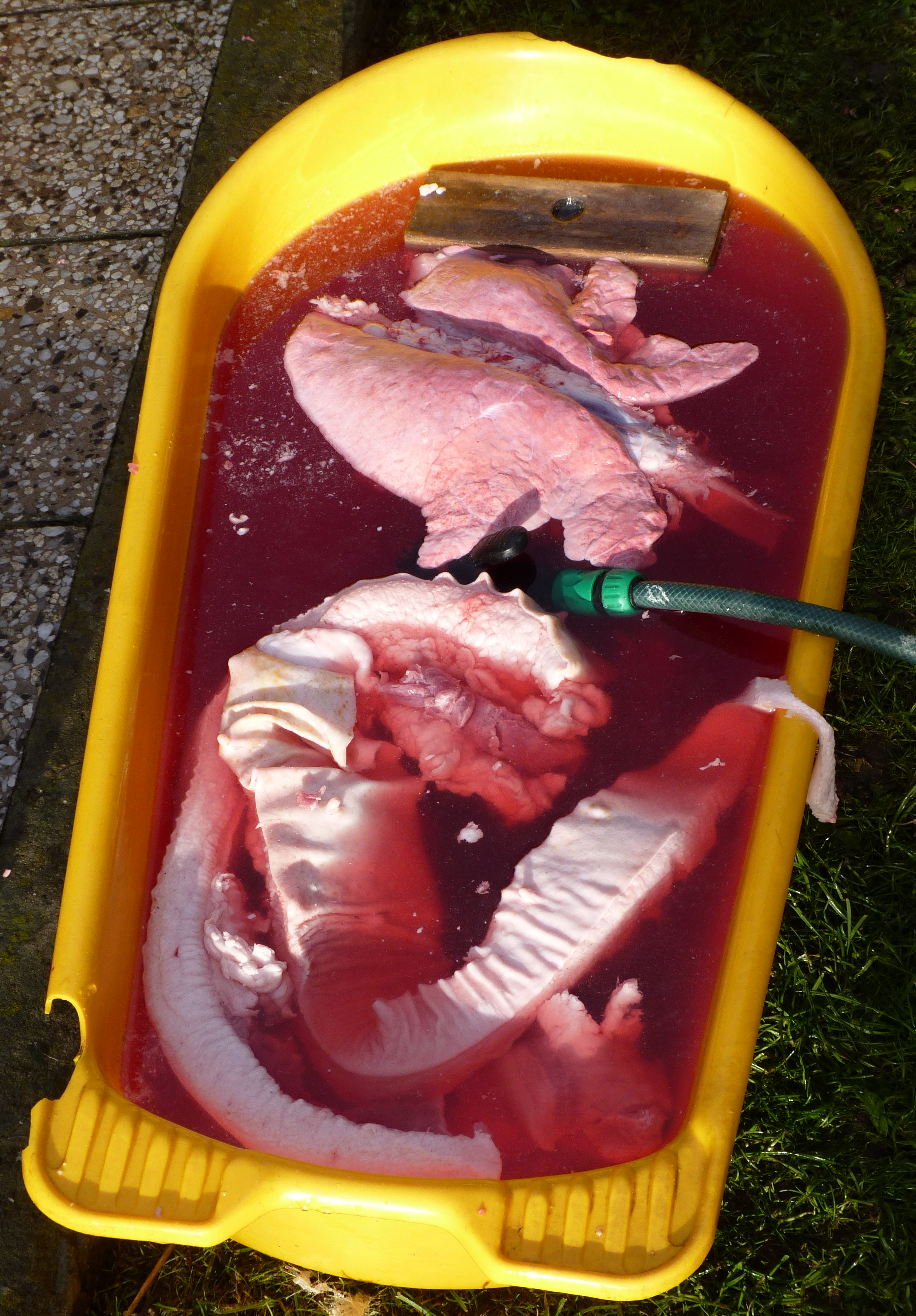
Loại bỏ phèo phổi
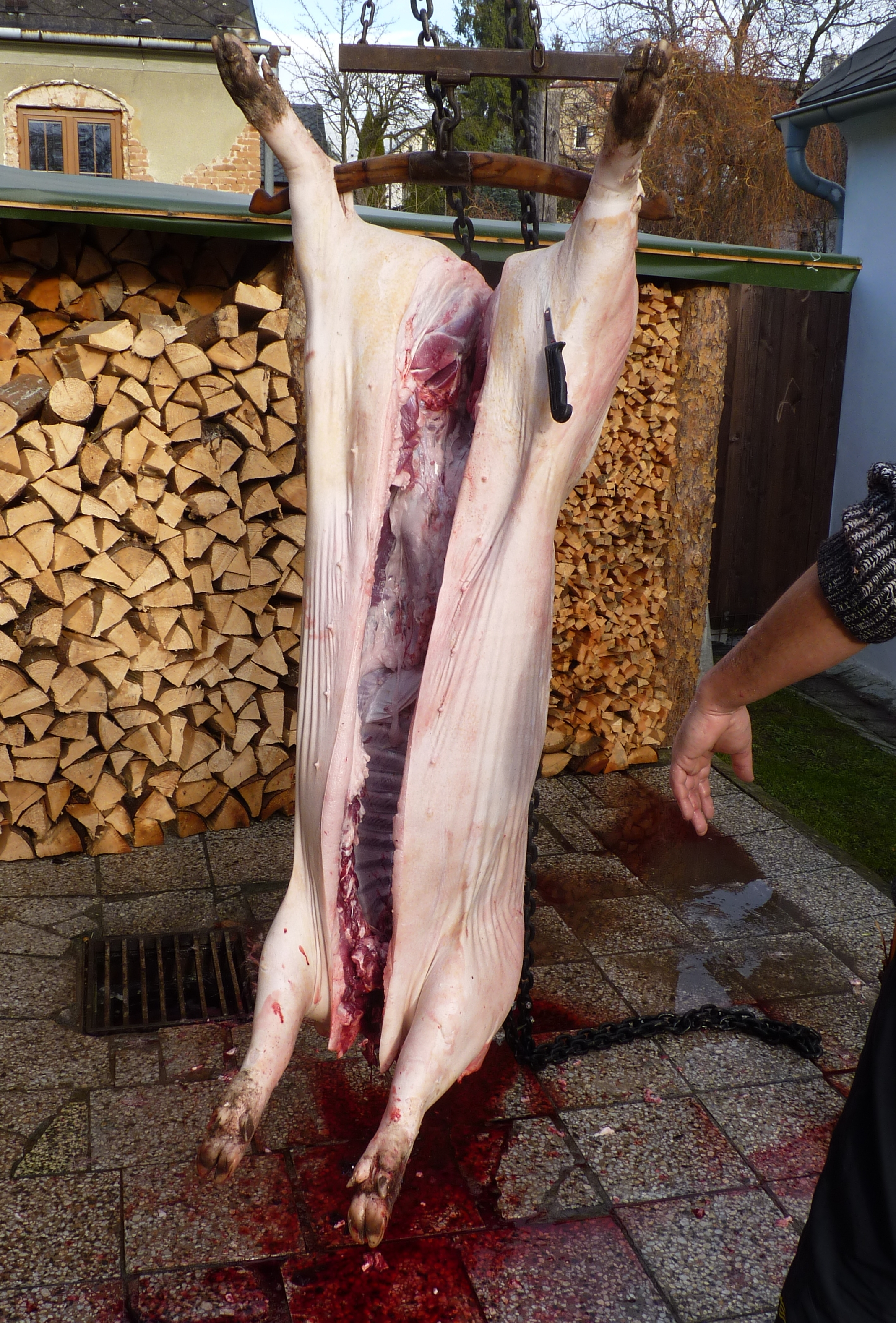
Đã tách xong phần nội tạng
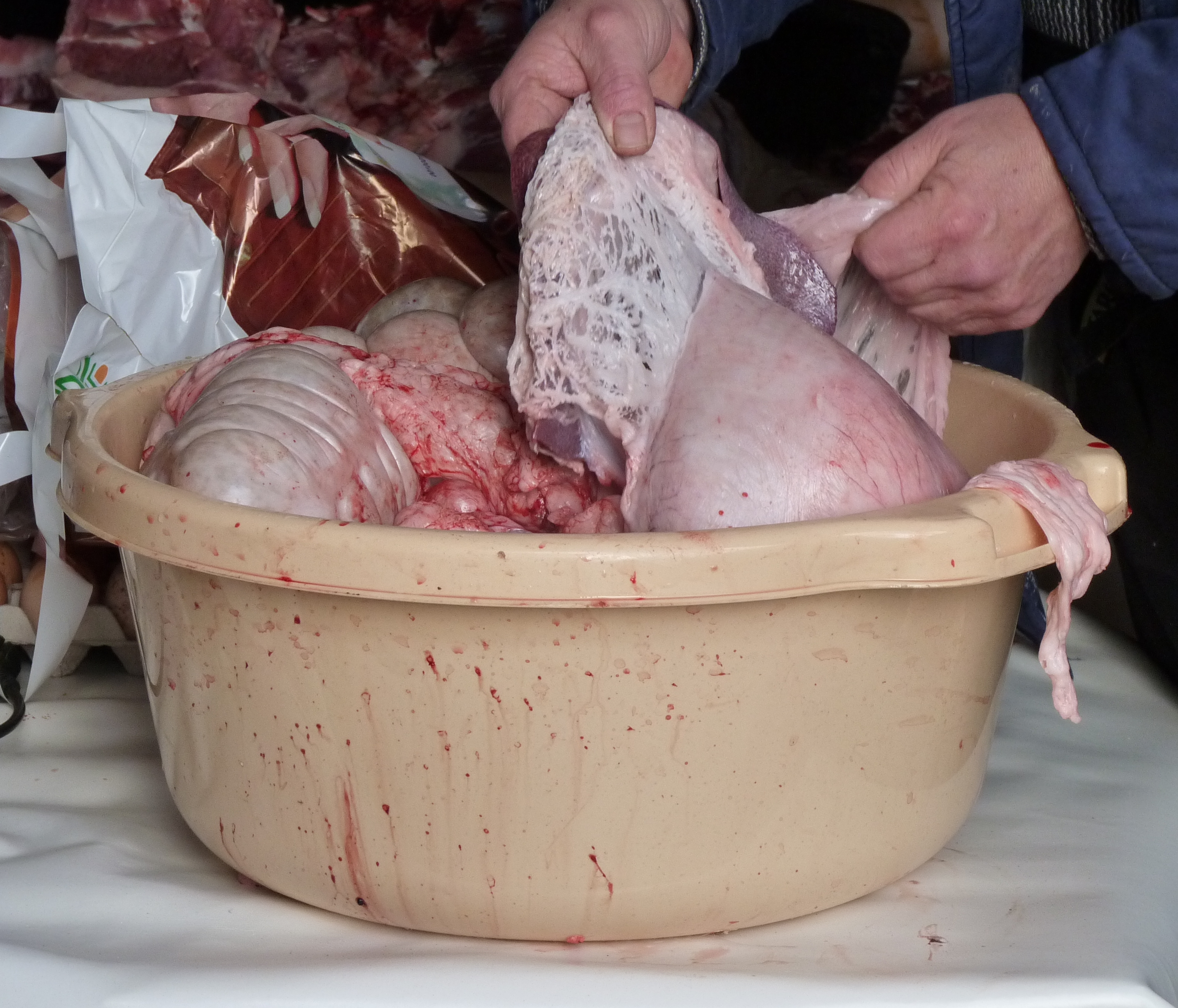
Tách bóc để lấy nội tạng
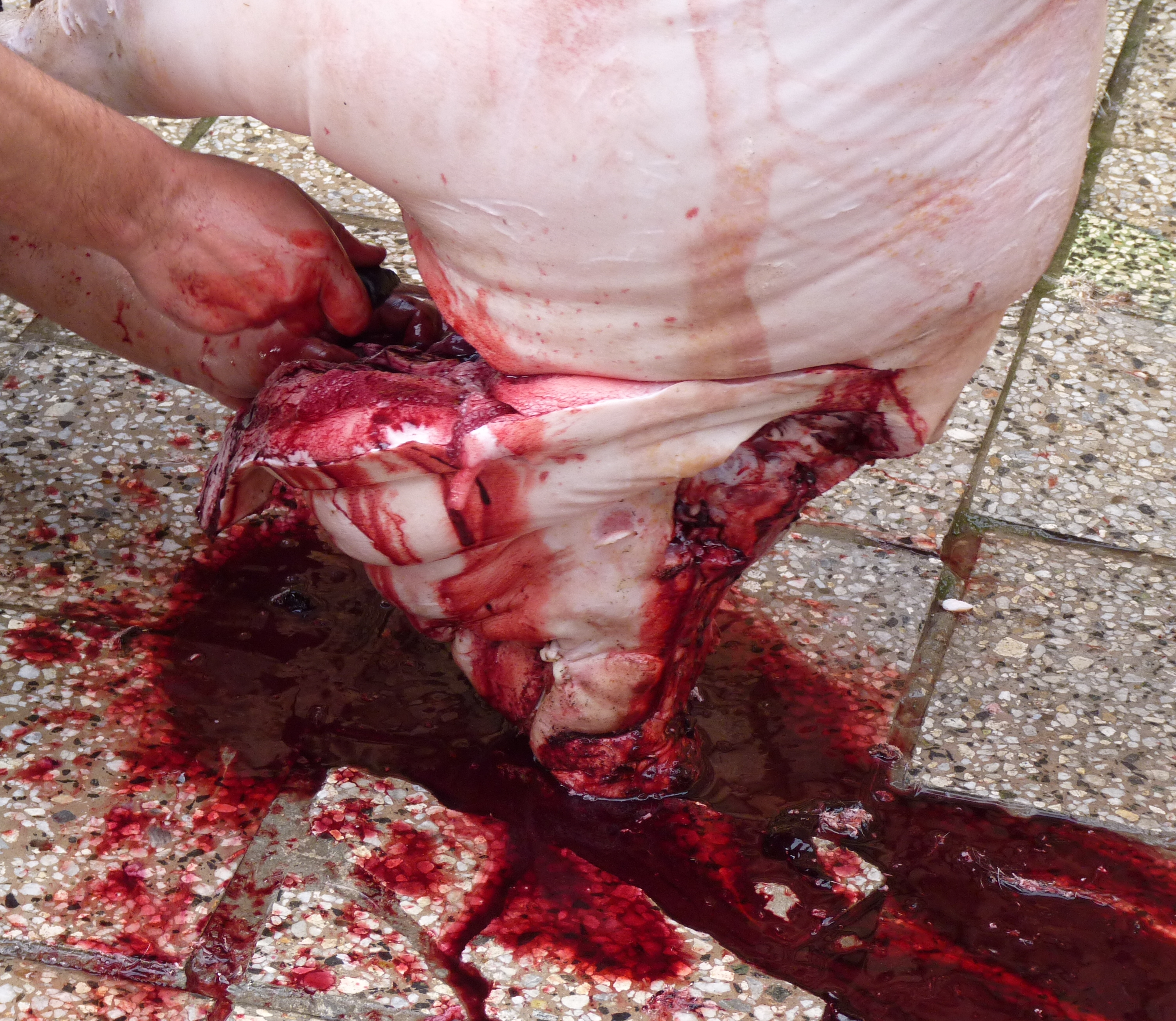
Cắt lấy đầu lợn
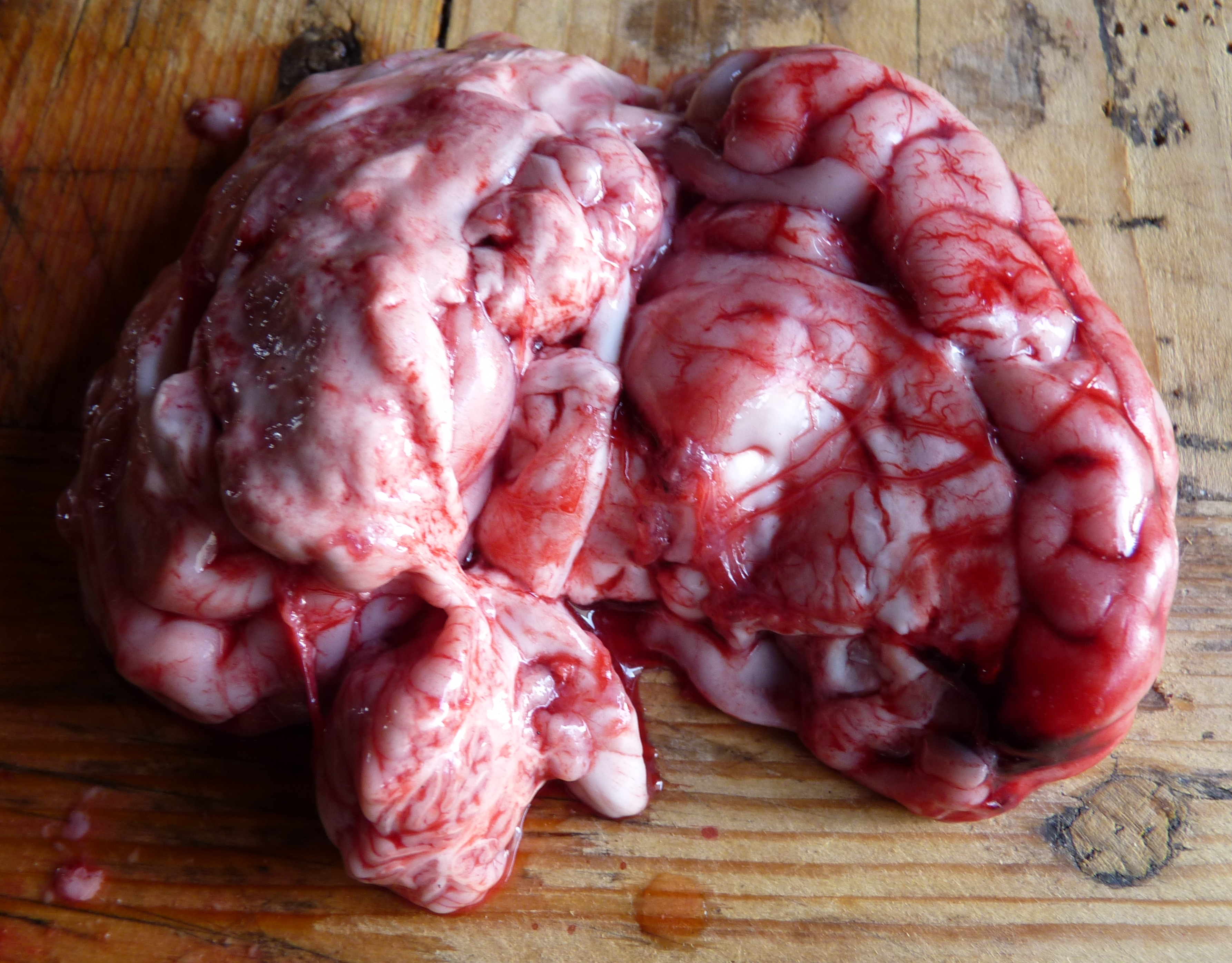
Chiết lấy óc lợn
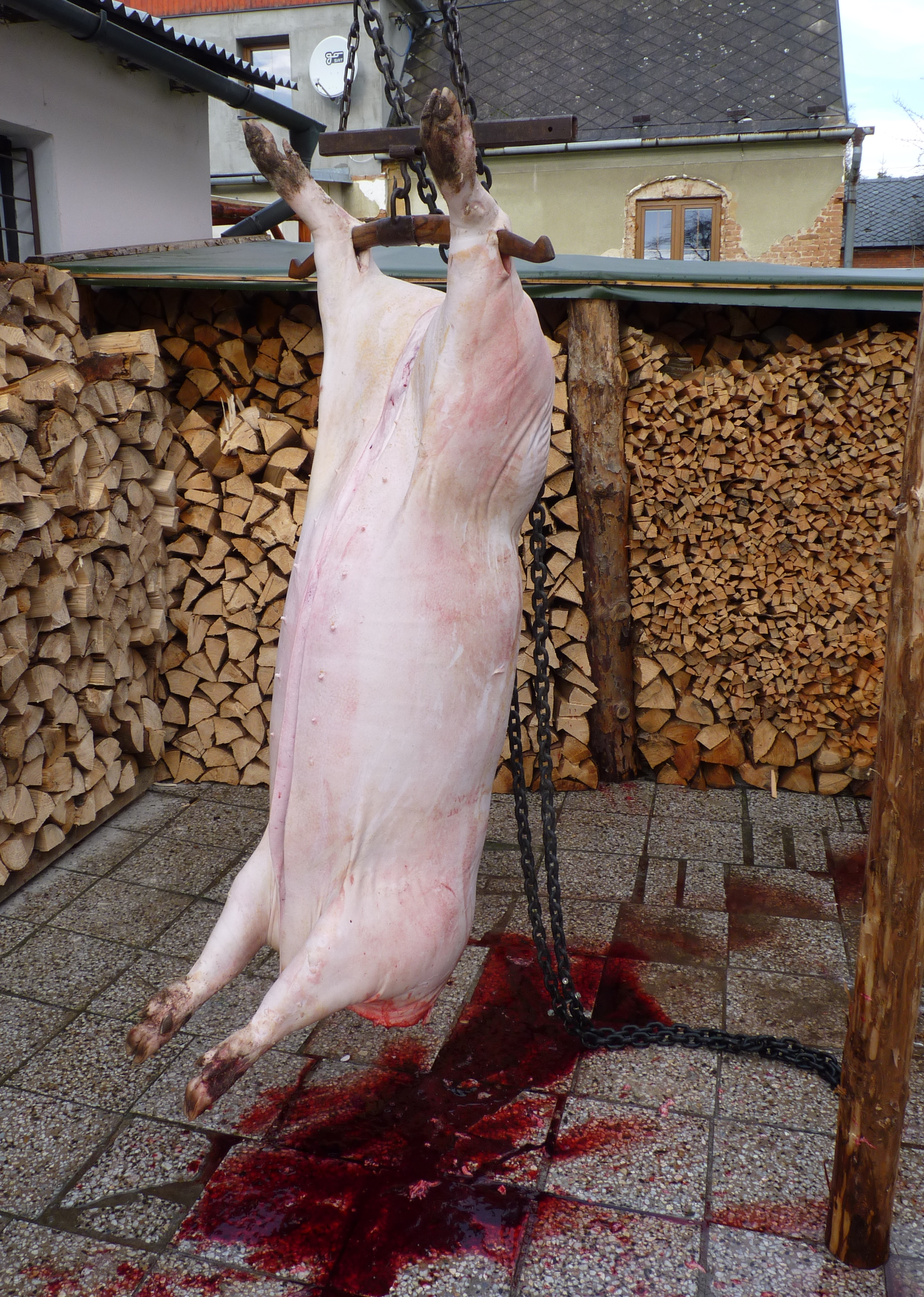
Con lợn sau khi bị cắt đầu
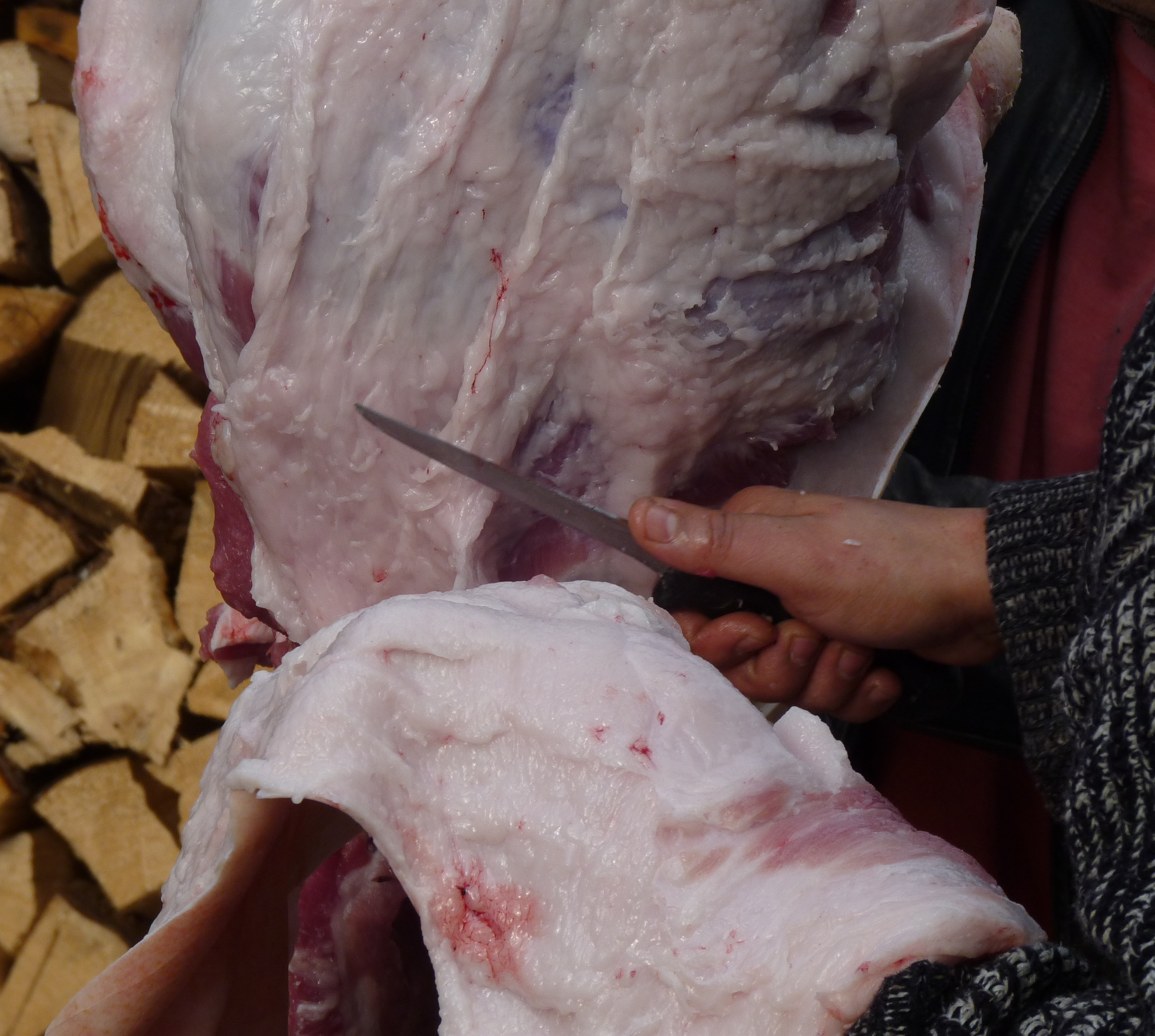
Lóc lấy lớp mỡ
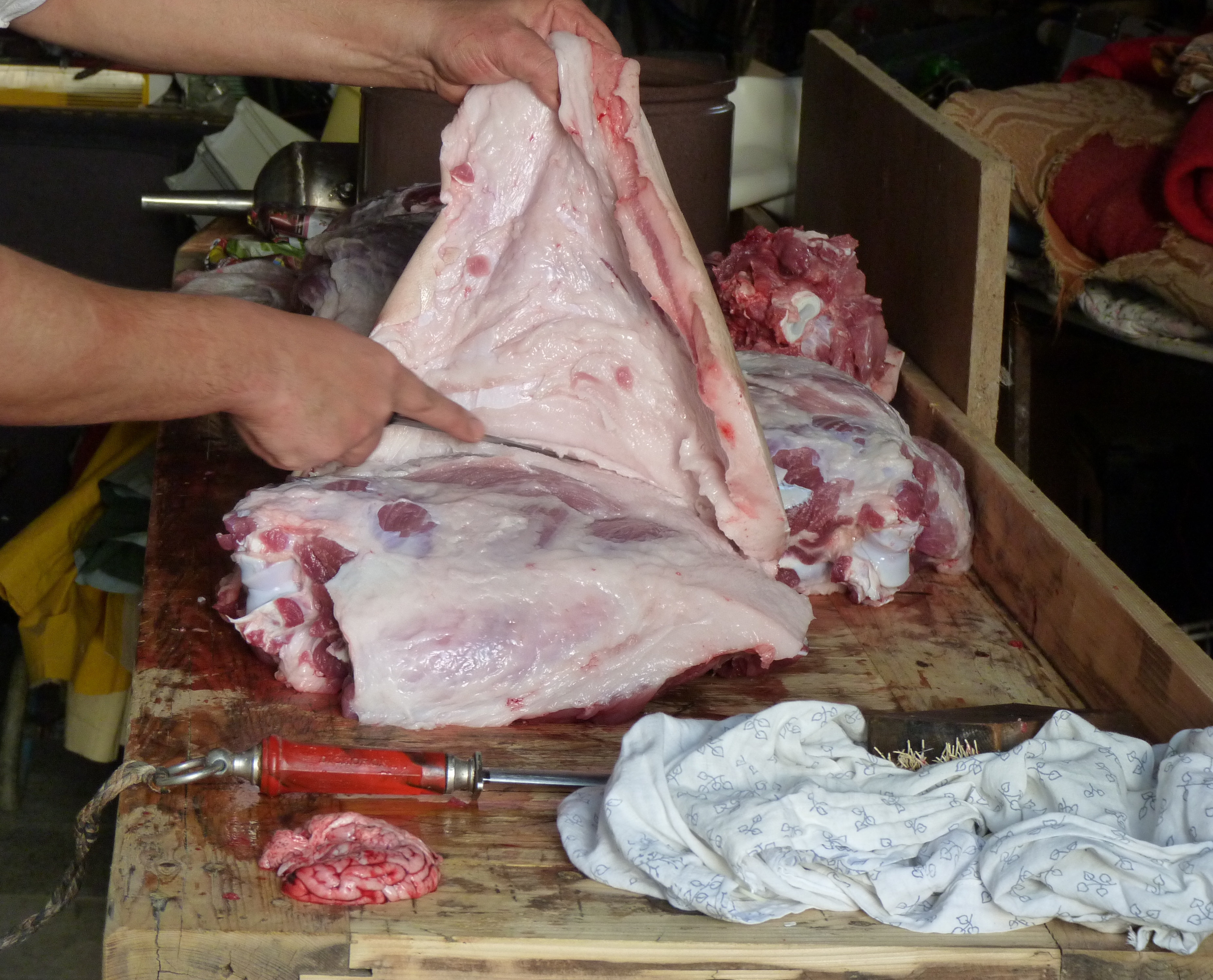
Tách phần thịt
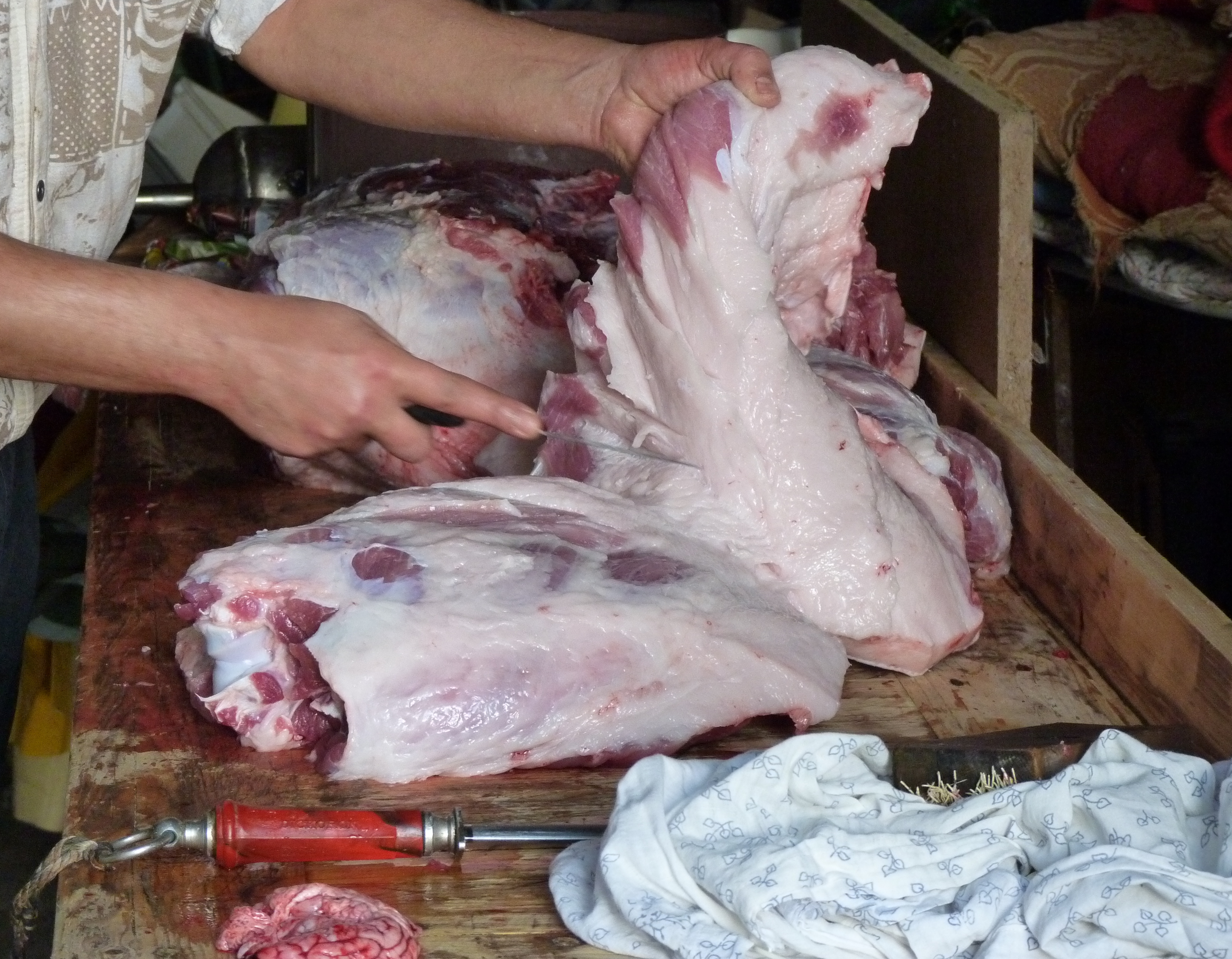
Tác phần thịt
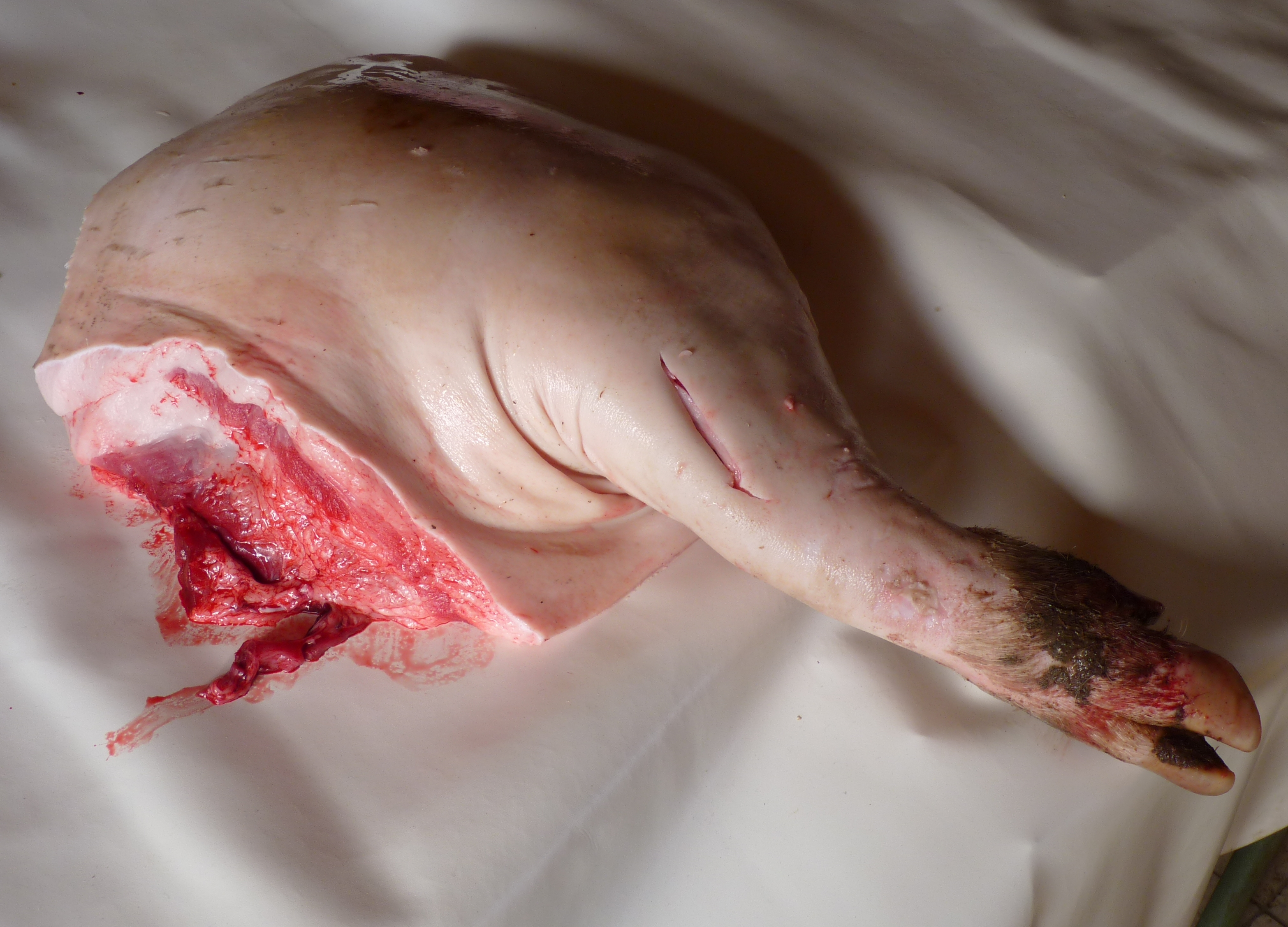
Tách lấy giò lợn
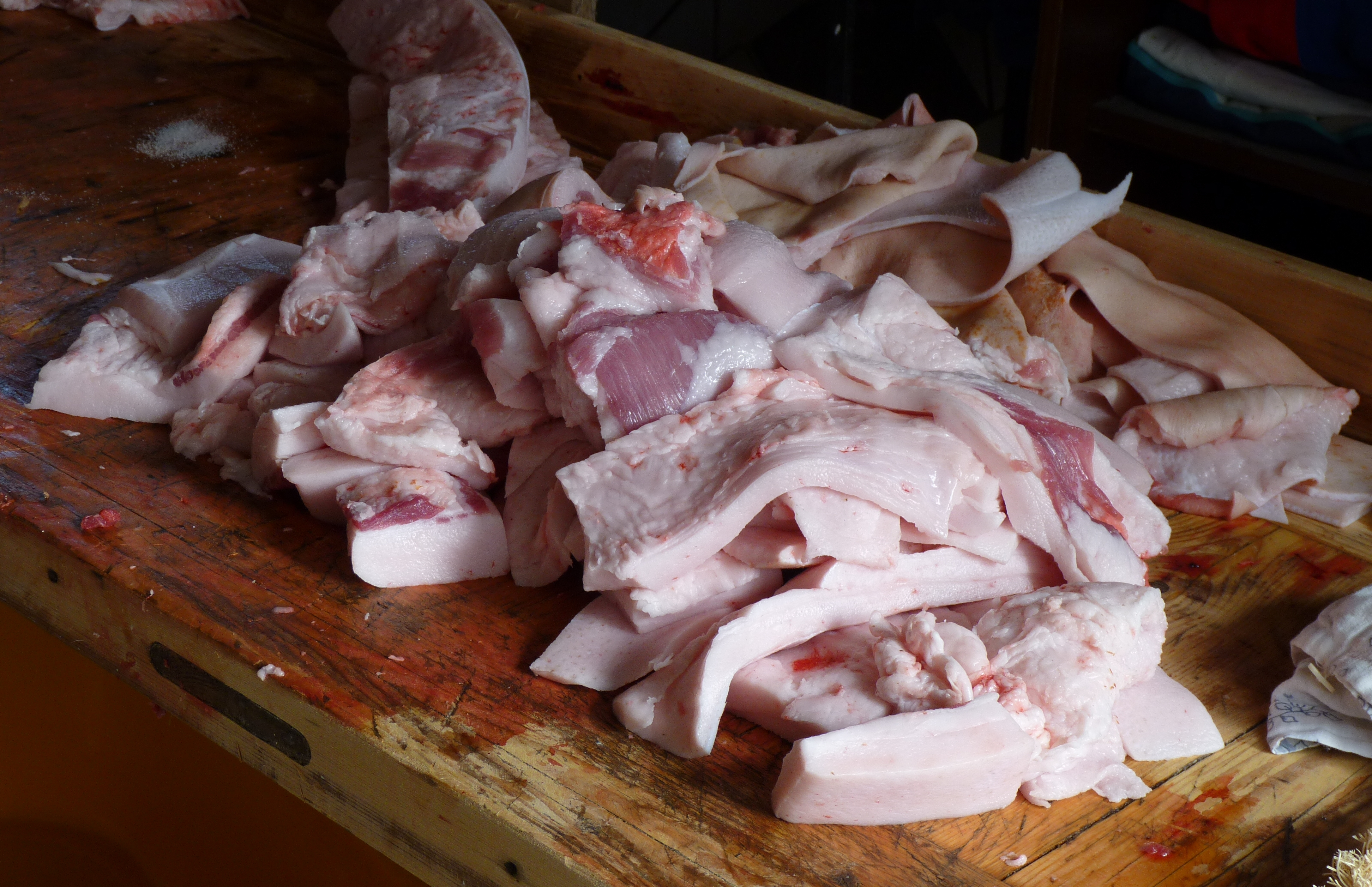
Tách lấy mỡ
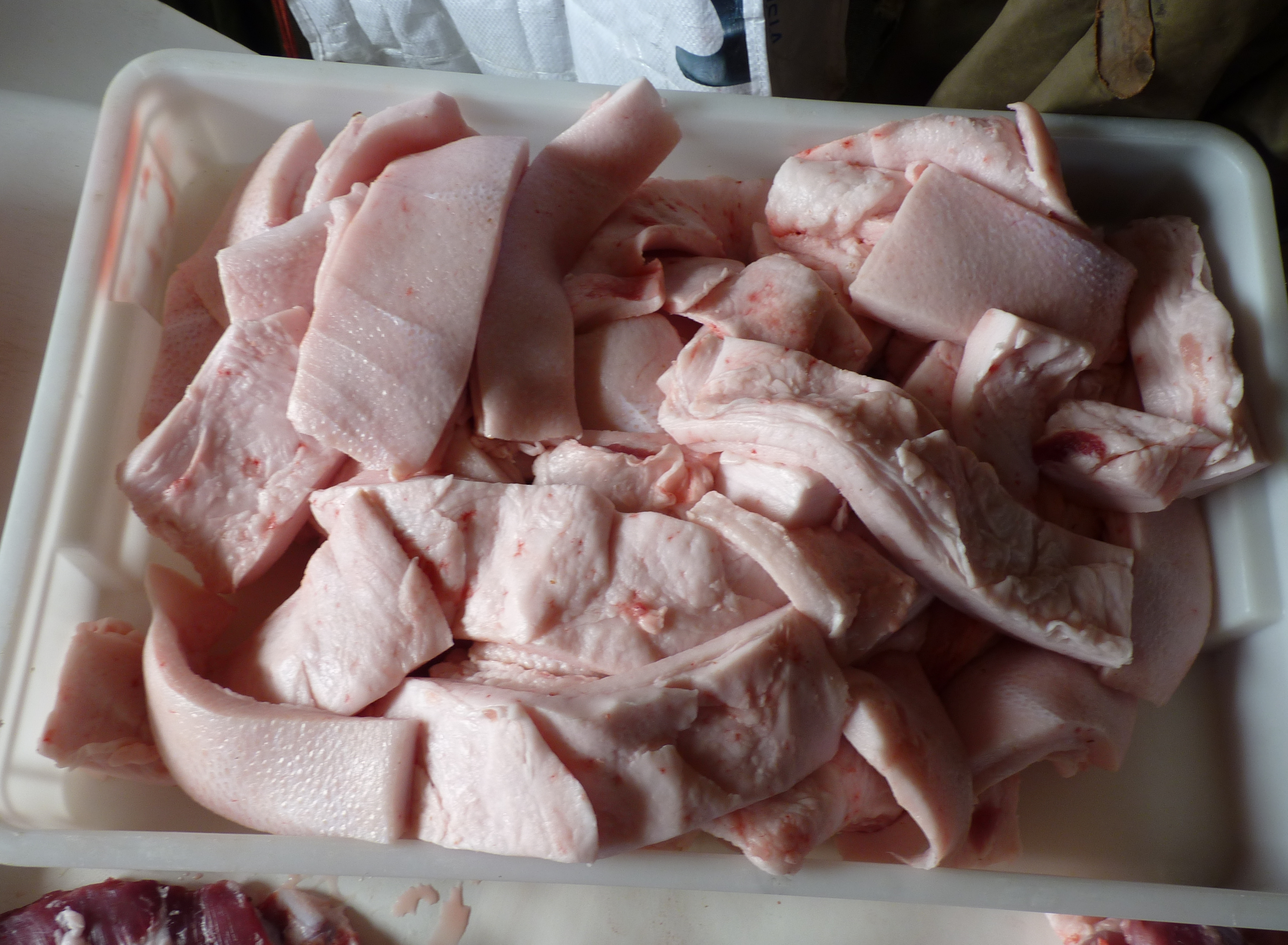
Tách lấy da
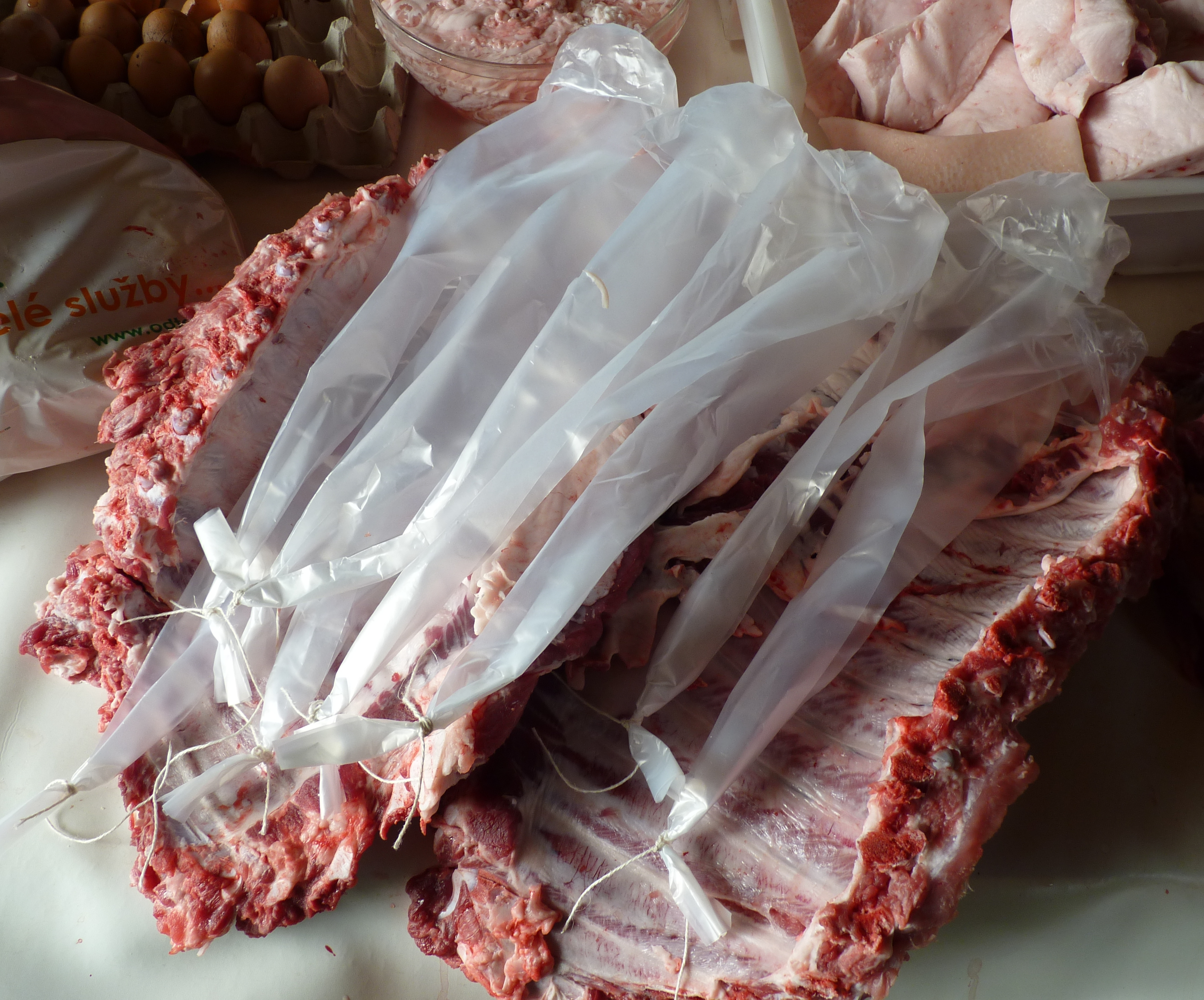
Lóc thịt lấy xương
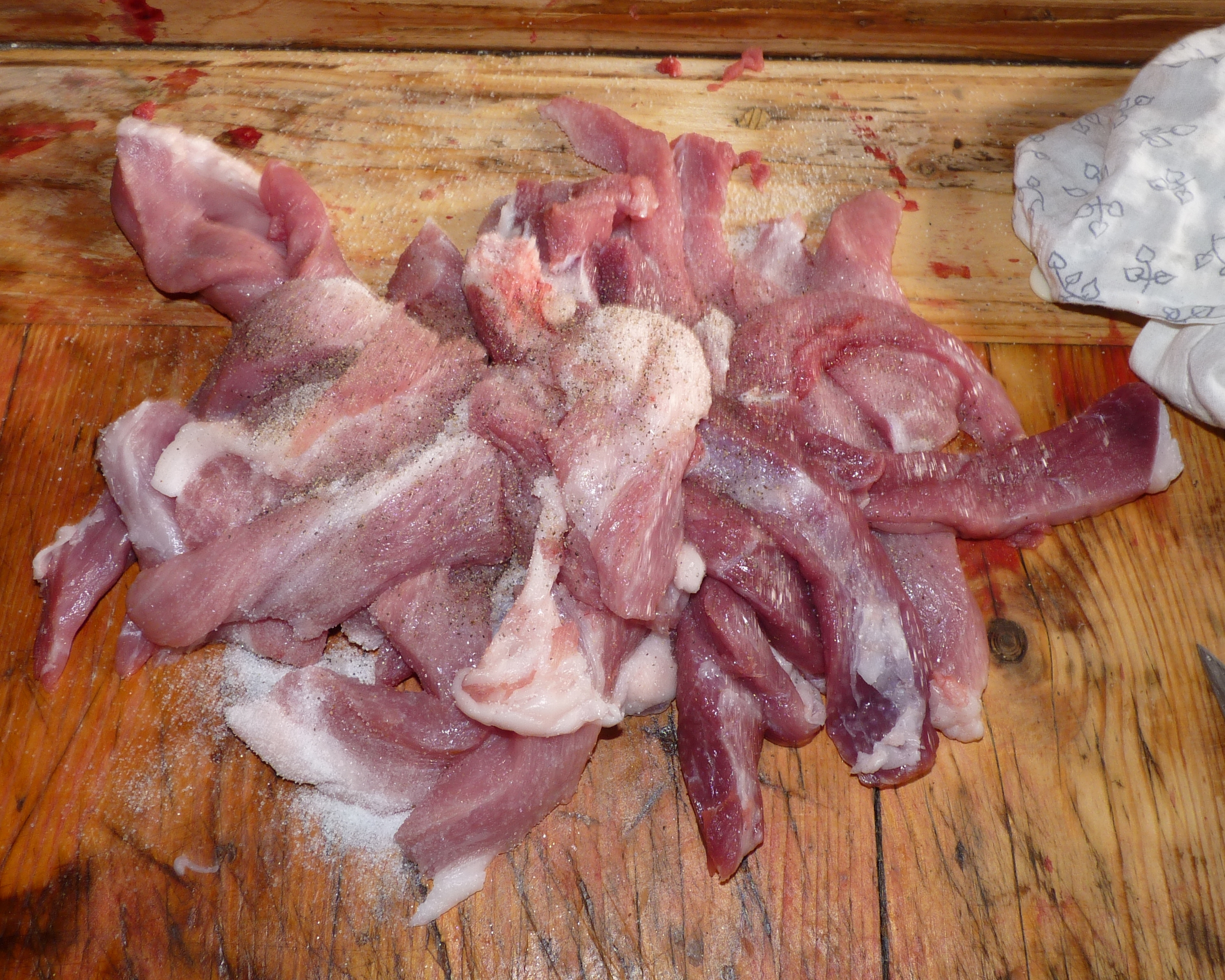
Ướp muối tiêu cho phần thịt nạc để giữ cho thịt tươi lâu
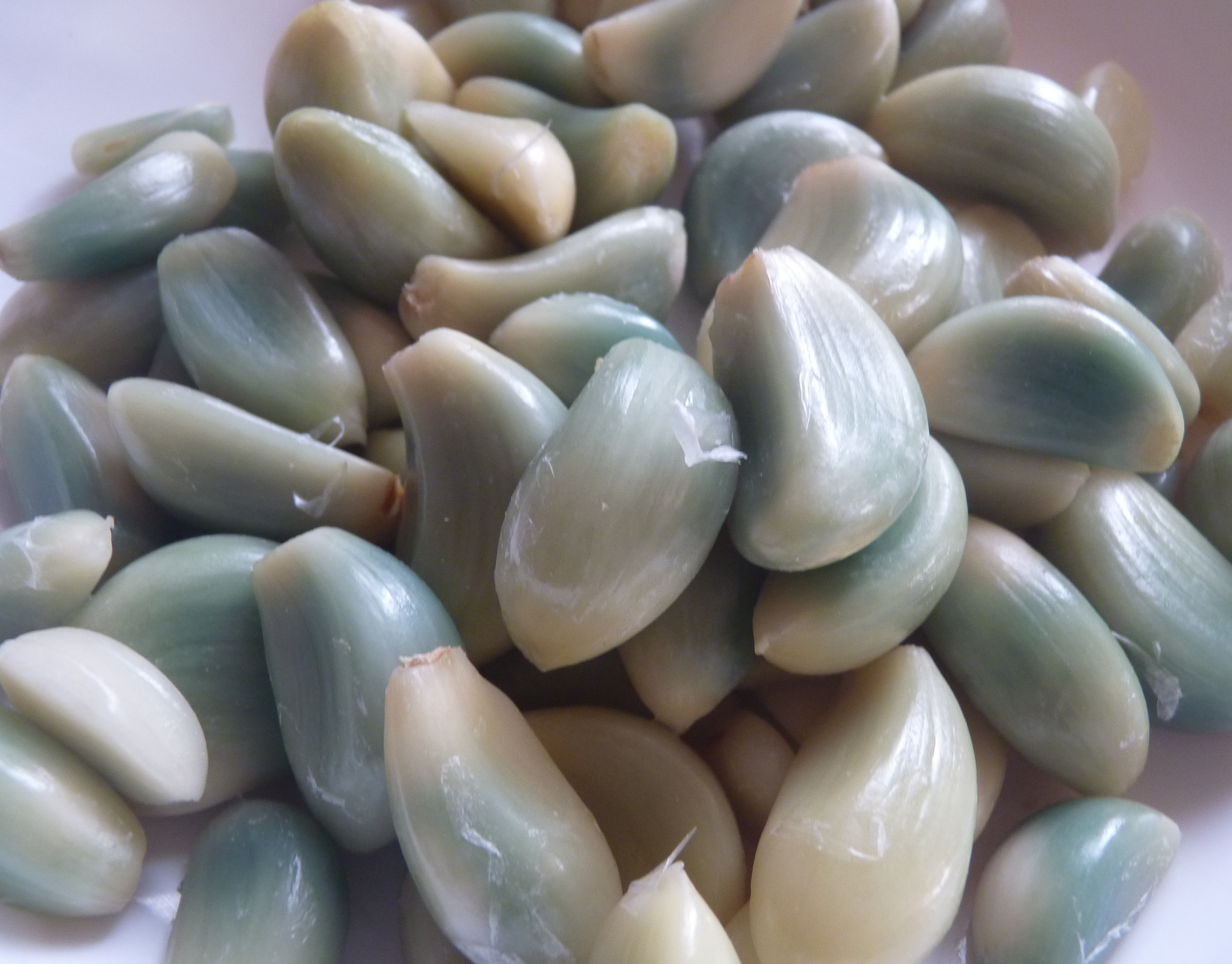
Chuẩn bị hành tỏi
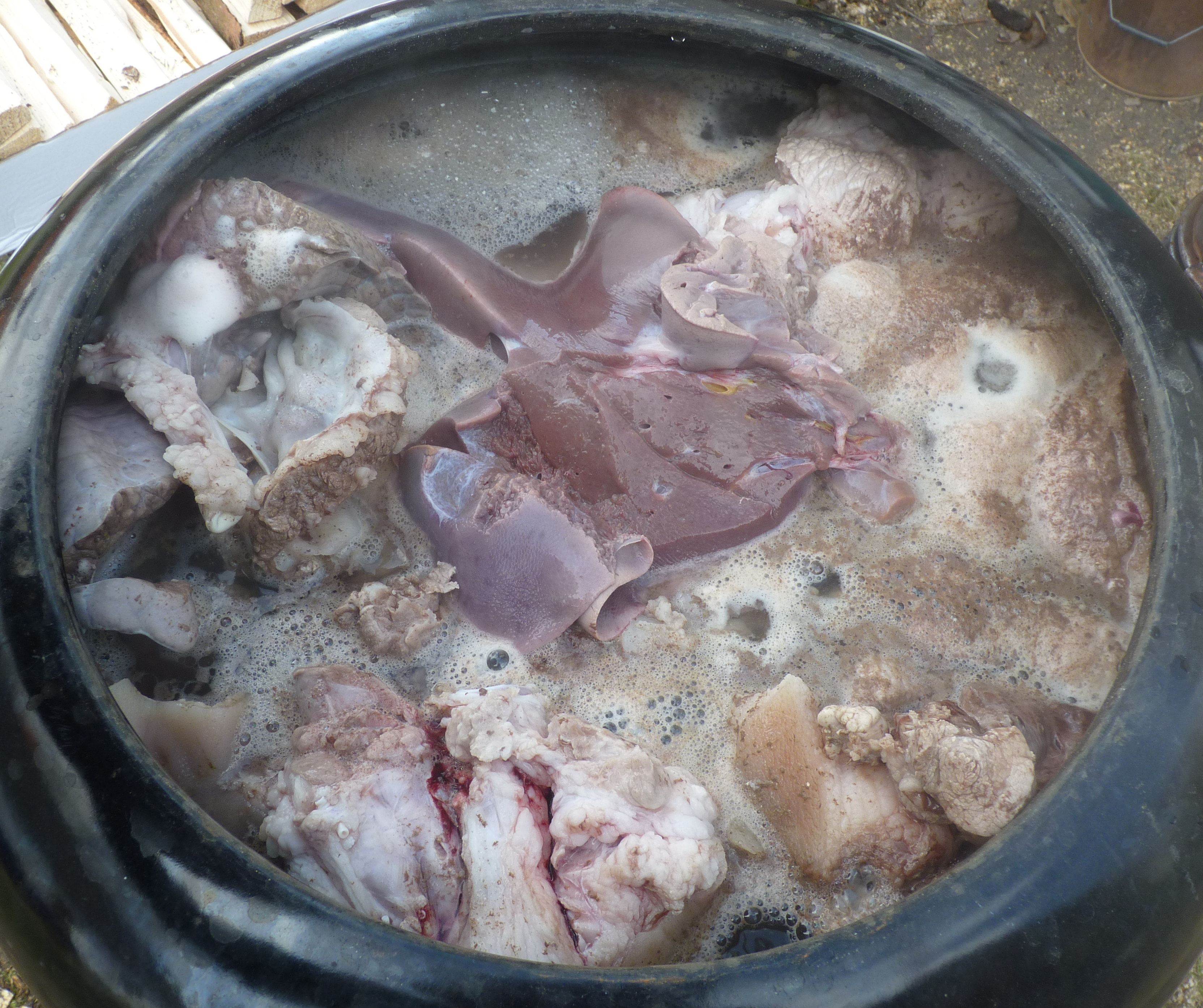
Sơ chế nội tạng (luộc) để dùng ngay
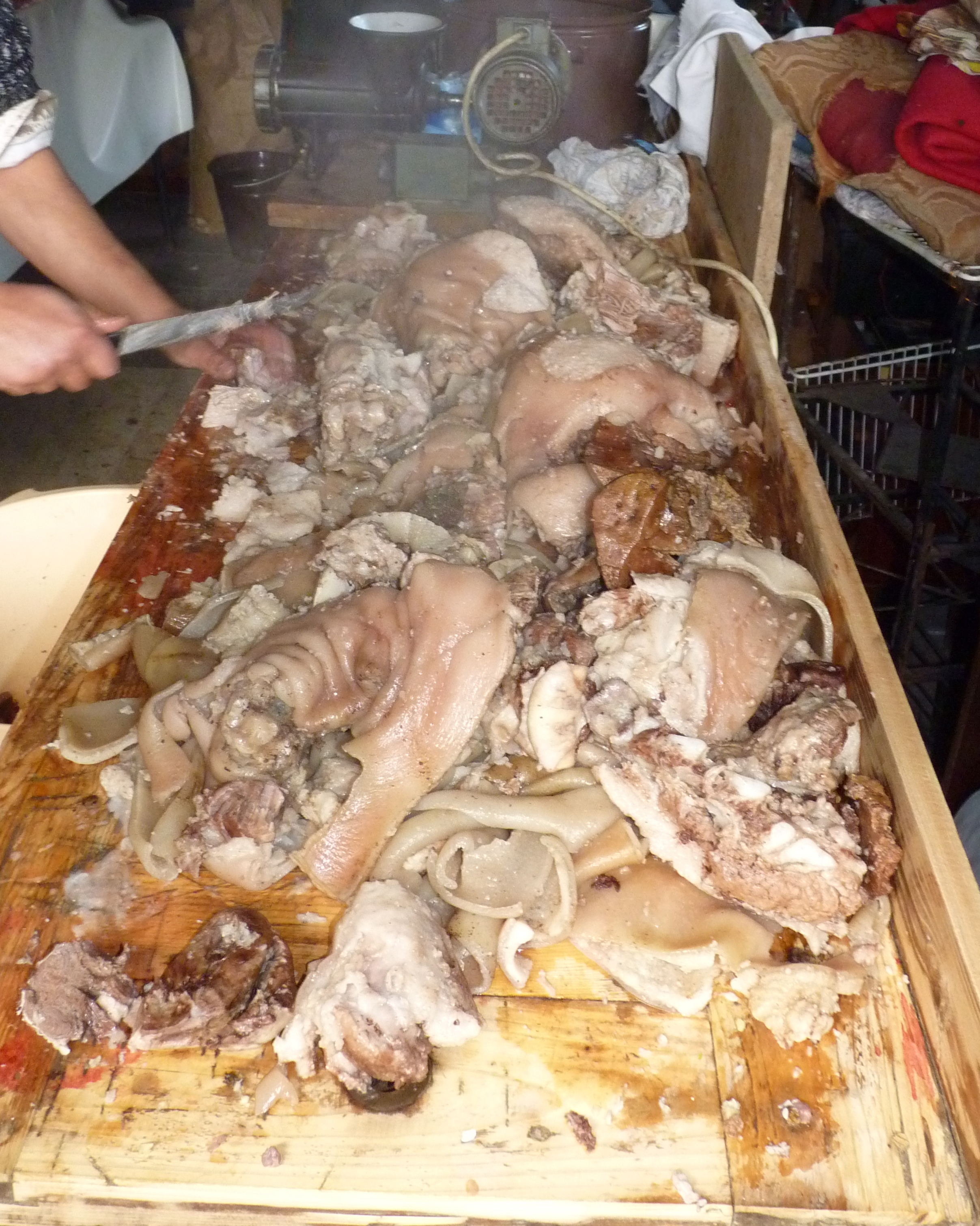
Luộc thịt
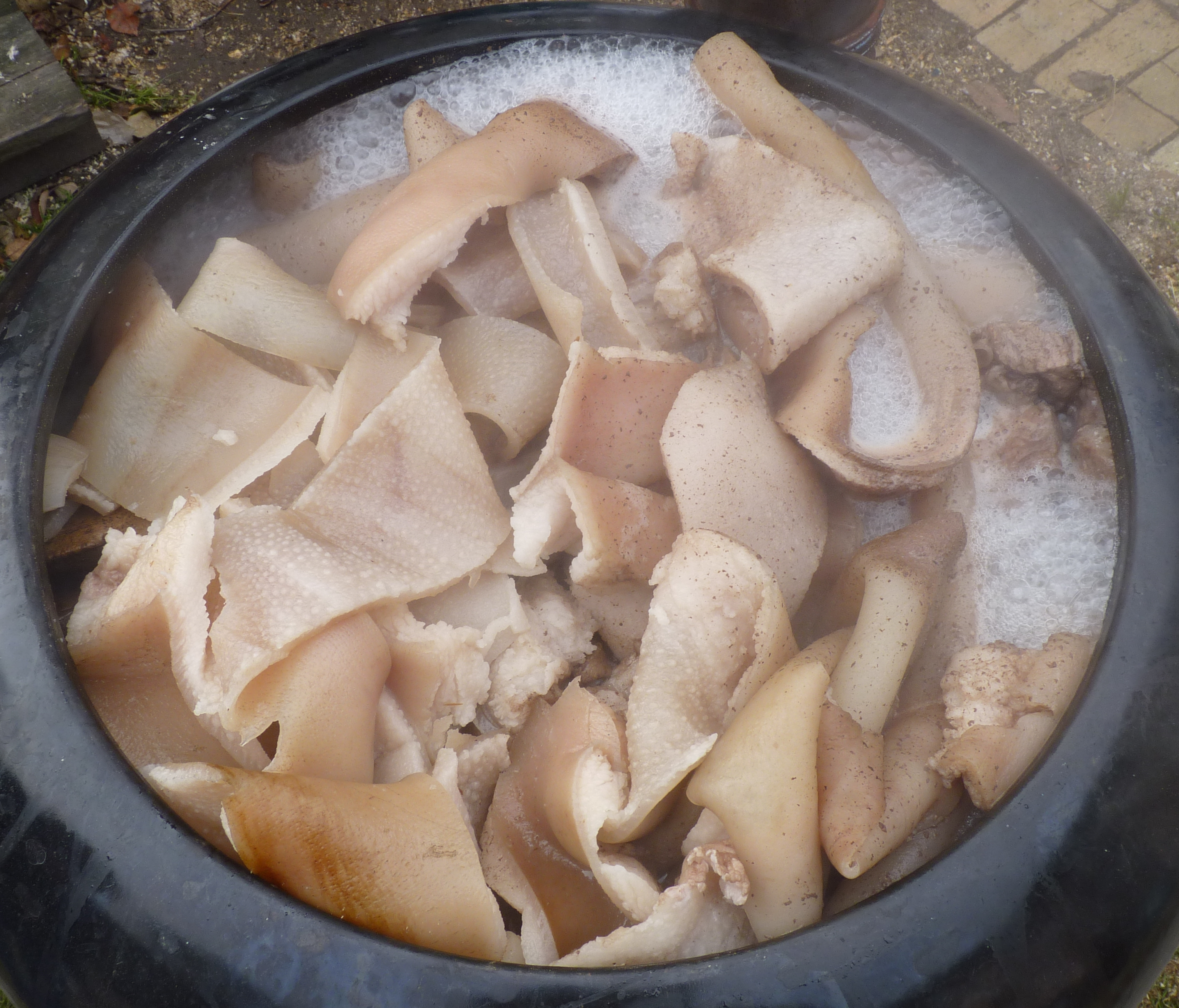
Luộc da để lấy tóp mỡ
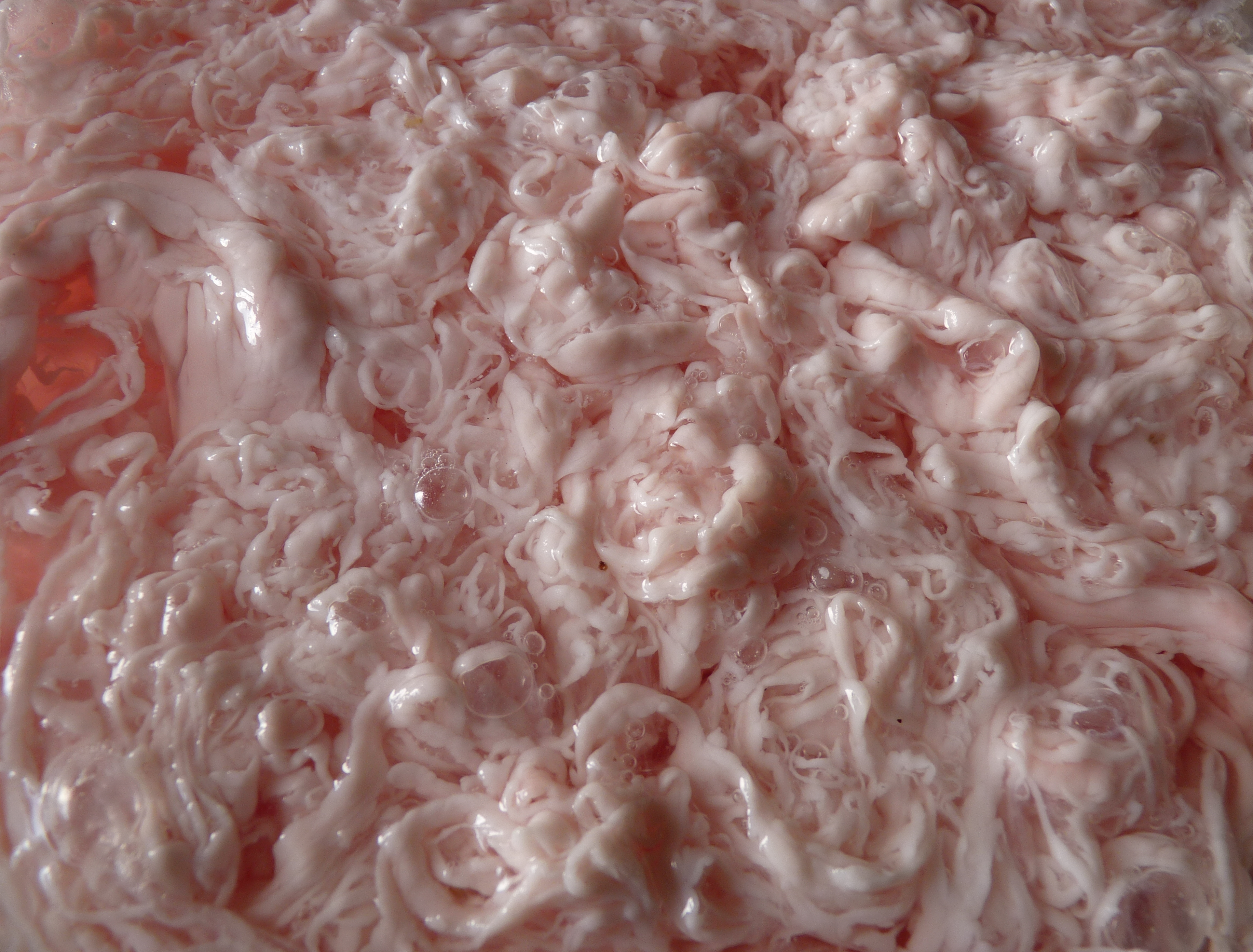
Thu gom bầy nhầy
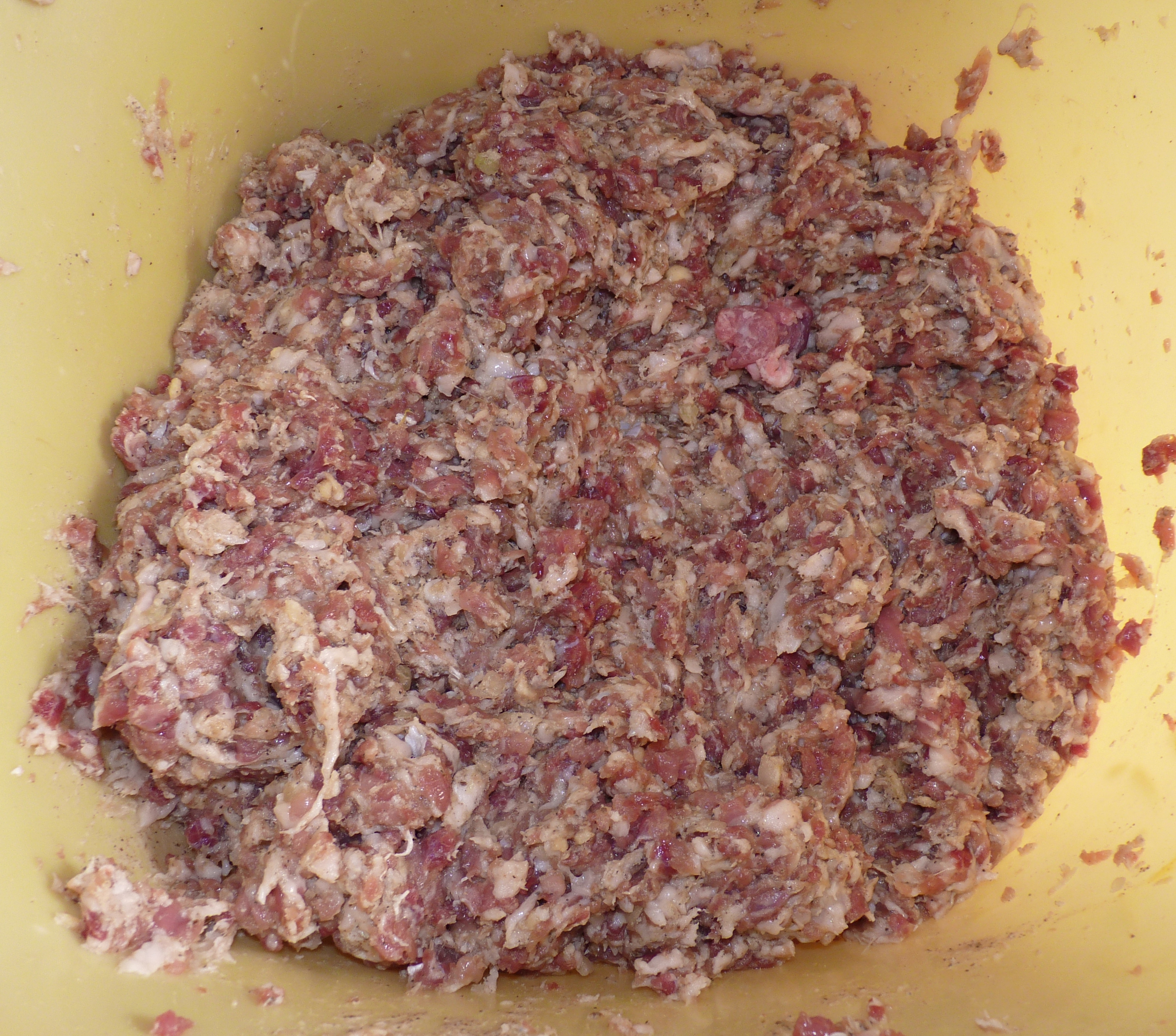
Băm nhỏ nội tạng chuẩn bị làm xúc xích
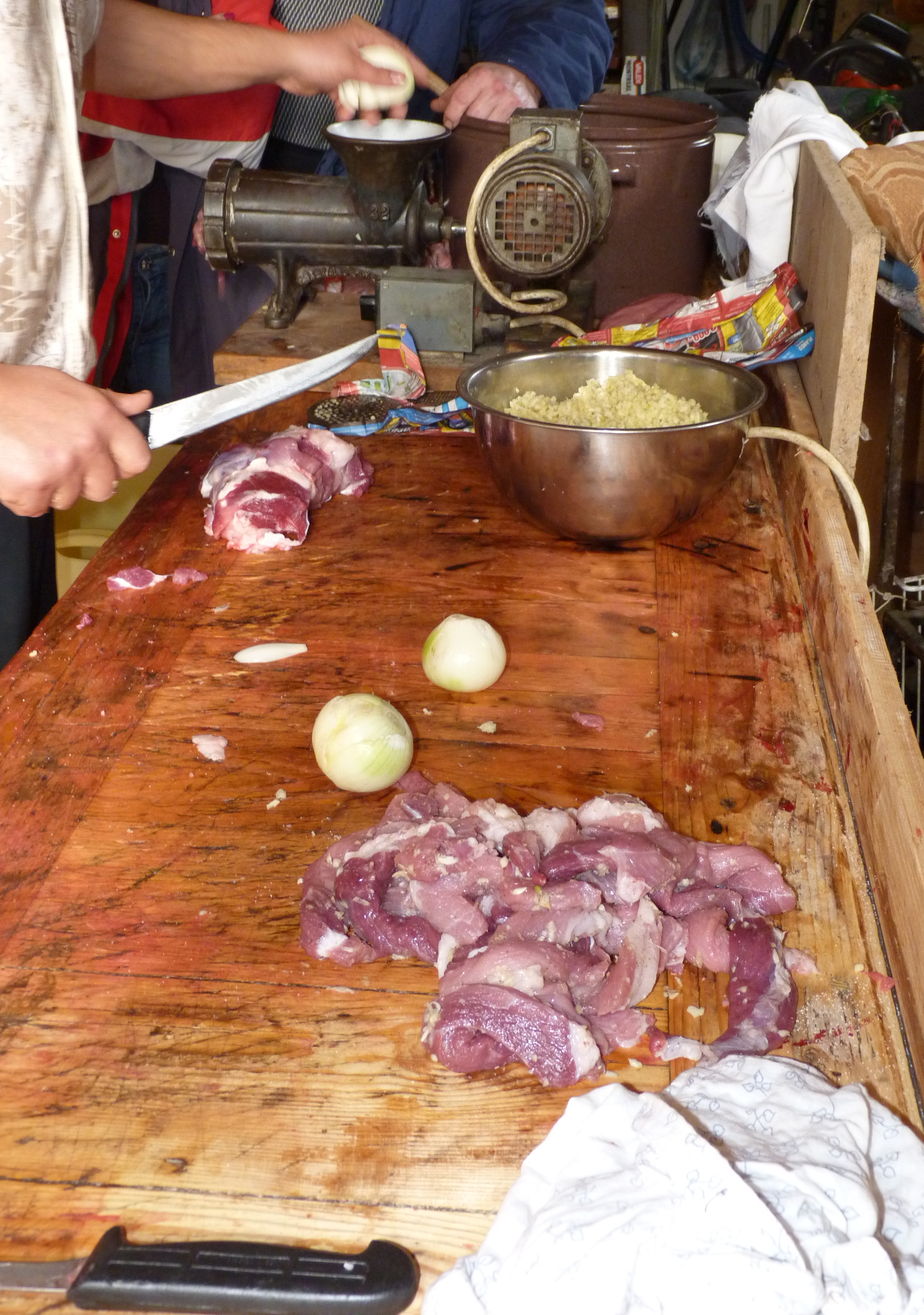
Băm thịt
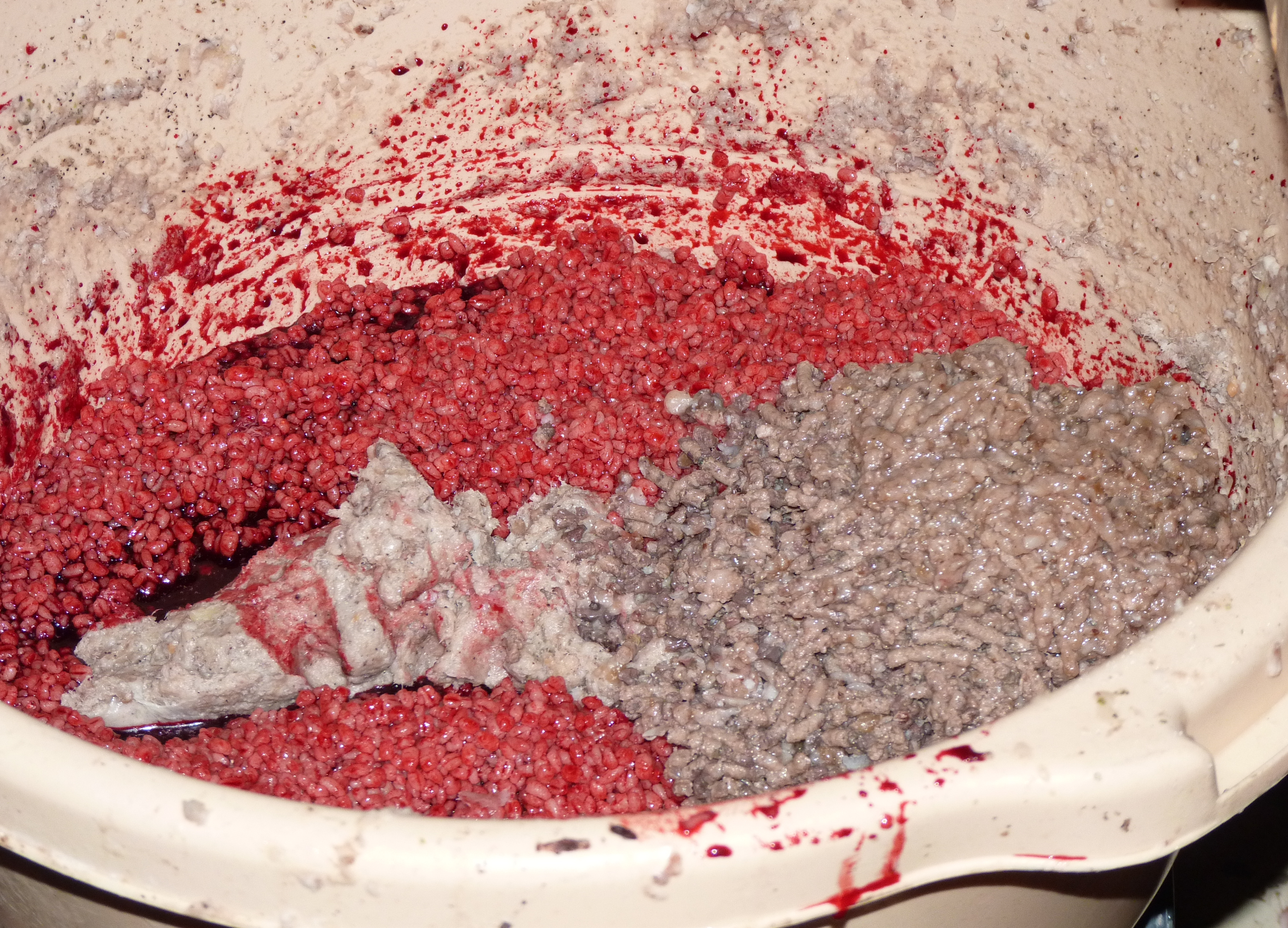
Tẩm ướp gia vị
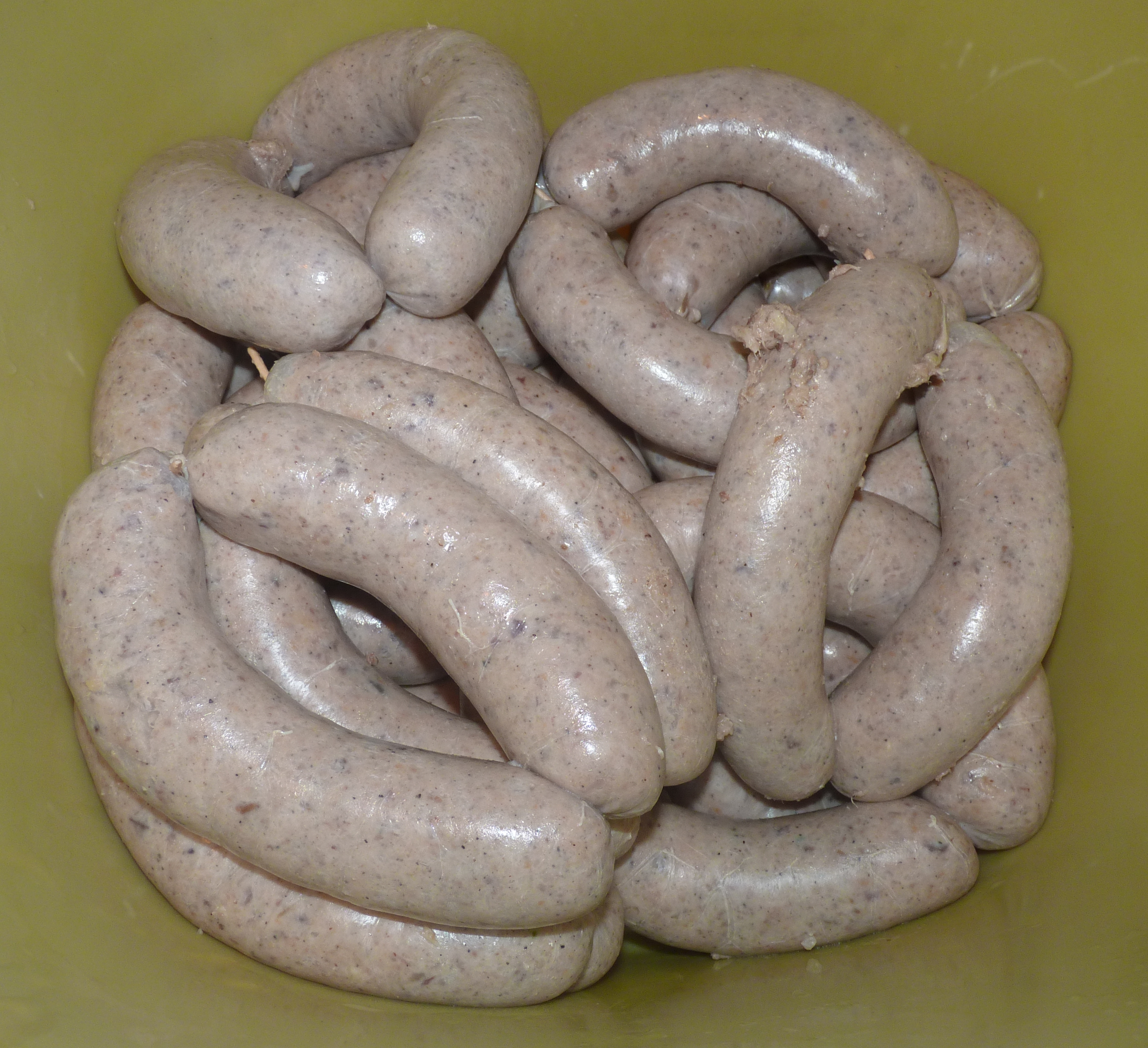
Làm xúc xích tại chỗ
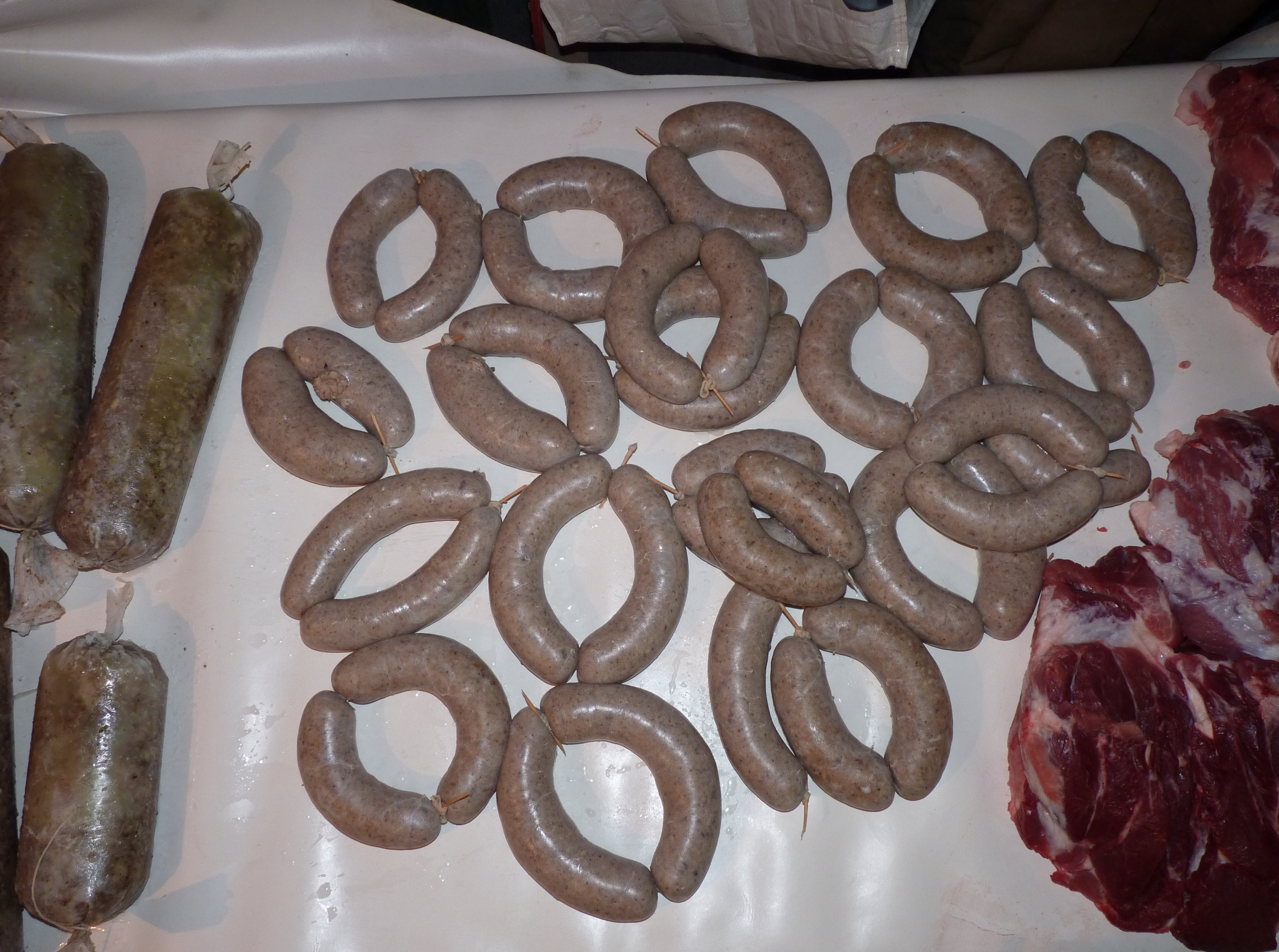
Các sản phẩm xúc xích